# 시드니
시드니(Sydney, i/ˈsɪdni/, 문화어: 씨드니)는 오스트레일리아의 뉴사우스웨일스주의 주도이자 오스트레일리아와 오세아니아에서 인구가 가장 많은 도시이다. 오스트레일리아의 동해안에 있는 시드니는 시드니항을 중심으로 서쪽으로는 블루마운틴스, 북쪽으로는 헉스베리시, 남쪽으로는 로열 국립공원, 서남쪽으로는 매카서까지 총 70 km 길이로 뻗어 있다. 시드니는 총 658개 교외촌으로 이루어져 있으며 33개 지방 자치 단체를 포함하고 있다. 시드니에 사는 주민을 흔히 "시드니사이더즈"(Sydneysiders)라고 부른다. 2021년 인구 조사에 따르면 대 시드니에 거주하는 인구는 5,231,150명이며 뉴사우스웨일스주 인구의 약 66%를 차지한다. 시드니의 별명으로는 "에메랄드 시티"(Emerald City)나 "하버 시티"(Harbour City)가 있다.
오스트레일리아 원주민은 약 3만년 전부터 대시드니 지역에 살고 있었으며, 시드니 곳곳에서 원주민의 암각화와 문화 유적지를 흔하게 찾아볼 수 있다. 시드니에 살았던 전통 부족으로는 다룽족, 다라왈족, 에오라족 등이 있다.
1770년 제임스 쿡은 첫 태평양 항해에서 오스트레일리아 동해안의 해도를 그려가며 보터니만에 상륙했다. 1788년에는 아서 필립이 지휘하는 죄수들로 구성된 제1선단이 시드니 지역을 영국의 유배 식민지로 만들며 오스트레일리아에서 최초의 유럽인 정착지가 만들어졌다. 제2차 세계 대전 이후로는 시드니엔 대규모로 이주자들이 들어오기 시작했고 2021년 기준 인구의 40% 이상이 해외 출신이다. 외국인 유입국의 대부분이 중국 본토, 인도, 잉글랜드, 베트남, 필리핀 출신이다.
시드니는 세계에서 물가가 제일 높은 도시 중 하나로 꼽히지만, 세계에서 가장 살기 좋은 도시에서도 10위 안에 들기도 한다. 세계화와 세계 도시 네트워크(GaWC)가 분류한 전 세계와 그 지역의 영향력 정도에서도 알파급 세계도시로 분류되었다. 세계 11위의 경제력을 가진 시드니는 금융업, 제조업, 관광업이 강한 선진적인 시장 경제를 가지고 있다. 1850년 세워진 시드니 대학교는 오스트레일리아 최초의 대학이자 세계 최고 대학 중 하나이다.
시드니는 2000년 하계 올림픽과 같은 주요 국제 스포츠 행사를 개최했다. 또한 시드니는 세계에서 가장 많은 관광객이 방문하는 15개 도시 중 하나로 매년 수백만명의 관광객이 시드니의 랜드마크를 관광하러 방문한다. 시드니는 1백만 헥타르가 넘는 넓이의 자연 보호 구역과 공원을 가지고 있으며, 시드니 항구와 로열 국립공원같은 독특한 자연경관도 가지고 있다. 시드니의 주요 관광 명소로는 유네스코 세계유산에 등재된 시드니 오페라 하우스와 그 옆의 시드니 하버 브리지가 있다. 시드니 철도망의 중심지로 시드니 센트럴 역도 있으며, 시드니의 주요 여객공항으로 세계에서 가장 오래된 공항 중 하나이기도 한 킹스포드 스미스 시드니 공항이 있다.

## 어원
1788년 뉴사우스웨일스의 초대 총독인 아서 필립이 최초의 영국인 정착지가 세워진 작은 만을 당시 내무장관이자 초대 시드니 남작이었던 토마스 타운셴드의 남작명을 따와 시드니 코브라고 이름붙였다. 원주민들은 이 해안가를 '와라네'(Warrane)라고 불렀다. 필립은 정착지 이름을 알비온으로 짓는 안을 고려했지만 '알비온'이라는 이름을 실제 공식적으로 쓴 적은 없었다. 1790년 필립과 다른 관료들은 공식적으로 이 마을을 '시드니'라고 불렀다. 1842년 시드니 마을은 시드니 도시로 바뀌었다.
사우스 헤드의 포트잭슨 남쪽 해안에서 달링 하버까지 영토가 뻗어 있던 카디갈족은 영국인 정착지가 처음 세워졌던 땅의 전통 통치자로 자신의 영토를 '가디'(Gadi)라고 불렀다. 시드니 지역에 살던 원주민 씨족들은 자신의 영역, 혹은 영역 내 특정 장소, 식량, 토템 등에 접미사 '-갈'(-gal)을 붙여 나타냈다. 현대의 시드니 도시권 내엔 28개의 알려진 원주민 씨족의 전통 영역이 포함되어 있다.

## 역사

### 첫 거주민

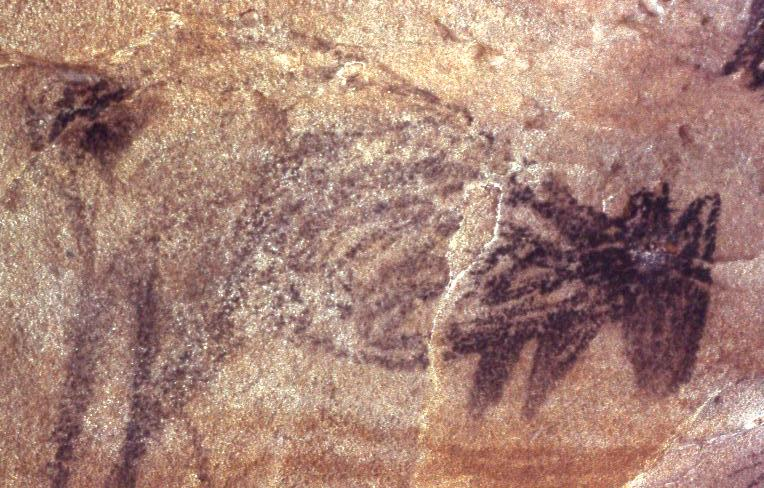
히스코트 국립공원에 있는 캥거루를 묘사한 목탄화.

오늘날 시드니라고 알려진 지역에 처음으로 거주한 사람들은 오스트레일리아 북부와 동남아시아에서 이주한 원주민인 애버리지니이다. 시드니 서부의 자갈 퇴적물에서 발견된 조각돌 파편을 통해 기원전 45,000년 전에서 기원전 50,000년 전 사이부터 인간이 거주하기 시작한 흔적이 보이기 시작했으며 방사성 탄소 연대 측정법을 통해 약 30,000년 전부터 시드니 지역에서 인간이 활동했다는 증거를 찾아냈다. 영국인이 상륙하기 직전까지 오늘날 시드니 대도시권 지역에는 약 4천명에서 8천명의 원주민이 거주했다고 추정하고 있다.
원주민들은 사냥, 낚시, 식물과 어패류 채집으로 생계를 유지했다. 연안 씨족의 식단은 해산물 비율이 높았던 반면 내륙 씨족의 식단은 숲속 동식물 비율이 더 높았다. 원주민들은 돌, 나무, 식물성 재료, 뼈, 껍데기 등으로 만든 독특한 장비와 무기를 가지고 있었다. 또한 이들만의 독특한 신체 장식, 머리 스타일, 노래와 춤도 가지고 있었다. 원주민 집단은 조상신, 토템, 초자연적인 존재를 중심으로 한 신앙 체계이 바탕이 된 신앙의식적인 생활도 했다. 서로 다른 씨족과 언어군의 사람들이 입회식과 기타 의식에 참여하기 위해 서로 모였다. 이런 모임 활동으로 무역, 씨족간 결혼, 씨족 동맹 등이 만들어졌다.
초기 영국 정착민은 '유어라'(Eora)라는 단어가 원주민 용어로 '사람들' 혹은 '이곳에서 온 사람들'이라는 뜻이었다고 기록했다. 시드니 지역의 씨족들은 전통적으로 각 씨족마다 영토를 가지고 있었으며, 영토 간 경계도 있었다. 하지만 각 씨족들이 어느 집단이나 국가에 속했는지, 언어와 방언, 입회의식 등은 어느 정도로 서로 차이가 있었는지는 확실하지 않고 논쟁이 진행중이다. 시드니 지역의 주요 씨족으로는 해안가의 유어라족, 패러매타에서 블루마운틴즈까지 이르는 내륙 지역을 점령한 다루그족, 보타니만 남쪽의 다라왈족 등이 있다. 시드니와 그 인근 지역에서는 다르기눙어와 군둥구라어를 사용했다.
| 씨족명 | 지역명                    | 위치                                             |
| --- | ------------------------- | ------------------------------------------------ |
| 베디아갈(Bediagal) | (미상)                    | 패러매타 서북부로 추정                           |
| 비라비라갈(Birrabirragal) | 비라비라(Birrabirra)      | 소우 및 피그스 암초 인근 로우시드니항            |
| 불바이노라(Boolbainora) | 불바인마타(Boolbainmatta) | 패러매타 지역                                    |
| 보로게갈(Borogegal) | 부라기(Booragy)           | 브레들리헤즈와 인근 지역으로 추정                |
| 보로메데갈(Boromedegal) | (미상)                    | 패러매타                                         |
| 부루베론갈(Buruberongal) | (미상)                    | 패러매타 서북부                                  |
| 다라무라갈(Darramurragal) | (미상)                    | 터라머라 지역                                    |
| 가디갈(Gadigal) | 카디/가디(Cadi/Gadi)      | 포트잭슨 남쪽 시드니헤즈부터 달링 하버 사이 구간 |
| 가브로갈(Gahbrogal) | (미상)                    | 리버풀과 캐브러매타 지역                         |
| 가마라갈(Gamaragal) | 카메라이(Cammeray)        | 포트잭슨 북쪽 해안                               |
| 가메이갈(Gameygal) | 카메이(Kamay)             | 보터니만                                         |
| 가네메갈(Gannemegal) | 와르물(Warmul)            | 패러매타 지역                                    |
| 가리갈(Garigal) | (미상)                    | 브로큰만 지역                                    |
| 가야마이갈(Gayamaygal) | 가이에미(Kayeemy)         | 맨리 코브                                        |
| 그웨아갈(Gweagal) | 그웨아(Gwea)              | 보타니만 남쪽 해안                               |
| 왈루메데갈(Wallumedegal) | 왈루메데(Wallumede)       | 시드니코브 반대쪽 포트잭슨 북쪽 해안             |
| 완갈(Wangal) | 완(Wann)                  | 달링 하버부터 로즈힐까지 포트잭슨 남해안 지역    |
| 도마라갈(Domaragal), 두가갈(Doogagal), 간날갈(Gannalgal), 고메리갈(Gomerigal), 구니오웰갈(Gooneeowlgal), 구룽구레갈(Goorunggurregal), 고루알갈(Gorualgal), 무루레디알(Murrooredial), 노롱게라갈(Noronggerragal), 오량수라(Oryangsoora), 완데안데갈(Wandeandegal)은 시드니 지역의 씨족이나 정확한 영역을 특정할 수 없다. |                           |                                                  |
| 참조: 이름과 영토명은 당대 영국인이 기록한 것으로 시드니 지역의 동시대 원주민 집단이 사용하던 명칭과 완전히 일치한 것은 아니다. |                           |                                                  |

유럽인과 오스트레일리아 원주민의 첫 조우는 1770년 4월 29일로 당시 제임스 쿡 선장이 보터니만(카마이)에 상륙해 그웨아갈 씨족을 만났다. 그웨아갈 전사 두 명이 상륙한 유럽인에 대항해 싸웠고 둘 중 한명이 총에 맞아 부상을 입었다. 쿡 선장과 선원들은 일주일간 보터니만에 머물면서 물, 목재, 사료, 식물 표본을 수집하고 주변 지역을 탐험했다. 쿡은 원주민과 관계를 맺으러 시도했지만 실패했다.

### 유배 마을 (1788-1840년)

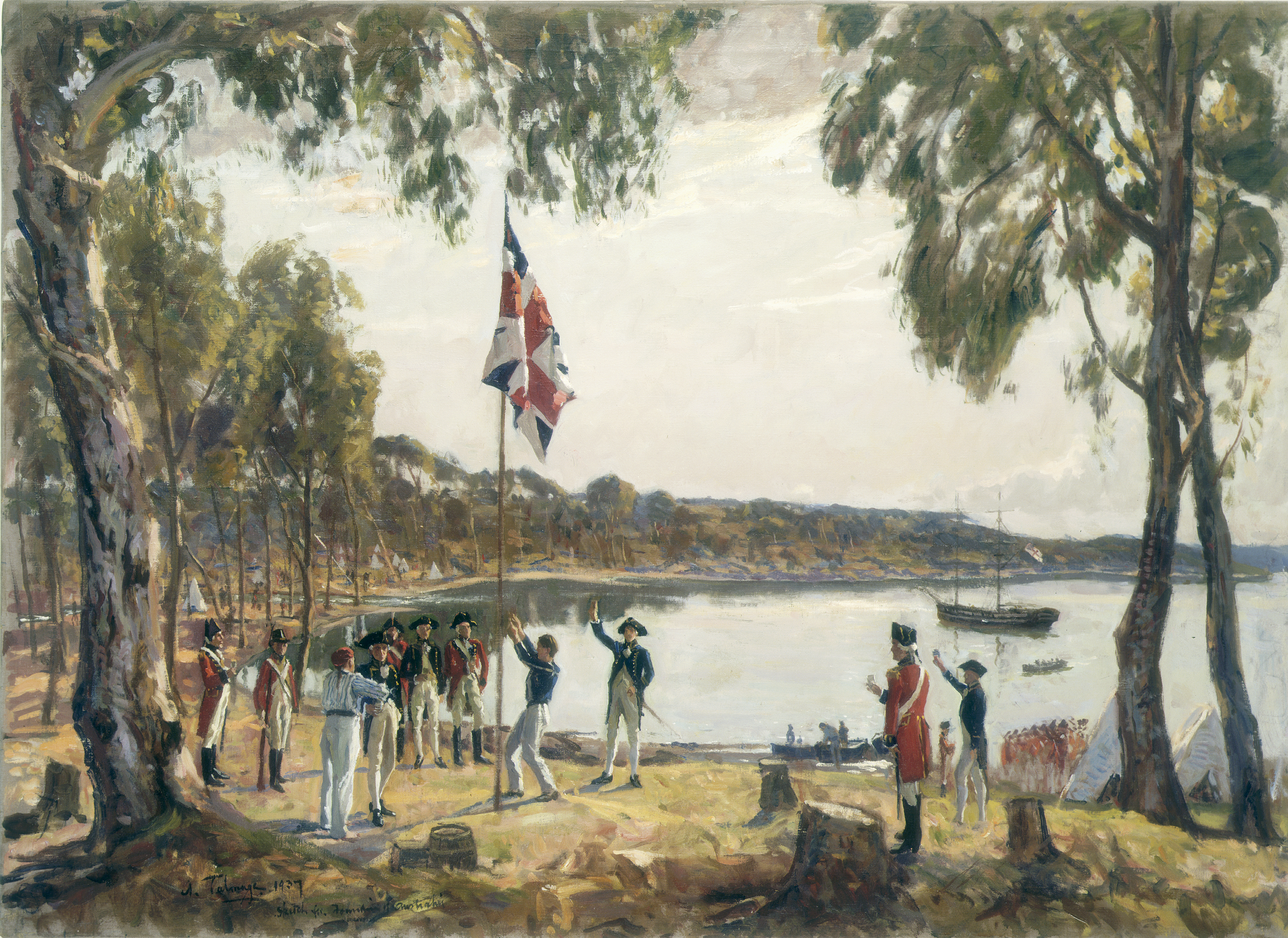
〈오스트레일리아 발견〉(The Founding of Australia), 1788년 1월 26일, 아서 필립 R.N. 선장이 시드니 코브에서. 알제논 탈메이지의 그림.

18세기 대부분 영국은 본토의 죄수들을 미국 식민지로 보냈으나 미국의 독립으로 1783년 북아메리카 식민지를 상실하며 보터니만에 유배 식민지를 세우자는 결정을 내리게 되었다. 또한 식민화 지지자는 아시아 태평양 지역에 세울 새 기지의 전략적 중요성과 함께 해군에 필요한 목재와 아마섬유를 보급받을 수 있는 중요한 지역이라고 지적했다.
1788년 아서 필립 선장이 이끄는 11척의 제1선단이 보터니만에 도착했다. 필립의 선단은 죄수 736명을 포함한 1천명 이상의 정착민으로 구성되어 있었다. 제1선단은 이후 정박하기 더 좋은 포트잭슨만으로 이동했으며 1788년 1월 26일 시드니 코브에 첫 정착지가 세워졌다. 1788년 2월 7일 필립 총독은 뉴사우스웨일스 식민지의 설립을 공식적으로 선포했다. 시드니 코브에서는 신선한 물을 공급받을 수 있었고 안전한 항구가 되어줬는데 필립은 "세계 최고로 훌륭한 항구를 놓고 본다면 [...] 이곳에선 천여 개의 돛(배)들이 가장 완벽한 안전을 보장받고 항해할 수 있다."고 말했다.
정착촌은 직접 경작하는 농업을 기반으로 자급자족하는 유배 식민지로 계획되었다. 죄수들을 고립시키기 위해 무역과 조선업은 금지되었다. 하지만 정착지 주변의 토양은 경작에는 적절하지 않은 질이 낮은 토지로 판명되었고 첫 해 농사가 흉작이 되어 몇년간 굶주림과 엄격한 식량 배급이 이어졌다. 식량 위기는 1790년 중반 제2선단과 1791년 제3선단이 도착하며 완화되었다. 이전의 죄수들은 작은 토지보조금을 받았고 정부와 개인 농장은 컴벌랜드 평원의 패러매타, 윈저, 캠던 등 더 비옥한 토양으로 퍼저나갔다. 1804년이 되면 식민지는 식량 자급자족이 가능한 정도로 발전했다.
1789년 4월 천연두의 유행으로 시드니 지역에 살던 원주민의 절반이 사망했다. 1790년 11월에는 벤넬롱이란 원주민이 시드니 지역 씨족의 생존자 전체를 전부 모아 정착지로 이끌어 들어가면서 시드니 정착지 내에 오스트레일리아 원주민이 살기 시작했다.
필립은 도시 개발에 관한 지시를 받진 못했지만 1788년 7월 시드니 코브의 새로운 도시개발계획을 작성했다. 이 계획에는 넓은 중앙대로, 정부 청사 건물, 법원, 병원 및 기타 공공건물은 있었지만 창고, 상점, 기타 상업 건물은 없었다. 필립은 자신의 계획을 별달리 신경쓰지 않았고 시드니 지역은 전체적으로 계획되지 않은 도시개발이 하나의 특징처럼 되었다.

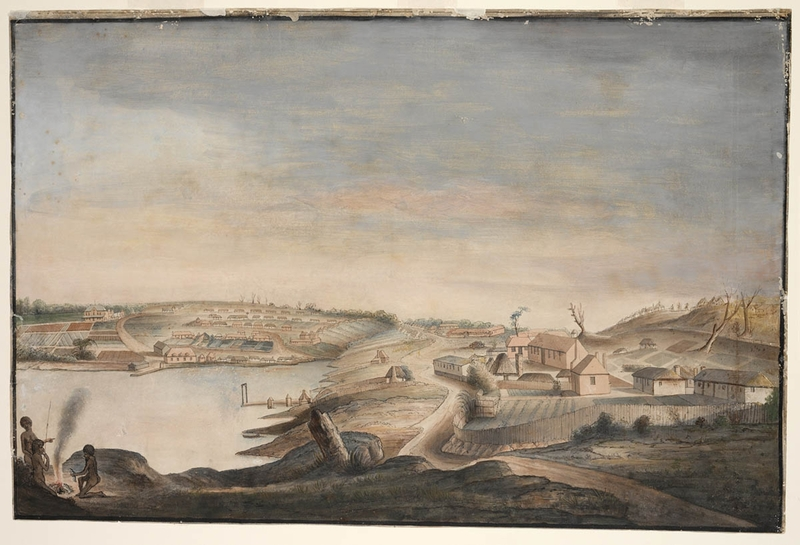
토마스 워틀링의 〈시드니 코브의 전망〉(View of Sydney Cove). 1794–1796년 경 그림으로 추정.

1792년 12월 필립이 총독을 그만두고 오스트레일리아를 떠나자 식민지의 군사 장교들은 토지를 취득하고 방문한 배에서 얻은 소비재를 수입해 오기 시작했다. 또한 전과자들도 무역업에 종사하며 소규모 사업도 운영했다. 군인과 전과자들은 허가 유무에 상관 없이 전부 오늘날 흔히 시드니타운이라고 부르는 왕령지에 집을 짓고 살았다. 뒤를 이은 총독 윌리엄 블라이(1806-1808년 재임)는 시드니의 무역과 상업에 제한을 가했고 퇴역 군 장교들이 소유한 집을 포함해 국왕령에 세운 모든 건물을 철거하라고 명령했다. 이 때문에 1808년 럼 반란이 일어났고 뉴사우스웨일스 군단의 쿠데타로 블라이가 총독 자리에서 축출당했다.
3대 총독인 래클런 매쿼리(1810-1821년 재임)는 시드니와 뉴사우스웨일스의 발전에 주도적인 역할을 한 사람으로 은행을 설립하고 통화를 제정했으며 병원을 세웠다. 또한 시드니의 거리를 계획하기 위해 도시계획자를 고용하고 도로, 부두, 교회, 기타 공공건물의 배치와 건설을 의뢰했다. 시드니와 패러매타를 잇는 패러매타 도로는 1811년 개통했고 블루마운틴즈를 관통하는 도로도 1815년에 완공되어 그레이트디바이딩산맥 서쪽 나무가 드문 목초지에서 대규모로 방목과 농업을 할 수 있는 길이 열리게 되었다.
매쿼리가 1821년 총독직을 그만두고 떠나자 뉴사우스웨일스의 공식 정책이 영국 이민자들의 자유로운 이주를 장려하는 방향으로 바뀌었다. 식민지를 향한 이민자는 1826-1830년 자유민 이민자 900명에서 1836-1840년 29,000명으로 급증했고 이들 중 대다수가 시드니에 정착했다. 1840년대까지 시드니는 더 록스와 같은 탱크 스트림 서쪽에 사는 가난한 사람들과 노동계층이 거주한 지역과 부유한 주민이 거주하는 동쪽 지역이 확연히 구분되었다. 자유 정착민, 자유 정착민 사이에서 태어난 자유민, 재소 기간이 끝난 전과자가 시드니 인구 대부분을 차지하면서 민의를 대표하는 정부 수립과 죄수 이송 중단 요구을 향한 대중의 압력이 증가했다. 결국 1840년 뉴사우스웨일스로 죄수를 이송하는 작업이 중단되었다.

#### 컴벌랜드 평원 분쟁

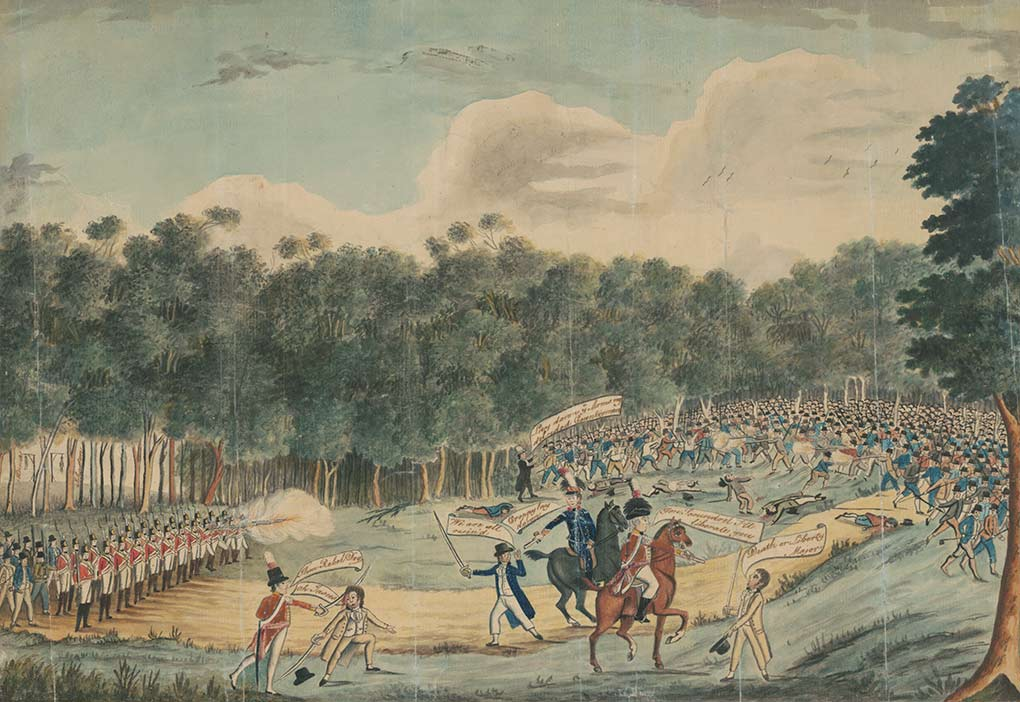
1804년 캐슬힐 죄수 반란을 그린 그림.

1804년 아일랜드 출신 죄수들이 약 300명의 반란군을 이끌고 시드니로 진군해 배를 징발하고 자유를 향해 항해하러는 캐슬힐 반란이 일어났다. 이 반란은 반란군의 무장이 빈약했고 지휘관이었던 필립 커닝엄이 포로로 붙잡히면서 반란군 본대는 로즈힐에서 약 100여명의 정규군과 자원병으로 구성된 수비군에게 대패했다. 최소 죄수 39명이 봉기과 이후 진압, 처형으로 사망했다.
뉴사우스웨일스 식민지가 시드니 서북쪽의 헉스베리강 인근 비옥한 영토로 넓어지면서 식민지 정착민과 다루그족간의 갈등이 격화되었고 이 분쟁은 1794년에서 1810년 사이에 최고조에 달했다. 페물우이와 그의 아들 테드부리가 이끄는 다루그족 무리는 식민지 개척지가 확장되자 농작물을 태우고 가축을 죽이며 정착민의 오두막과 상점을 급습하는 등 반복되는 패턴으로 계속 저항했다. 1795년에는 헉스베리강에 군 주둔군이 배치되었다. 1794년부터 1800년까지 분쟁으로 정착민 26명과 다루그족인 200명 이상이 사망했다.
1814년부터 1816년까지는 시드니 서남쪽 네핀 지역의 다라왈족이 사는 지역으로 식민지가 확대되면서 분쟁이 재개되었다. 여러 명의 정착민이 사망하자 매쿼리 총독은 다라왈 지역에 군 분견대 3개 이상을 파견하며 분쟁이 일어났고 1816년 4월 아핀에서 원주민 최소 14명 이상이 학살당하는 사건이 일어나며 분쟁이 절정에 달했다.

### 식민도시 (1841-1900년)

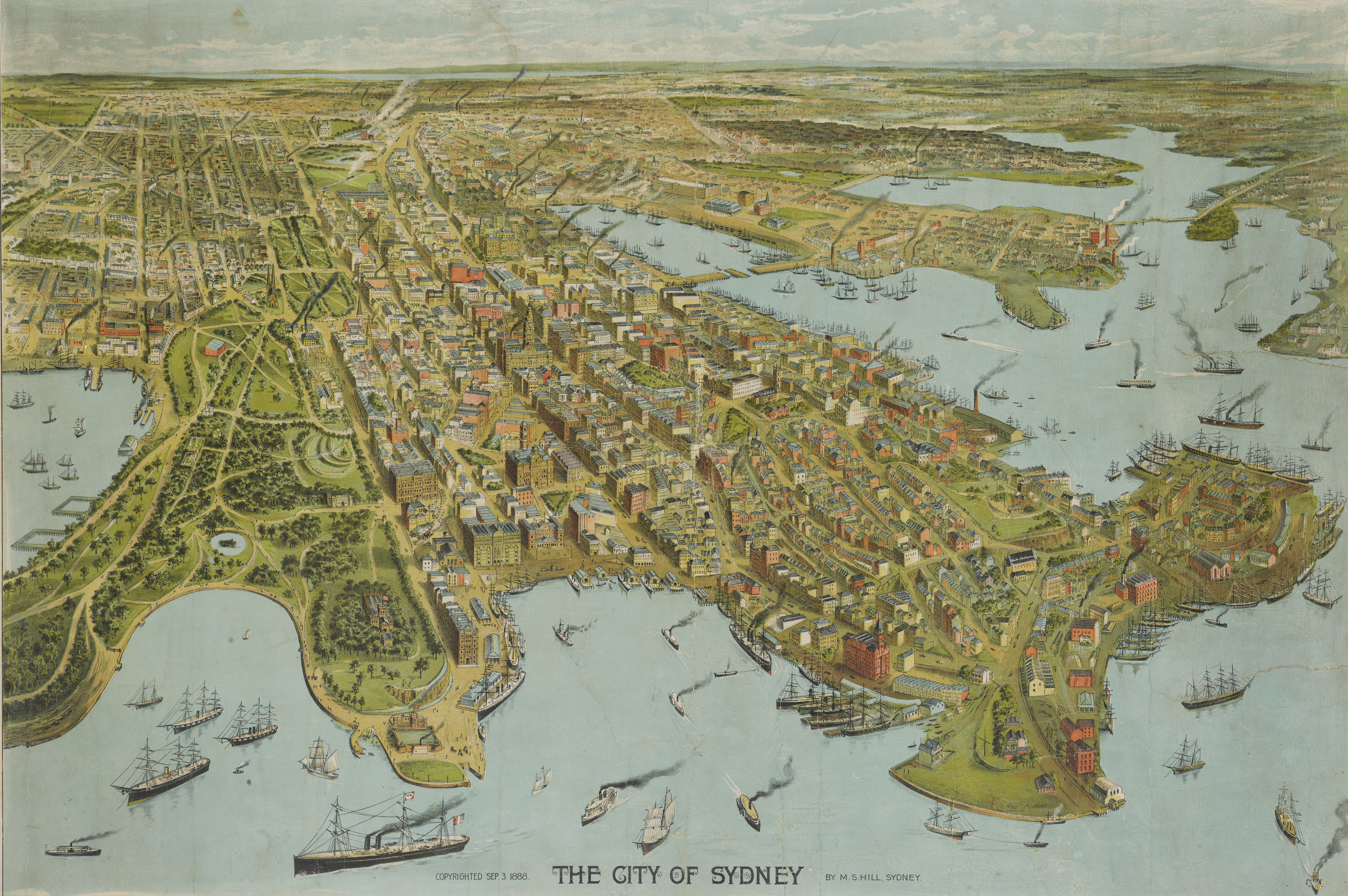
1888년 시드니의 상공을 그린 삽화.

1842년 뉴사우스웨일스 주의회가 임명제에서 준선거제로 전환되었다. 같은 해 시드니도 도시로 선언되었고 행정위원회가 수립되어 도시를 통치하는 사람이 부유층에게 제한적으로 투표권이 있는 제한선거제로 뽑히기 시작했다.
시드니는 19세기 전반까지는 영국의 오스트레일리아 식민지의 중심지로 명실상부한 최대 도시였다. 하지만 1851년에 뉴사우스웨일스주와 빅토리아주에서 금이 발견되며 골드 러시가 시작되자 처음에 남성 노동자들이 금광으로 대규모로 이주하며 경제적인 혼란이 발생했다. 멜버른이 곧이어 시드니를 제치고 호주에서 가장 큰 도시가 되었고 이후 두 도시가 계속해서 경쟁관계를 가지게 된다. 하지만 골드 러시로 해외에서 유입되는 이민자가 증가하고 금 수출로 인한 부의 증가로 주택, 소비재, 서비스, 도시 편의시설에 대한 수요가 늘어났다. 뉴사우스웨일스 정부는 시드니 지역에 철도, 트램, 도로, 항구, 전신, 학교, 도시 서비스를 부설하고 많은 투자를 하며 성장이 촉진되었다. 시드니와 인근 교외 지역 인구는 1861년 95,600명에서 1891년 386,900명으로 급증했다. 이와 함께 도시도 여러 특징적인 부분이 발전했다. 인구가 증가하며 좁은 거리가 줄지어 있는 테라스가 있는 집으로 가득찼다. 또한 시드니 대학교(1854-1861), 오스트레일리아 박물관(1858-1866), 시청(1868-1888), 시드니 중앙우체국(1866-1892) 등 샌드스톤 지역에 새로운 공공건물들이 지어졌다. 정교한 커피 팰리스와 호텔들도 세워졌다. 자카란다나 프루메리아 같은 이국적인 식물들이 공원과 정원에 심어지며 시드니에 소개되었다. 시드니 해변에서 일광욕은 금지되었지만 지정된 해수욕장에서 분리되어 해수욕하는 것이 인기가 많았다.
가뭄, 공공사업의 축소, 재정 위기가 겹치면서 1890년대 내내 시드니는 극심한 경제 불황을 겪었다. 한편 시드니에 본부를 둔 뉴사우스웨일스의 총독 조지 레이드는 오스트레일리아의 연방화 과정에서 핵심적인 역할을 맡았다.

### 주도 (1901년-현재)

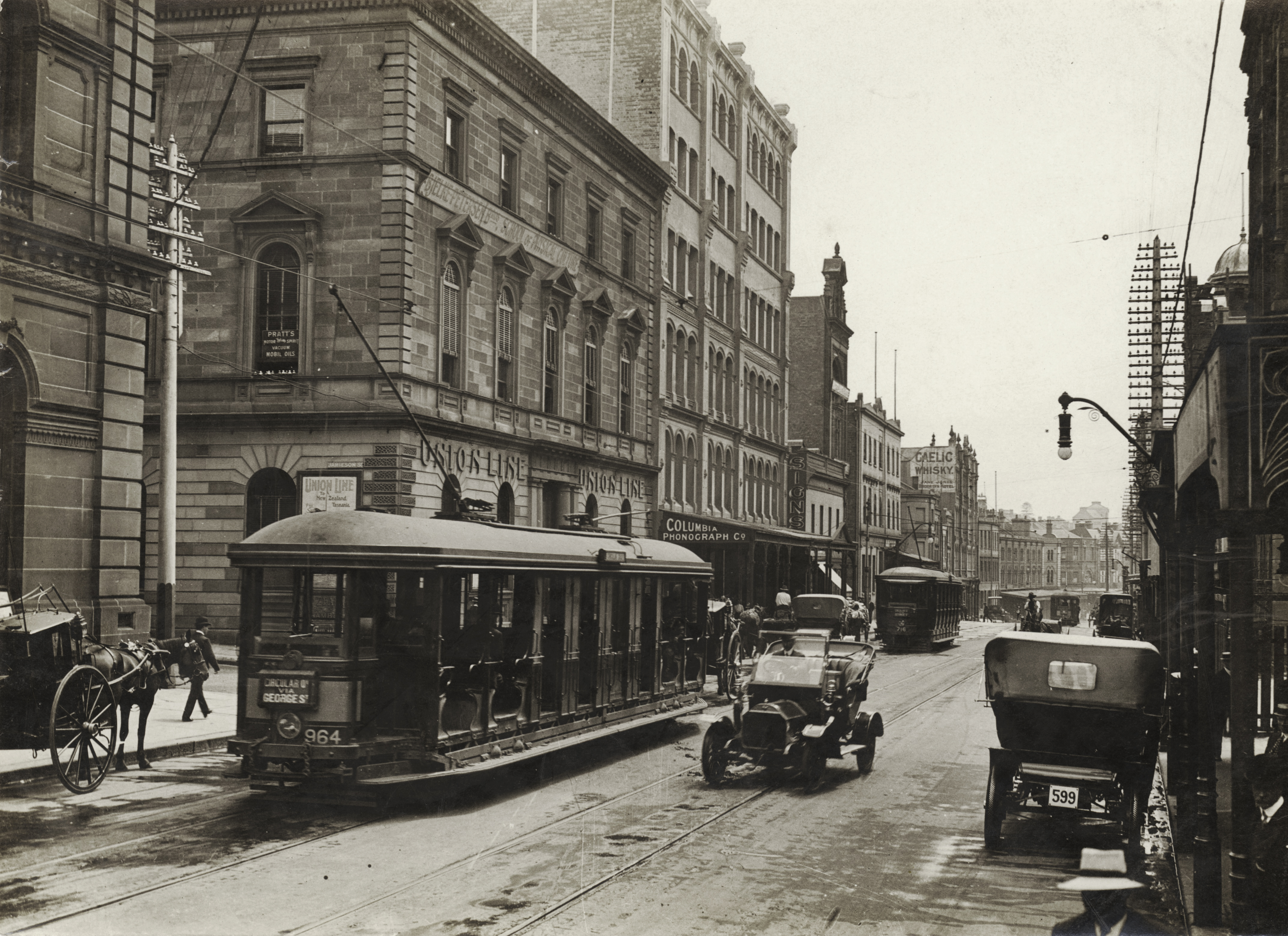
1920년 조지가에서 노면전차가 지나가는 모습. 시드니는 한 때 대영제국에서 가장 거대한 노면전차 노선을 가지고 있었다.

1901년 1월 1일 오스트레일리아의 6개 식민지가 연방으로 합쳐지면서 시드니는 뉴사우스웨일스주의 주도로 정해졌다. 1900년에는 시드니에 가래톳페스트가 확산되면서 새로 수립된 주정부는 부두를 현대화하고 도심의 빈민가를 철거하는 정책을 밀어붙였다. 1914년엔 제1차 세계 대전이 발발하면서 영연방 정부가 감당할 수 있는 수보다 더 많은 시드니 남성이 군에 자원하였고, 도시의 실업률도 덩달아 줄어들었다. 1918년에는 1차대전 참전용사들이 종전으로 귀국하면서 데이시빌이나 매트라빌같은 신 교외 지역에 "참전용사를 위한 집"을 제공받았다. 정원이 딸린 교외지역과 주거와 산업지대가 혼합된 지역이 철도와 트램이 지나가는 지역을 따라 발전하기 시작했다. 1926년 시드니 인구가 1백만명을 돌파했으며, 이와 동시에 시드니가 오스트레일리아에서 인구가 제일 많은 도시 지위를 탈환했다. 정부는 1차대전 전후 시드니의 철도를 전철화하고 시드니 하버 브리지를 건설하는 등 대규모 공공건설 프로젝트를 운용하며 일자리를 창출했다.

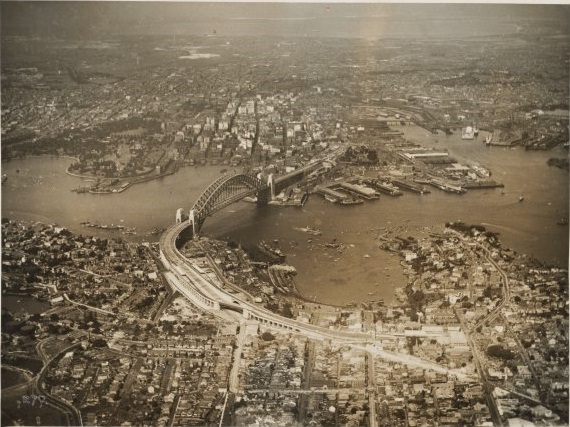
1932년 3월 19일, 시드니 하버 브리지가 완공, 개통된 당일에 촬영한 시드니의 항공 사진.

1930년대 대공황이 닥쳐오자 시드니는 뉴사우스웨일스 다른 지역이나 멜버른보다 더 큰 타격을 입었다. 신축 건물 공사는 완전히 중지되었고 1933년까지 남성노동자의 실업률은 28%였는데 알렉산드리아나 레드펀같이 노동자 계급이 많이 거주하는 지역의 실업률은 40% 이상으로 올랐다. 많은 가족들이 집에서 쫓겨났고 시드니 해안가와 보터니만을 중심으로 판자촌이 형성되었는데 이 중 제일 큰 곳은 라페루즈에 있는 "해피 밸리"였다. 대공황은 정치적 분열도 악화시켰다. 1932년 3월 포퓰리즘 노동당 소속 주총리인 잭 랭이 시드니 하버 브리지 개통식에서 리본 커팅식을 할 때 극우 신전위대 출신 프랜시스 드 그루트가 난입해 사브르로 리본을 모두 잘라버리는 일이 발생했다.
1938년 엠파이어 게임(현 코먼웰스 게임)이 시드니 개최로 확정되자 엠파이어 게임과 함께 유럽인의 호주 정착 기념일 축하식을 열었다. 당시 한 기자는 "황금빛 해변. 햇빛에 그을린 남녀들... 빨간 지붕의 빌라들이 항구의 물 위에 계단식으로 넘나들어 있었고... 멜버른은 마치 북유럽의 회색빛 딱딱한 도시로 보일 정도로 시드니는 아열대적인 화려함이 강조되어 보인다"라고 말했다. 한편 오스트레일리아 원주민 회의에서는 1월 28일을 "백인의 조국 점령"에 대한 애도의 날로 선포했다.
1939년 제2차 세계 대전이 발발하면서 시드니는 전시 경제의 요구를 충족하기 위한 산업 발전이 급격하게 이뤄졌다. 실업이 사실상 사라졌고 여성들은 예전에는 남성들이 가지고 있던 직업에 고용되었다. 한편 시드니는 1942년 5월과 6월에 일본군 잠수함의 공격을 받아 21명이 사망했다. 도시 전역의 가정들이 공습 대피소를 짓고 대피 훈련을 했다.
2차대전 전후 이민과 베이비붐으로 시드니 인구가 급격하게 증가했고 컴벌랜드 평원 전역의 교외 지역에 저밀도 주택단지가 급격하게 확산되었다. 1947년부터 1971년까지 시드니 인구증가분의 3/4 이상이 이민자와 그들의 자녀들이 차지했다. 새로 세워진 컴벌랜드군 의회는 그린벨리와 마운트드뤼트에서 그동안 가장 큰 규모의 저밀도 주거단지 개발을 감독했다. 패러매타, 뱅크스타운, 리버풀과 같은 구 주거단지는 도심의 교외 단지가 되었다. 1945년부터 1960년대까지 높은 관세의 보호를 받는 제조업이 전체 노동력 고용의 1/3 이상을 차지했다. 하지만 전후 긴 경제 호황이 이어지면서 소매업과 기타 서비스업이 신규 고용 일자리의 대부분을 차지했다.
1954년에는 엘리자베스 2세 여왕이 오스트레일리아 왕실 순방의 일환으로 165년 전 필립 선장이 꽂은 유니언 잭 기가 나부꼈던 팜 코브를 방문했는데 이 때 도시 인구의 거의 대부분인 1백만명에 가까운 사람들이 방문하는 것을 지켜봤다. 당시 여왕은 재위중인 군주 중 처음으로 오스트레일리아를 방문한 군주였다.
1950년대 시드니의 고층건물 건설이 늘어나고 도시계획자들이 구상했던 그린벨트 너머의 교외 지역도 개발, 확장되기 시작하자 지역 사회에서 시위가 일어나기 시작했다. 1970년대 초 노동조합과 주민들이 모인 시민단체연합은 더 록스와 같은 역사가 깊은 지역의 개발 프로젝트에 그린 밴 운동을 하기 시작했다. 연방, 주, 지역 정부는 이후 다양한 문화유산지역과 환경에 관련된 법률을 제정했다. 시드니 오페라 하우스의 경우 건축가인 예른 웃손과 정부 사이에 비용 관련해서 분쟁이 일어나 논란이 일어나기도 했다. 하지만 오페라 하우스는 1973년 완공과 개방 직후 시드니의 주요 관광명소이자 하나의 상징이 되었다.
1974년부터 점진적으로 관세가 줄어드면서 시드니는 국내시장에 집중된 제조업 중심지에서 지역 주민과 오스트레일리아 국내, 그리고 해외 시장에 금융, 상업, 문화, 교육 등의 서비스를 제공하는 '세계도시'로 변모하기 시작했다. 1980년대부터 시드니로 들어오는 이민자들이 빠르게 증가하기 시작했고 대부분은 아시아, 중동, 아프리카 등지에서 주로 유입되었다. 2021년 기준 시드니는 인구 520만명을 돌파했고 이 중 40%가 해외에서 태어난 사람이다. 또한 영국을 제치고 중국과 인도가 해외에서 태어난 인구 대부분을 차지하게 되었다.

## 지리

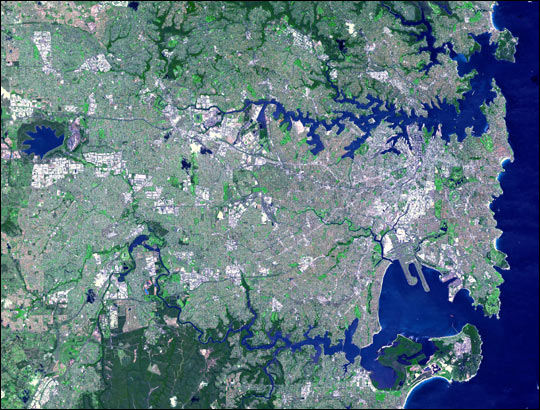
시드니는 해안선의 상승으로 리아스식 해안이 만들어진 침수해안의 해안선에 있는 도시이다.

### 지형
시드니는 동쪽으로는 태즈먼해, 서쪽으로는 블루마운틴스, 북쪽으로는 혹스베리강, 남쪽으로는 워로노나고원으로 둘러싸인 해안 분지 지역이다. 시드니 시내의 넓이는 25 km2이고 대 시드니 지역(센트럴코스트, 블루마운틴스, 월런디리 샤이어, 울런공, 셸하버 등 비도심 지역 포함)의 넓이는 12,367 km2, 시드니의 도시 지역 넓이만 따지면 1,687 km2의 크기이다. 시드니 대도시권의 경계는 최북단 팜비치부터 최남단 워터펄까지 남북 88 km, 최동단 본다이비치부터 최서단 에뮤플레인즈까지 약 70 km 길이이다.
시드니는 크게 지리적으로 두 개 지역으로 나눌 수 있다. 항구 서쪽과 남쪽 지역의 컴벌랜드 평원은 비교적 평평한 지형이다. 시드니 북쪽은 혼스비고원이 있으며 가파른 계곡들이 있다. 도시가 성장하자 제일 먼저 남쪽의 평지가 개발되기 시작했다. 해안 북쪽 지역은 시드니 하버 브리지가 건설된 이후에야 인구가 늘어나기 시작했다. 시드니에는 수영 등 해변 휴양이 가능한 해안선을 따라 70개의 해변이 있으며 이 중 본다이비치 해변이 제일 유명하다.
도시 서쪽 가장자리에는 네피언강이 흐르는데 혹스베리강으로 합류해서 브로큰만까지 향한다. 시드니 상수도원의 절대다수는 바로 이 네피언강의 지류에서 나온다. 패러매타강 유역의 경우 대부분 산업화되어있고 시드니 서부 교외 넓은 지역을 훑어가다 포트잭슨으로 흘러간다. 도시 남부에는 조지강과 쿡스강이 있으며 보터니만으로 흘러들어간다.
매사추세츠 공과대학교(MIT)의 센시블 시티 연구소에 따르면 시드니의 25.9%가 산림 면적으로 싱가포르, 오슬로에 이어 밴쿠버와 함께 세계에서 세번째로 나무가 많은 도시이다.

### 지질

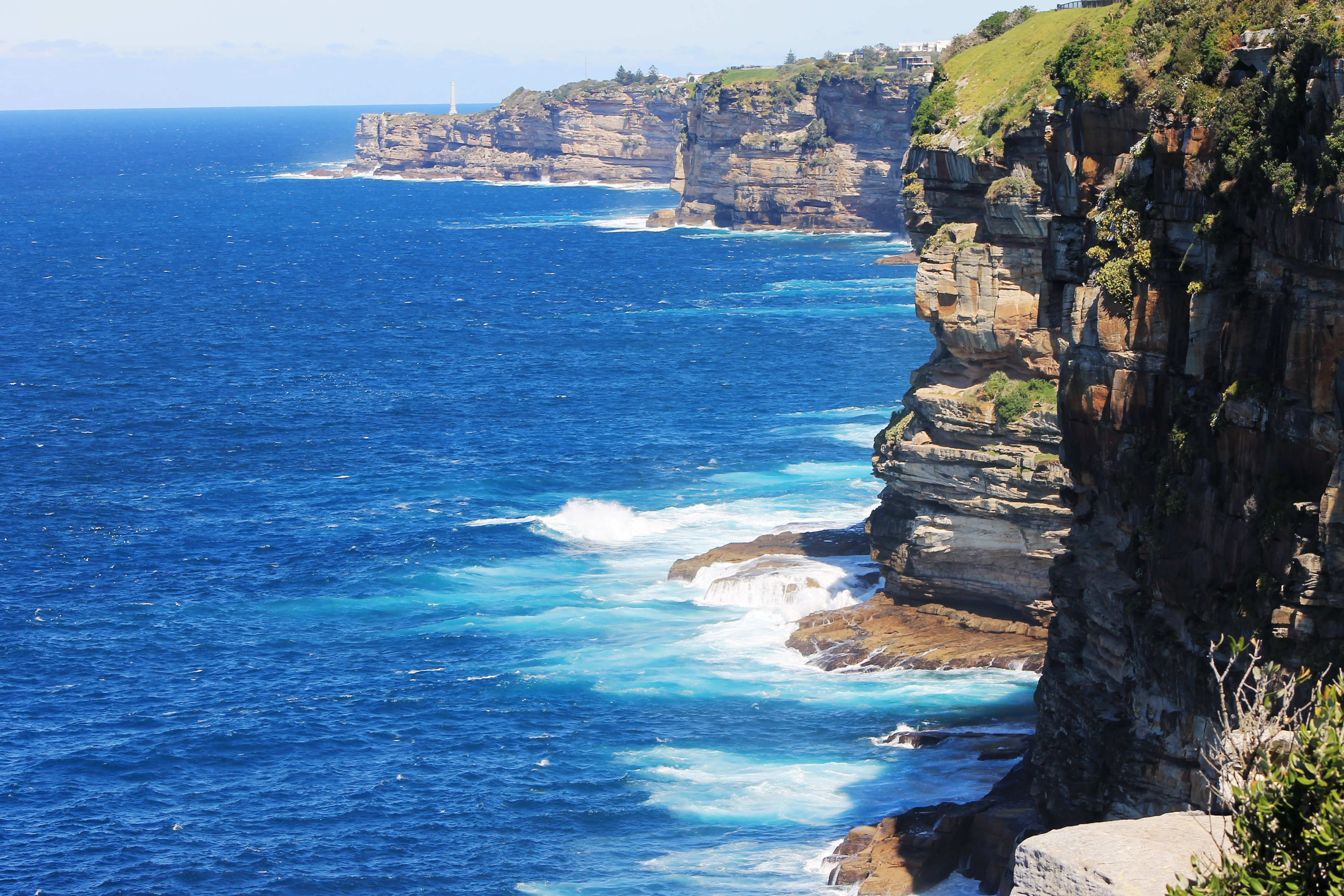
시드니 인근 노출된 암석은 거의 대부분 시드니 사암이 차지한다.

시드니의 대부분은 트라이아스기 암석이 차지하고 있으며 지질학적으로 최근에 만들어진 것으로 보이는 화성암과 화산성 구조(시드니 서부 프로스펙트 휘성심성암 구조에서 주로 보임)도 보이고 있다. 시드니 분지는 트라이아스기 초기 지구 지각이 팽창하여 가라앉고 퇴적물이 쌓이는 과정에서 형성되었다. 오늘날 사암이 될 모래들은 3억 6천만년에서 2억년 전 사이 남쪽과 서북쪽의 강에서 흘러내려와 퇴적되었다. 이 사암에는 셰일 구조와 강바닥 화석 지층이 보인다.
시드니 분지의 생태권에는 절벽, 해변, 하구의 해안지형이 있다. 리아스식 해안으로 알려진 깊은 강의 계곡은 트라이아스기 시기 현재의 시드니가 있는 해안 지역의 시드니 사암이 풍화되면서 만들어졌다. 약 18,000년에서 6천년 전 일어난 해수면 상승으로 리아스식 강이 범람해 하구와 깊은 해안 지형이 만들어졌다. 현재는 시드니항으로 알려진 포트잭슨이 이런 리아스식 해안 지역의 대표적인 예이다. 시드니의 토양은 두 종류로 나눌 수 있다. 하나는 시드니 사암, 혹스배리 사암이 풍화되며 만들어진 모래 종류의 땅과 셰일 및 화산암에서 생겨난 점토 재질의 토양이다. 어떤 지역은 두 토양이 섞여 있는 상태인 경우도 있다.
오래된 혹스배리 사암 위 지층은 위아나마타 지층군(위아나마타 셰일)이 있는데 이 지층은 시드니 서부 지역에서 주로 볼 수 있는 특징적인 지층 구조로 트라이아스기 중기에 시간이 지나면서 서쪽에서 동쪽으로 이동한 거대한 삼각주가 퇴적하면서 만들어진 지층이다. 위아나마타 셰일은 주로 셰일, 이암, 철광석, 실트암, 래미네이트 등 미세한 입자가 모인 퇴적암으로 이루어져 있으며 사암 구조는 거의 볼 수 없다. 위아나마타 지층군은 세부적으로는 브링젤리 셰일, 민친버리 사암, 애시필드 셰일 3개로 또 나눌 수 있다.

### 생태

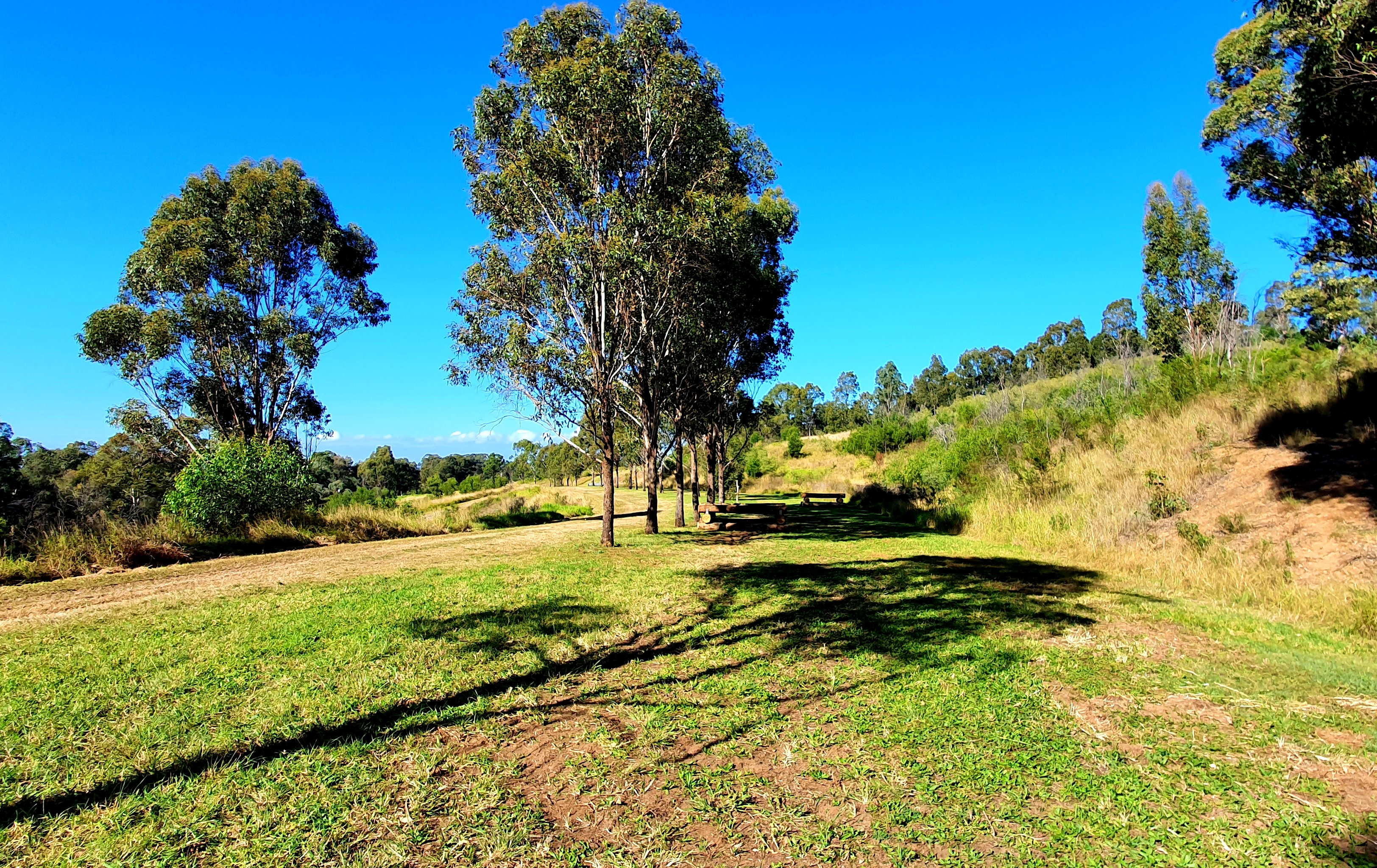
시드니 광역권 외곽에서 흔히 볼 수 있는 초원과 풀숲의 모습. 사진은 시드니 서부 애벗버리의 모습이다.

시드니에서 가장 흔하게 볼 수 있는 식생은 사바나와 같은 초원과 드문드문 보이는 건조한 경엽수림 지역이다. 여기서 경엽수림은 유칼립투스속, 목마황속, 멜랄레우카족, 붉은산꽃속(Corymbia), 앙고포라속(Angophora) 나무와 아카시아속, 병솔나무속, 거미꽃속(Grevillea), 뱅크시아속과 같은 관목, 하목층에 깔린 잔디로 이루어져 있다. 이 지역에 자라는 식물은 토양비옥도가 낮은 지역에서 자라기 때문에 잎이 거칠고 뾰족하다는 특징이 있다. 또한 시드니의 북쪽과 동북쪽의 습윤한 고지대에서는 습윤 경엽수림 지역도 볼 수 있다. 이러한 습윤 경엽수림은 곧고 큰 나무가 많은 임관층과 나무고사리와 허브와 같은 부드러운 잎을 가진 관목이 깔린 하목층으로 이루어져 있다.
시드니에서 볼 수 있는 대표적인 식생군으로는 서부 시드니 컴벌랜드 평원에 있는 컴벌랜드 평원 산림지대, 이너웨스트와 노던 시드니 지역에 산재된 시드니 테레빈나무-유칼리나무 숲, 해안가에 있는 이스턴 서브럽 뱅크셔 관목지대, 노스쇼에서 현재는 멸종 위기 상태로 거의 볼 수 없는 블루검 교림지대가 있다. 또한 시드니 북부의 혼스비고원에 있는 쿠링가이 체이스 국립공원에서는 시드니 사암마루 산림지대도 볼 수 있다.
시드니에는 호주까마귀, 호주까치, 머리깃비둘기, 노이즈 마이너(Manorina melanocephala), 종까치와 같은 수십 종의 조류가 서식하고 있다. 또한 시드니에서 흔히 볼 수 있는 외래종 조류에는 검은머리갈색찌르래기, 유럽찌르레기, 집참새, 목점박이비둘기가 있다. 또한 수많은 파충류도 자생하고 있으며 대부분은 도마뱀과이다. 시드니에는 소수의 포유류와 거미도 자생하고 있는데 대표적인 육상종으로는 회색머리날여우박쥐, 시드니깔때기그물거미가 있으며 항구와 수많은 해변에는 거대한 크기의 해양 생물이 서식하고 있다.

### 기후

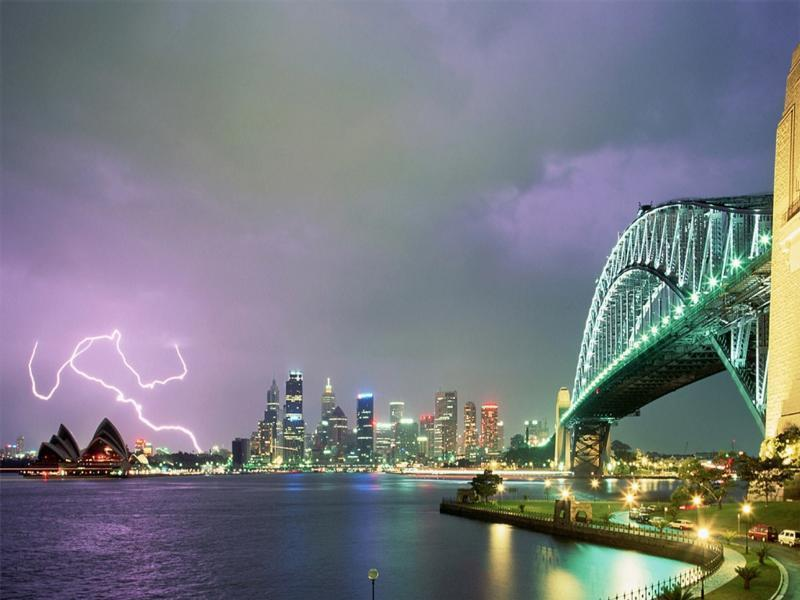
2007년 시드니항에 불어닥친 뇌우의 모습.

오스트레일리아 통계국에서는 시드니를 쾨펜의 기후 구분 상으로 "온난하고 가끔 더운" 여름과 "시원한" 겨울을 가진 아열대성 온난 습윤 기후(Cfa)로 두고 있다. 크게 엘리뇨-남방진동, 인도양 다이폴, 남방주기가 시드니의 기후를 좌지우지한다. 한 때는 가뭄과 들불이, 다른 한 때는 폭풍과 홍수가 몰아닥치며 오스트레일리아의 기후주기에 영향을 주고 있다. 날씨는 바다 해륙풍의 영향으로 온난하고 서쪽의 내륙 교외 지역은 극심한 연교차의 기온을 기록한다.
시드니의 옵저버터리 힐에 있는 시드니 중앙기상관측소는 2013년 1월 18일 역대 최고 기온 45.8 °C와 1932년 6월 22일 역대 최저 기온 2.1 °C을 관측했다. 중앙 업무 지구(CBD)에서 연평균 30 °C를 넘는 날은 14.9일이다. 반대로 교외 지역 때문에 시드니 광역권 전체로 평균을 다시 잡는다면 연평균 30 °C를 넘는 날이 35일에서 많게는 65일에 달한다. 시드니 광역권에서 가장 높은 기온을 기록한 날은 2020년 1월 4일 펜리스에서 기록한 48.9 °C이다. 연평균 해수온은 9월 최저 기온 18.5 °C에서 2월 최고 기온 23.7 °C 사이를 유지한다. 시드니의 평균 일조 시간은 7.2시간이며 연평균 맑은 날은 109.5일 볼 수 있다. 내륙에 있는 웨스턴 시드니의 경우 겨울철에는 이른 아침 서리도 관측할 수 있다. 가을과 봄의 경우 기후가 변화하는 계절인데 가을보다는 봄에 일교차가 더 크다.
시드니는 도시 열섬 효과가 강하게 작용하는 지역이기도 하다. 이 때문에 해안가 교외 지역을 포함해 도시 특정 지역은 폭염을 겪기도 한다. 늦봄부터 여름철 사이에 35 °C를 넘는 날도 드물지 않게 나타나며 이런 덥고 건조한 날씨는 남방돌풍(Southerly Buster)이 불어와 강풍과 함께 급격한 기온 하락으로 끝나는 경우가 많다. 또한 시드니 서부에 있는 그레이트디바이딩산맥에서 불어오는 하강풍으로 겨울과 초봄 사이에 동남오스트레일리아 푄 현상으로 서쪽에서 불어오는 건조한 바람이 급격하기 기온을 올리기도 한다. 이 서풍은 로어링 포티즈(혹은 남극진동)이 오스트레일리아 동남부에 몰아칠 때 강력해져 종종 항공기 결항과 지연을 일으키고 건축물 피해를 주며 풍속 냉각 효과로 체감 온도도 떨어뜨린다.
강수량은 변동성이 보통에서 낮은 편으로 역사적으로 1년 강수량이 거의 균일했지만 근대 들어서부터는 여름 강수량이 더 많아지고 강우 패턴이 점점 불규칙해지고 있다. 강수량은 보통 늦여름에서 초겨울 사이가 더 많으며 늦겨울에서 초봄 사이에는 적은 편이다. 늦가을에서 겨울 사이 오스트레일리아 동해안 저기압이 중심 업무 지구를 중심으로 많은 양의 비를 불러온다. 따뜻한 계절에는 전 열대 저기압처럼 저기압의 또 다른 형태인 검은 북동풍이 폭우를 주로 일으키는데 이 저기압은 서부 교외 지역에 폭우와 오후의 천둥번개를 주로 불러온다. 시드니 도심 지역에서 마지막 강설 보고는 1836년이지만, 흔히 눈으로 혼동되는 싸라기눈의 경우에는 2008년 7월 린즈필드, 로즈빌, 킬라라 지역에서 내린 적이 있었다. 2009년에는 건조한 날씨로 거대한 모래폭풍이 불기도 했다.
| 시드니 (시드니 천문대)의 기후                                          | 시드니 (시드니 천문대)의 기후 | 시드니 (시드니 천문대)의 기후 | 시드니 (시드니 천문대)의 기후 | 시드니 (시드니 천문대)의 기후 | 시드니 (시드니 천문대)의 기후 | 시드니 (시드니 천문대)의 기후 | 시드니 (시드니 천문대)의 기후 | 시드니 (시드니 천문대)의 기후 | 시드니 (시드니 천문대)의 기후 | 시드니 (시드니 천문대)의 기후 | 시드니 (시드니 천문대)의 기후 | 시드니 (시드니 천문대)의 기후 | 시드니 (시드니 천문대)의 기후 |
| 월                                                                     | 1월                           | 2월                           | 3월                           | 4월                           | 5월                           | 6월                           | 7월                           | 8월                           | 9월                           | 10월                          | 11월                          | 12월                          | 연간                          |
| ---------------------------------------------------------------------- | ----------------------------- | ----------------------------- | ----------------------------- | ----------------------------- | ----------------------------- | ----------------------------- | ----------------------------- | ----------------------------- | ----------------------------- | ----------------------------- | ----------------------------- | ----------------------------- | ----------------------------- |
| 역대 최고 기온 °C (°F)                                                 | 45.8 (114.4)                  | 42.1 (107.8)                  | 39.8 (103.6)                  | 35.4 (95.7)                   | 30.0 (86.0)                   | 26.9 (80.4)                   | 26.5 (79.7)                   | 31.3 (88.3)                   | 34.6 (94.3)                   | 38.2 (100.8)                  | 41.8 (107.2)                  | 42.2 (108.0)                  | 45.8 (114.4)                  |
| 일평균 최고 기온 °C (°F)                                               | 27.0 (80.6)                   | 26.8 (80.2)                   | 25.7 (78.3)                   | 23.6 (74.5)                   | 20.9 (69.6)                   | 18.3 (64.9)                   | 17.9 (64.2)                   | 19.3 (66.7)                   | 21.6 (70.9)                   | 23.2 (73.8)                   | 24.2 (75.6)                   | 25.7 (78.3)                   | 22.8 (73.0)                   |
| 일일 평균 기온 °C (°F)                                                 | 23.5 (74.3)                   | 23.4 (74.1)                   | 22.1 (71.8)                   | 19.5 (67.1)                   | 16.6 (61.9)                   | 14.2 (57.6)                   | 13.4 (56.1)                   | 14.5 (58.1)                   | 17.0 (62.6)                   | 18.9 (66.0)                   | 20.4 (68.7)                   | 22.1 (71.8)                   | 18.8 (65.8)                   |
| 일평균 최저 기온 °C (°F)                                               | 20.0 (68.0)                   | 19.9 (67.8)                   | 18.4 (65.1)                   | 15.3 (59.5)                   | 12.3 (54.1)                   | 10.0 (50.0)                   | 8.9 (48.0)                    | 9.7 (49.5)                    | 12.3 (54.1)                   | 14.6 (58.3)                   | 16.6 (61.9)                   | 18.4 (65.1)                   | 14.7 (58.5)                   |
| 역대 최저 기온 °C (°F)                                                 | 10.6 (51.1)                   | 9.6 (49.3)                    | 9.3 (48.7)                    | 7.0 (44.6)                    | 4.4 (39.9)                    | 2.1 (35.8)                    | 2.2 (36.0)                    | 2.7 (36.9)                    | 4.9 (40.8)                    | 5.7 (42.3)                    | 7.7 (45.9)                    | 9.1 (48.4)                    | 2.1 (35.8)                    |
| 평균 강우량 mm (인치)                                                  | 91.1 (3.59)                   | 131.5 (5.18)                  | 117.5 (4.63)                  | 114.1 (4.49)                  | 100.8 (3.97)                  | 142.0 (5.59)                  | 80.3 (3.16)                   | 75.1 (2.96)                   | 63.4 (2.50)                   | 67.7 (2.67)                   | 90.6 (3.57)                   | 73.0 (2.87)                   | 1,149.7 (45.26)               |
| 평균 강우일수 (≥ 1 mm)                                                 | 8.2                           | 9.0                           | 10.1                          | 7.9                           | 7.9                           | 9.3                           | 7.2                           | 5.6                           | 5.8                           | 7.6                           | 8.7                           | 7.9                           | 95.2                          |
| 평균 오후 상대 습도 (%)                                                | 60                            | 62                            | 59                            | 58                            | 58                            | 56                            | 52                            | 47                            | 49                            | 53                            | 57                            | 58                            | 56                            |
| 평균 월간 일조시간                                                     | 232.5                         | 205.9                         | 210.8                         | 213.0                         | 204.6                         | 171.0                         | 207.7                         | 248.0                         | 243.0                         | 244.9                         | 222.0                         | 235.6                         | 2,639                         |
| 가능 일조율                                                            | 53                            | 54                            | 55                            | 63                            | 63                            | 57                            | 66                            | 72                            | 67                            | 61                            | 55                            | 55                            | 60                            |
| 출처: 오스트레일리아 기상청 (평년값: 1991년~2020년, 극값: 1861년~현재) |                               |                               |                               |                               |                               |                               |                               |                               |                               |                               |                               |                               |                               |

## 지역

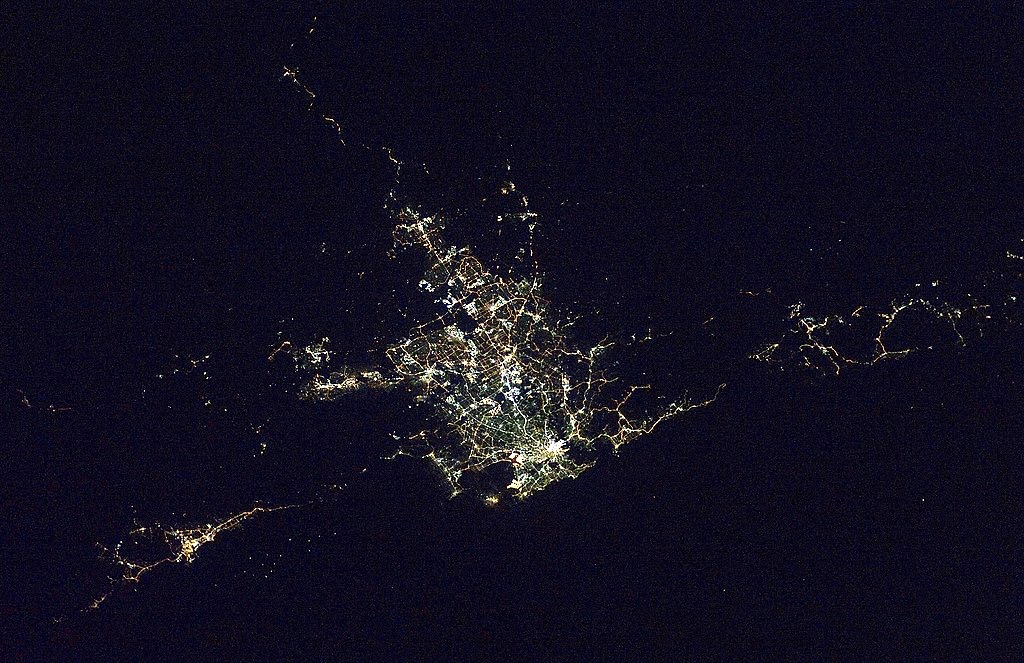
시드니 광역권의 야경을 촬영한 위성 사진. 왼쪽 아래 부분이 울런공이고 가운데가 시드니, 오른쪽 끝이 고스퍼드와 센트럴코스트이다.

시드니라고 불리는 큰 권역인 "시드니 광역권"은 크게 중심 업무 지구(CBD) 혹은 "시드니 도심"이라고 불리는 지역, 이너 웨스트, 이스턴 서브럽, 세인트조지와 서덜랜드를 포함한 사우턴 시드니, 사우스 웨스턴 시드니와 힐스구, 매카서를 포함한 그레이터 웨스턴 시드니, 노스쇼와 노던 비치를 포함한 노던 시드니 6개 지역으로 구분할 수 있다. 시드니의 행정기관격인 그레이터 시드니 위원회는 시드니 광역권을 5개 구 33개 지역 정부 지역(LGA)으로 구분한다. 여기서 5개 구는 웨스턴 시티, 센트럴 시티, 이스턴 시티, 북구, 남구로 구성되어 있다. 오스트레일리아 통계국은 인구 집계에서 센트럴코스트 시로 구분하는데 여기에는 고스퍼드와 웡, 대 시드니가 포함된다. 통계국이 다루는 영역에는 그레이터 시드니 위원회가 다루는 영역에서 인구 33만명의 지역이 더 추가된 구역이다.

### 이너 교외 지역
중앙 업무 지구는 시드니 코브에서 남쪽으로 약 3 km 정도 뻗어 있다. 동쪽으로는 왕립 식물원이 있는 팜 코브와 접하고 서쪽으로는 달링하버가 있다. 중앙 업무 지구와 바로 접해 있는 교외 지역으로는 동쪽으로는 울루물루와 팟츠포인트가, 남쪽으로는 서리힐즈와 달링허스트가, 서쪽으로는 피어몬트와 얼티모가, 북쪽으로는 밀러스포인트와 더 록스가 있다. 이런 대부분의 교외 지역은 그 영역이 1 km² 미만의 작은 넓이이다. 시드니 중심 업무 지구는 18세기 죄수들이 처음 이주할 때 만들어진 매우 좁은 거리와 빽빽한 도로가 모여 있다는 특징이 있다.
시드니 내부 지역에는 교외와는 구분되는 여러 지역이 존재한다. 센트럴과 서큘러 키는 페리, 철도, 버스가 교차하는 시드니 교통의 중심지이다. 차이나타운, 달링 하버, 킹스크로스는 문화, 관광, 레져 시설이 모여 있는 장소이다. 피트 스트리트 몰과 조지가 사이에 있는 스트랜드 아케이드는 역사적인 빅토리아 시기 건축 스타일로 지어진 쇼핑 아케이드이다. 1892년 4월 1일 문을 연 이 쇼핑 아케이드는 매장 전면이 최초의 쇼핑몰 정면을 그대로 본따 만들어졌다. 시드니 타워 바로 아래에 있는 웨스트필드 시드니는 시드니에서 가장 큰 면적을 가진 쇼핑 센터이다.

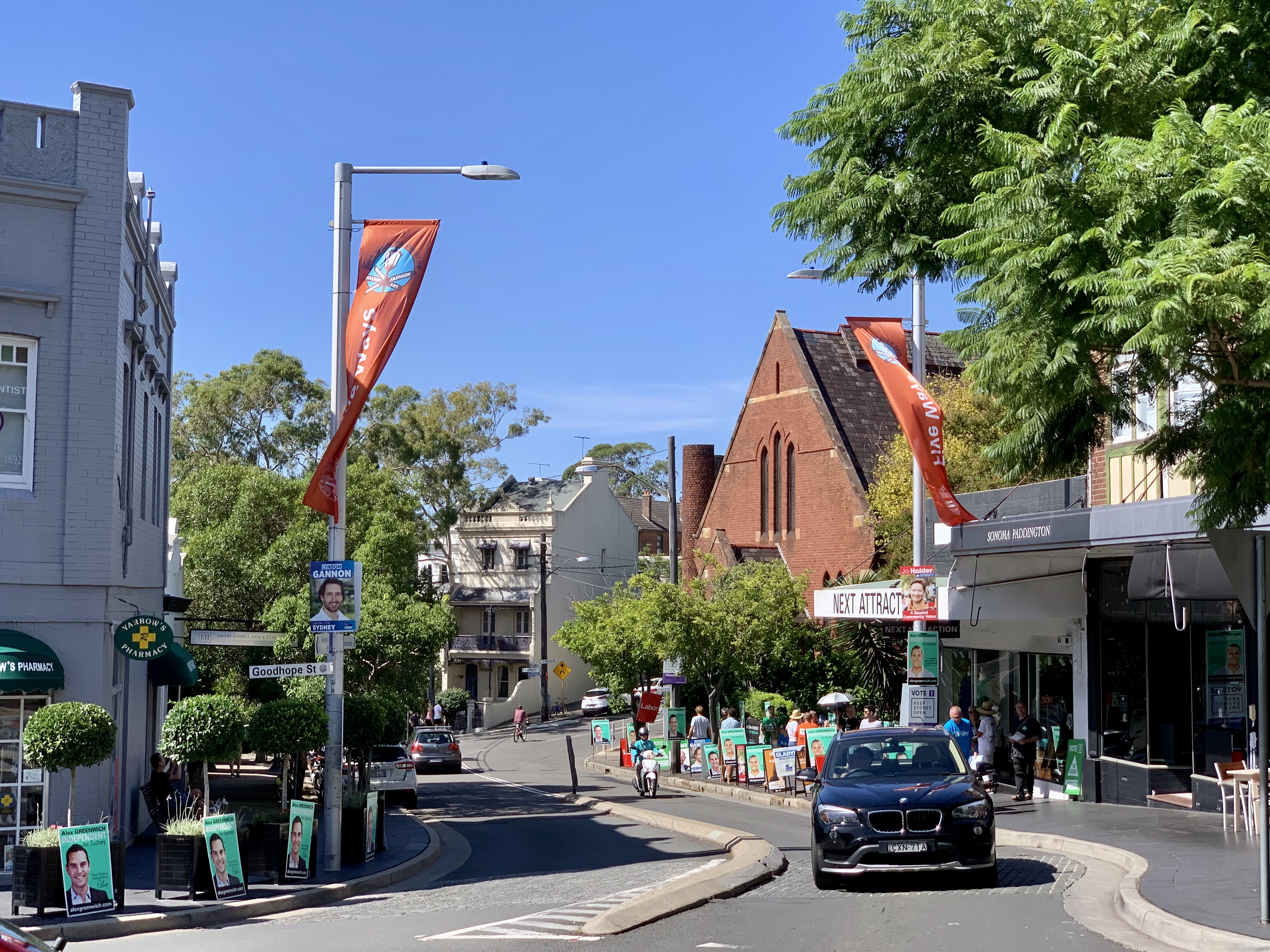
시드니 한복판 패딩턴의 거리 모습.

시드니 이너의 교외 지역은 오랜 기간 젠트리피케이션이 이뤄졌다. 항구 쪽 마을인 피어몬트는 해운과 국제 무역의 중심지에서 고밀도 주택, 관광객 숙박시설, 도박장이 모인 지역으로 재개발되었다. 원래 도시에서 훨씬 외곽에 있었던 달링허스트는 구 달링허스트 감옥, 제조업 공장, 여러 주택이 뒤섞인 곳이었다. 성매매 업소가 몰린 매춘굴로도 알려진 지역이었다. 하지만 1980년대 들어 상당한 젠트리피케이션 현상을 겪으면서 테라스 스타일의 주택만 남은 지역으로 바뀌었다.
그린스퀘어는 80억 달러 규모의 도시재생사업이 진행 중인 워털루의 구 산업지대이다. 도시 항구 가장자리 지역인 역사지구 교외와 밀러스포인트가 있는 부두는 바랑가루라는 새 지역으로 재건축되고 있다. 하지만 밀러스포인트와 바랑가루가 재개발되면서 원래 살던 주민들은 강제로 이주되며 60억 달러 규모의 새로운 경제 활동의 창출에도 여러 논란이 발생했다. 패딩턴 교외의 경우에는 복원된 테라스 하우스, 빅토리아 배럭, 주마다 열리는 옥스퍼드가의 시장이 있는 쇼핑 거리 등이 합쳐진 교외 지역으로 변모했다.

#### 이너 웨스트

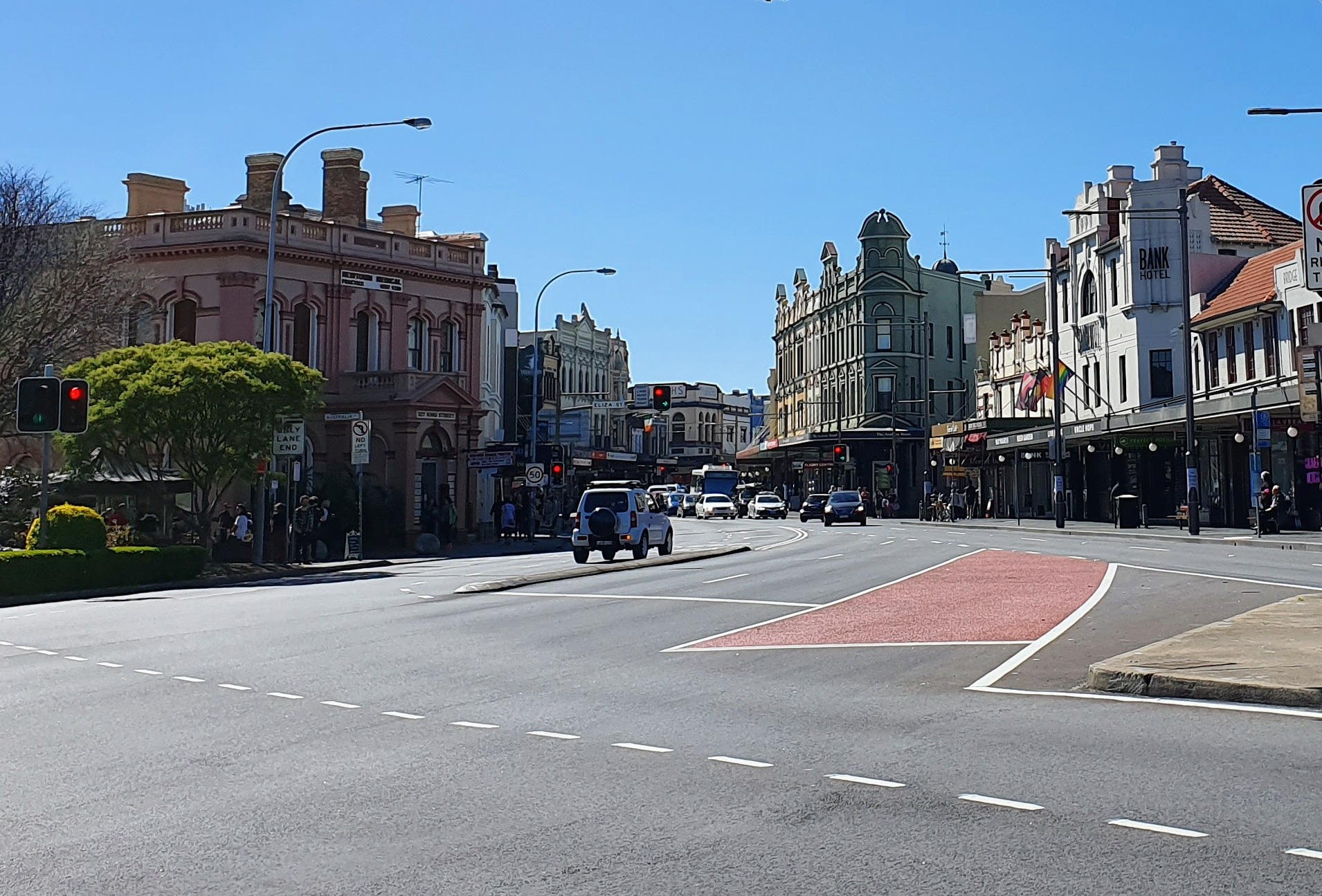
뉴타운은 오스트레일리아에서 빅토리아 시대와 에드워드 시대 건축 양식이 가장 많은 상업지구 중 하나이다.

이너 웨스트는 이너웨스트시, 버우드 자치체, 스트라스필드 자치체, 캐나다배이시로 이루어져 있다. 이너 웨스트는 중심 업무 지구에서 서쪽으로 약 11 km까지 뻗어 있는 지역이다. 이너 웨스트의 교외 지역은 전통적으로 산업 단지에서 일하는 노동자 계급이 살던 주거지역이지만 20세기 들어선 젠트리피케이션 현상을 겪었다. 현대 들어서는 대부분의 지역이 중밀도, 고밀도 주택 지역으로 바뀌었다. 이너 웨스트의 주요 명소로는 시드니 대학교와 패러매타강, 뉴타운 킹스트리트에 있는 거대한 범세계적인 공동체와 야간 유흥의 중심지가 있다. 존스턴만을 지나는 안잭 다리(ANZAC)는 로젤과 피어몬트 도시를 이어주고 있으며 서부 분배로 도로로 이어진다.
이너 웨스트에는 T1, T2, T3 등 주요교외철도선이 지나는데 이 노선은 뉴사우스웨일스에서 최초로 건설된 철도 노선이다. 또한 스트라스필드역은 시드니 제2의 중심역이며 교외선과 주요북부철도선의 중심역이다. 스트라스필드역은 1876년 건설되었으며 패러매타 경전철의 종착역이기도 하다. 그 외에도 수많은 버스 노선과 자전거도로가 이 지역을 지난다. 이너 웨스트의 다른 쇼핑 센터로는 웨스트필드 버우드와 다이렉트 팩토리 아울렛이 있다.

### 동부 교외

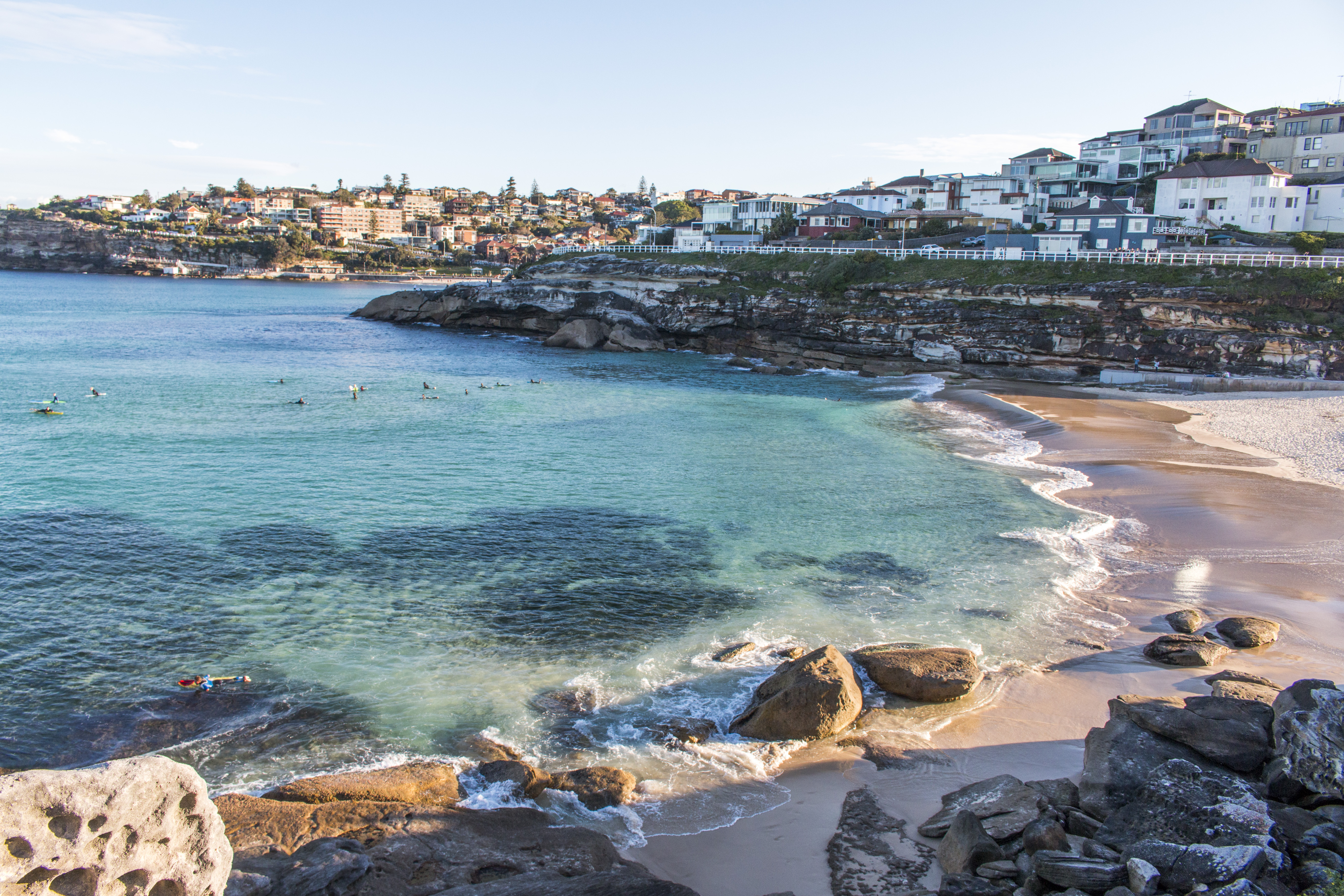
타마라마와 브론테 해변의 모습.

동부 교외, 이스턴 서브럽(Eastern suburbs)에는 울랄라 자치체, 랜드윅시, 웨벌리시, 베이사이드 일부로 이루어져 있다. 그레이터 시드니 위원회는 2036년까지 도심과 이너 웨스트를 포함한 동부지구에 총 1,338,250명의 인구가 거주하리라 계획하고 있다.
동부 교외 지역은 시드니에서 가장 부유하고 발전된 지역이며 일부 거리는 세계에서 지가가 가장 비싼 거리이기도 하다. 2014년 기준 포인트파이퍼의 월슬리 도로는 평방미터당 최고 가격이 20,900 달러 이상으로 세계에서 9번째로 비싼 거리로 집계되었다. 웬트워스 하원구의 75% 이상 지역이 SEIFA(사회경제지역구분) 상위 10분위에 속하며 오스트레일리아에서 사회경제적으로 가장 부유한 지역이다.
동부 교외의 주요 명소로는 2008년 오스트레일리아의 국가문화유산으로 지정된 주요 관광지인 본다이비치와 2035명까지 3,500명의 노동자가 근무하는 웨스트필드 본다이정션과 T4 동부 교외 철도선의 철도역도 있는 본다이정션이 있다. 랜드윅 교외에서는 랜드윅 경마장, 왕립 여성병원, 프린스오브웨일스 병원, 시드니 아동병원, 뉴사우스웨일스 대학교 시드니 캠퍼스가 있다. 그레이터 시드니 위원회에 따르면 랜드윅 '종합지대'는 2036년까지 32,000개의 일자리가 창출될 것이라고 전망하고 있다.
2020년 4월에는 CBD & 사우스 이스트 라이트 레일이 건설 완료되었다. 본 공사는 2018년 완료될 예정이었지만 여러 문제로 2020년까지로 연기되었다. 이 교통사업은 도심과 동부 교외권 주민들에게 신뢰 가능한 대용량 운송 경전철을 제공하는 목표로 건설되었다.
동부 교외 지역의 주요 쇼핑몰로는 웨스트필드 본다이정션과 웨스트필드 이스트가든이 있다.

### 남부 시드니

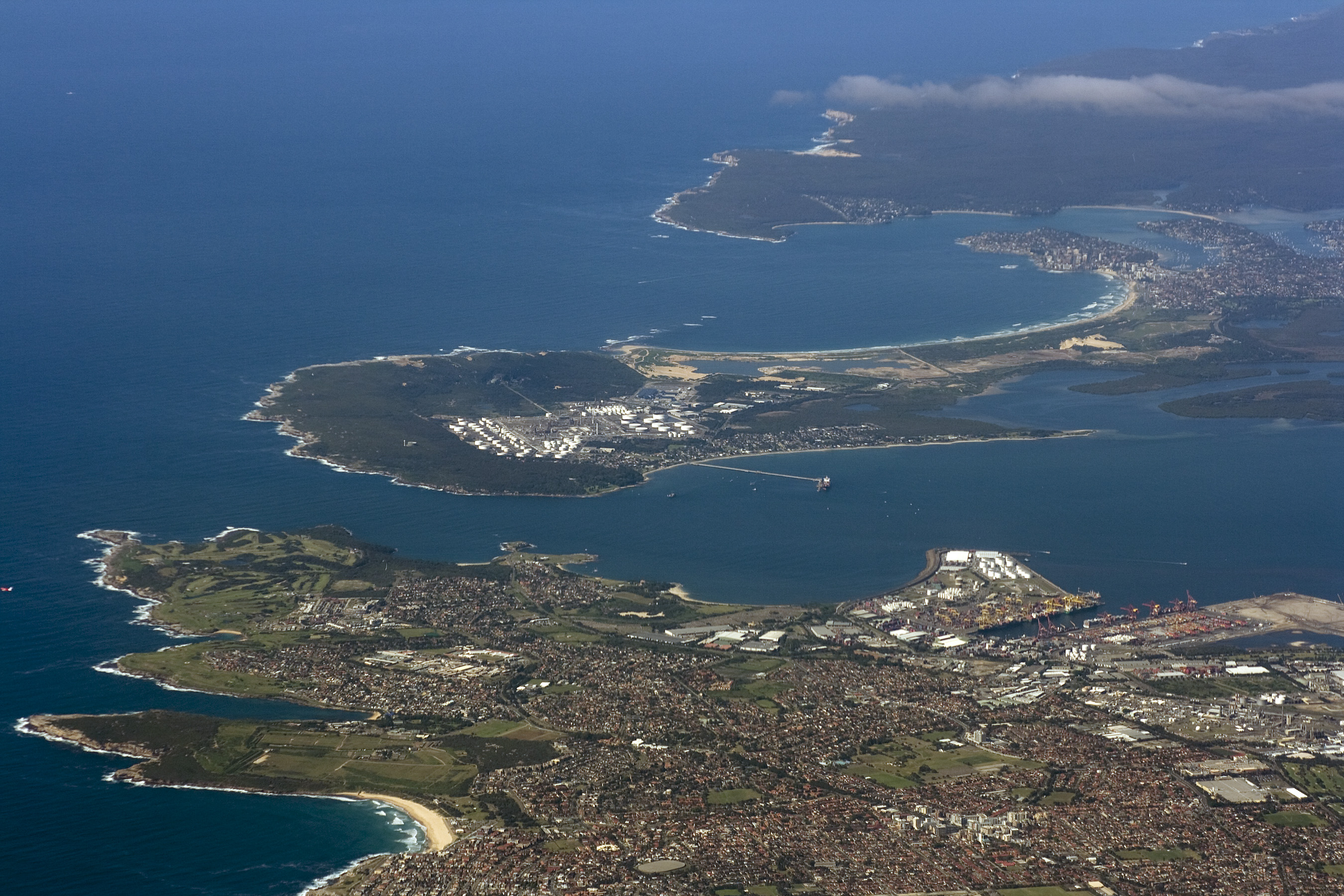
커넬, 라페루즈, 크로널라 등의 여러 교외 지구는 보타니만과 접해 있다.

남부 시드니(Southern Sydney), 사우턴 시드니는 구 록데일시, 조르주리버 위원회(구 세인트조지 지역으로 알려짐) 지방 자치체 영역이 포함되며 넓게는 조르주강 이남 서덜랜드 자치체의 교외 지역도 포함된다.
보타니만 근처에 있는 커넬반도는 1770년 제임스 쿡 선장이 처음으로 오스트레일리아 동해안에 상륙한 지점이다. 프랑스의 항해사 장프랑수아 드 갈롭 드 라페루즈 백작(1741-1788)의 이름을 따서 지어진 지명인 라페루즈에는 베어섬과 보타니만 국립공원에 있는 오래된 군사기지로 유명하다.
크로널라에는 오스트레일리아에서 가장 오래된 국립공원인 로열 국립공원 바로 옆에 있다. 허스트빌은 수많은 상업건물과 고층 주거건물이 뒤덮인 큰 교외지역으로 도심과 바로 접해 있는 남부 교외 지역이다.

### 북부 시드니

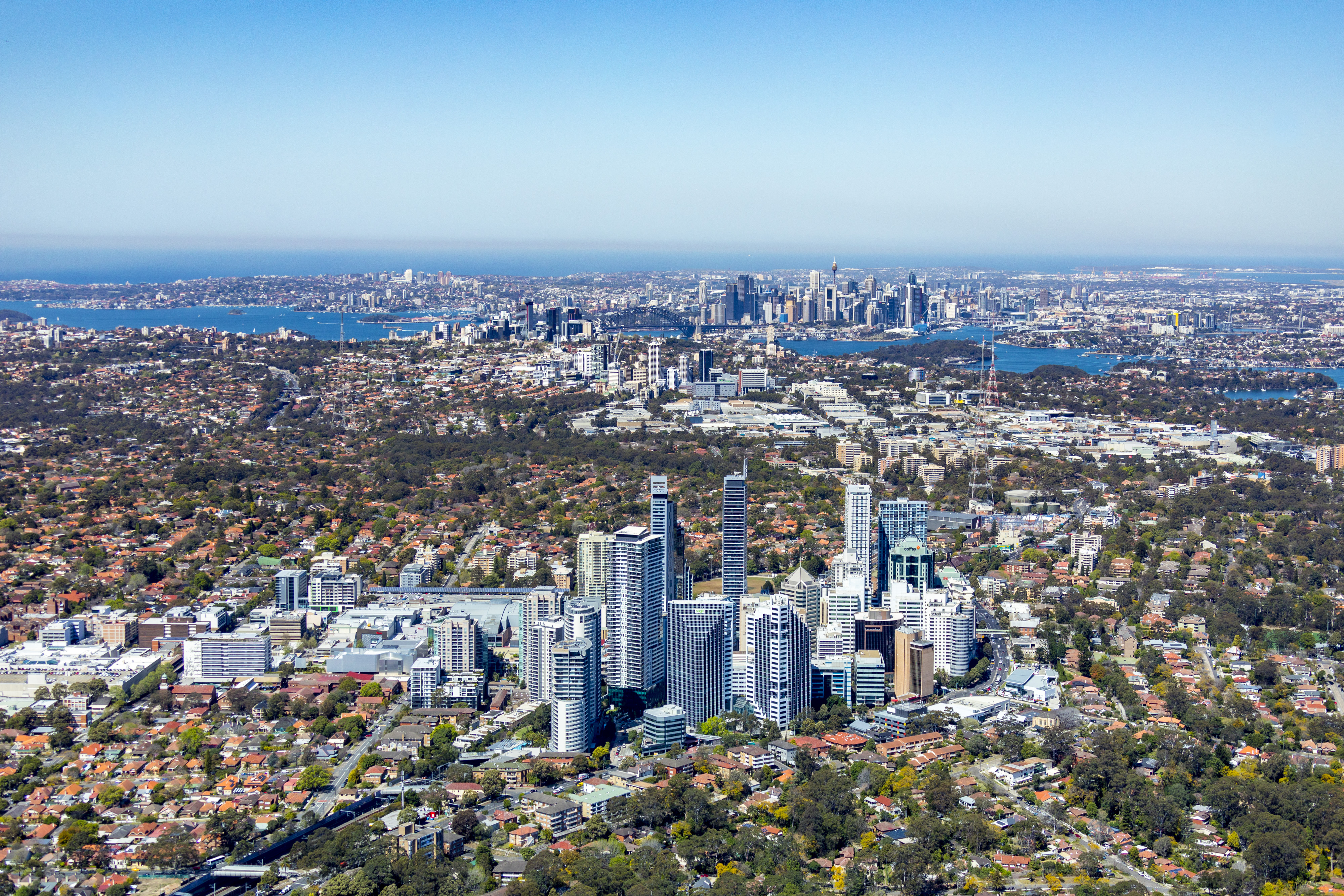
채스우드는 시드니의 주요 상업 지구이다.

북부 시드니, 노던 시드니(Northern Sydney)에는 노스쇼, 로어노스쇼, 노던 비치 등의 교외 지역이 포함된다.
시드니 북부 교외의 주요 명소에는 매쿼리 대학교, 글레이즈빌 다리, 리드 다리, 매쿼리 센터, 마즈필드 커즌홀 등이 있다. 북부 지역을 포괄하는 지자체에는 혼즈비시, 리드시, 헌터즈힐 자치체, 패러매타시 일부 등이 포함된다.
시드니의 북부 대도시권을 포괄하는 비공식적인 단어로 노스쇼가 있는데 노스쇼는 어터몬, 채스우드, 로즈빌, 린즈필드, 킬라라, 고든, 핌블, 혼즈비 등의 마을이 포함된다.
로어노스쇼는 보통 항구와 인접한 교외 지역인 네추널배이, 웨이버튼, 모스먼, 크리모느, 크리모느포인트, 라벤더배이, 밀슨즈포인트, 캠머레이, 노스브릿지, 노스시드니와 같은 마을 지역을 의미한다. 그 외에도 헌터즈힐이나 글래즈빌 마을을 로어노스쇼 지역으로 보는 시각도 있다. 로어노스쇼의 동쪽 경계는 미들하버나 캐슬코브와 로즈빌체이스를 잇는 로즈빌 다리이다. 어퍼노스쇼는 보통 채스우드와 혼즈비 사이 교외지역을 가리킨다. 어퍼노스쇼는 쿠링가이 위원회와 혼즈비시 지역정부 영역 사이도 가리킨다.
노스쇼는 노스시드니와 채스우드에 있는 상업 중심지 영역도 포괄한다. 노스시드니는 상업 중심지로 시드니에서 중심 업무 지구(CBD)에 이어 두 번째로 고층 건물이 많이 밀집된 곳이다. 노스시드니엔 광고, 마케팅 산업, 이와 관련된 무역업 기업이 주를 이루고 있으며 많은 대기업도 노스시드니 지역에 사무실을 두고 있다.
노던 비치 지역은 19세기에서 20세기 사이 시드니에서 가장 인기 있는 휴양지였던 맨리 마을이 있는 곳이다. 또한 폭 2 km의 넓은 시드니 항구 입구에 있는 헤드랜드인 시드니 해드랜즈도 있다. 노던 비치는 남쪽으로는 포트 잭슨(시드니 하버)까지, 서쪽으로는 미들하버까지, 북쪽으로는 브로큰만 입구까지 뻗어 있다. 2011년 오스트레일리아 인구조사에 따르면 노던 비치 지역은 호주에서 가장 백인 비율이 높은 단일 민족 거주 지역으로 인종 다양성이 높은 노스쇼나 센트럴코스트와는 큰 차이를 보였다.

### 힐스구
힐스구(Hills district)는 보통 더힐스시, 패터매타시 일부, 혼즈비시 일부 지역 지방정부 영역 같은 시드니 서북부의 교외 지역을 가리킨다. 하지만 힐스구에 속한 교외 마을은 비정형적이고 사람마다 다르게 볼 수 있다. 예를 들어 힐스구 역사학회는 더힐스시 지방정부가 통치하는 영역으로만 제한적으로 보고 있지만 연구 지역은 패러매타와 혹스베리까지 뻗어 있다. 힐스구 지역은 컴벌랜드 평원과 혼즈비 고원이 만나는 비교적 언덕이 많은 지형이라 힐스라는 이름이 붙여졌다.
힐스구에 있는 교외 마을은 거의 다 '힐스'나 '힐'이라는 이름이 붙여 있는데 버큼힐, 캐슬힐, 세븐힐스, 버몬트힐스, 윈스턴힐스 등이 그 예시다. 힐스구를 지나는 주요 도로로 윈저로와 올드 윈저로가 있는데 이는 식민지에 놓여진 각각 두번째와 세번째로 지어진, 오스트레일리아에서 역사가 깊은 도로이다.

### 서부 교외

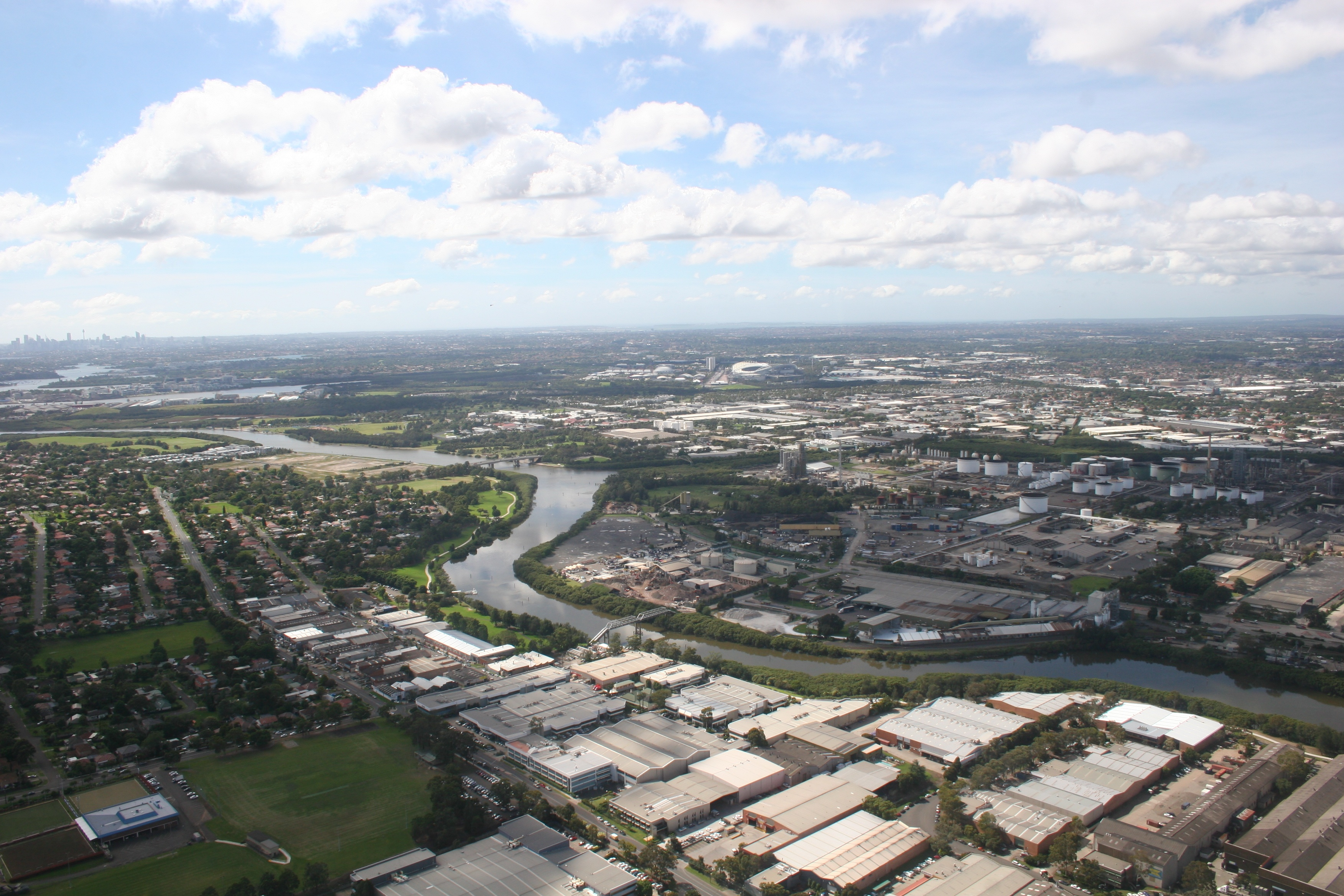
그레이터 웨스턴 시드니의 항공 사진 모습. 시드니 서부 교외 대부분의 지역은 녹지이며 그 외 도심 지역으로 다양한 산업과 상업 지역도 존재한다.

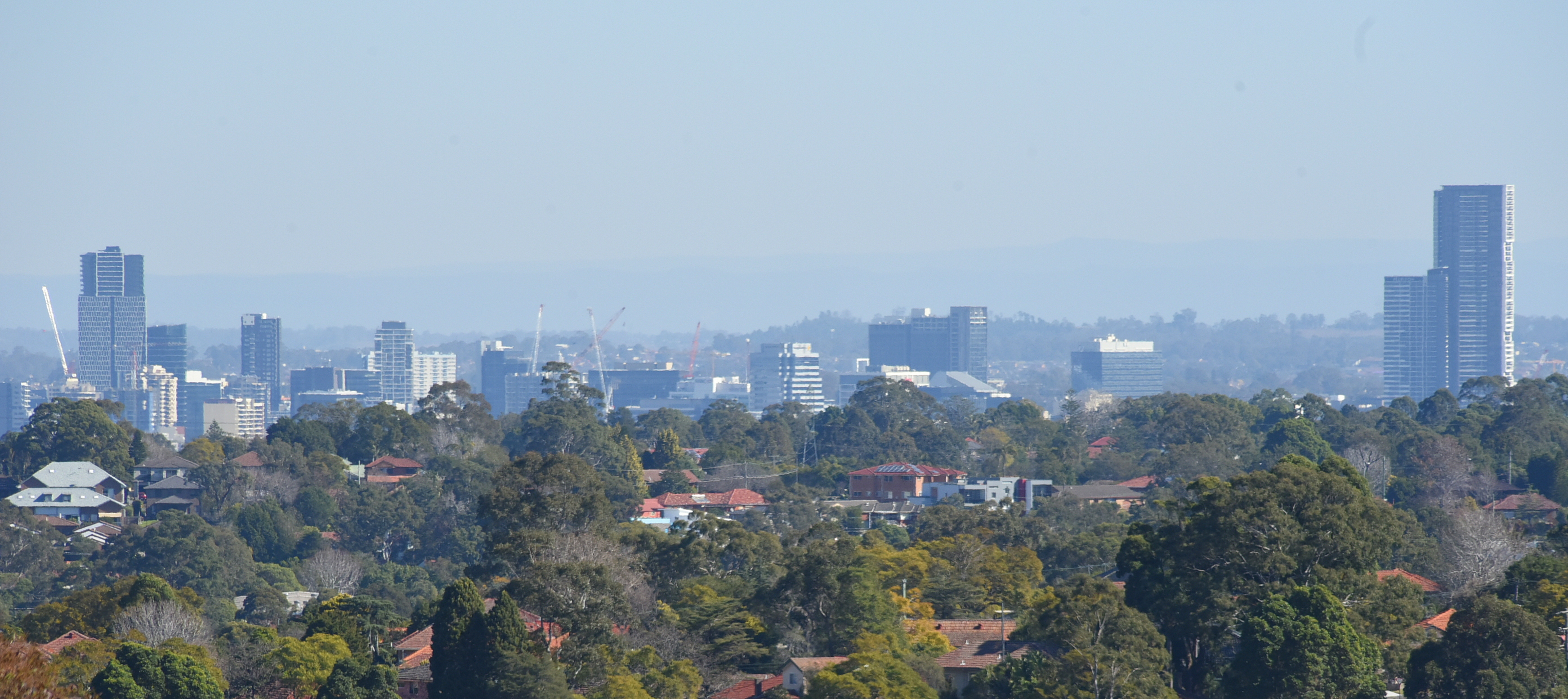
사진의 패러매타시는 그레이터 웨스턴 시드니의 주요 상업 중심지이자 도심이다.

그레이터 웨스턴의 교외 지역에는 오스트레일리아에서 여섯 번째로 큰 상업 지구이자 항구 식민지와 같은 해에 정착이 시작된 식민지였던 패러매타, 뱅크스타운, 리버풀, 펜리스, 페어필드 등이 있다. 면적은 5,800 km2이고 인구는 2017년 기준 2,288,554명으로 오스트레일리아에서 제일 다문화적인 지역이다. 서부 교외 지역 인구 대부분은 노동계급으로 중공업과 무역업 직업 노동자이다. 퉁가비는 시드니와 패러매타 다음 만들어진 세 번째 정착지로 1788년 영국이 오스트레일리아를 식민화하던 시절에 세워졌다. 다만 현재의 퉁가비랑은 거리가 있으며 식민지 시절 정착지는 올드 퉁가비라는 또 다른 교외 마을 지역에 있다.
블랙타운시에 있는 서부 교외 마을인 프로스펙트는 파르케스 레우니도스 사가 운영하는 시드니 최대의 워터파크은 레이징 워터스 시드니가 있다. 오번에 있는 식물원인 오번 식물원은 매년 수천명의 관광객이 다녀오며 이중 상당수가 오스트레일리아 외 해외 관광객들이다. 서부 교외 지역의 또 다른 공원으로는 애버스버리에 있는 웨스턴시드니 지역공원이다. 또한 그레이터 웨스턴에는 2000년 시드니 올림픽 개최장소이기도 했던 시드니 올림픽 공원과 이스턴크릭에 있는 모터스포츠 경주로인 시드니 모터스포츠 파크도 있다. 그레이스텐에 있는 19세기 건설된 수도교인 부츠타운 수도교는 뉴사우스웨일스주 문화유산로 지정되어 있다. 프로스펙트힐은 시드니에서 유일하게 고대 화산작용이 있었던 서부 지역의 역사적으로 중요한 능선 지역으로, 뉴사우스웨일스주 문화유산에도 등재되어 있다.
서북쪽으로는 블랙타운 인근에 있는 던사이드의 오스트레일리아 대표 동물원인 페더테일 야생동물공원이 웨스턴시드니 뿐 아니라 뉴사우스웨일스주와 오스트레일리아의 주요 관광명소이다. 붕가리비에 있는 2019년 개장한 동물원인 시드니 동물원도 또 다른 유명한 동물원이다. 패러매타에 있는 웨스트필드 패러매타는 호주에서 가장 방문객이 많은 웨스트필드의 쇼핑센터로 연간 2,870만명의 고객이 방문한다. 1799년 세워진 패러매타의 구 정부청사 건물과 역사적 청사 박물관은 주요 관광지이면서 2007년 8월 1일에는 오스트레일리아의 국가문화유산에 지정되었고 2010년에는 (11개 오스트레일리아 유배 유적지의 일부로) 유네스코 세계유산에 지정되어 시드니 서부지역에서 유일하게 세계유산에 지정된 지역이 되었다. 또한 구 정부청사는 오스트레일리아에서 가장 오래된 공공건물이기도 하다.
이보다 더 서남쪽에는 매카서 지역과 캠벨타운이 있는데 1990년까지는 시드니와는 분리된 지역으로 여겨졌던 인구 중심지였다. 캠벨타운에 있는 복합 쇼핑몰인 매카서 스퀘어는 시드니에서 가장 큰 복합 쇼핑몰 중 하나이다. 서남쪽에는 뱅크스타운 저수탑이 있는데, 철근 콘크리트로 건설된 가장 오래된 고가 저수지로 뉴사우스웨일스주 문화유산으로 등록되어 있다. 또한 서남부에는 시드에서 가장 오래된 나무인 블랜드 오크가 있는데 이 나무는 1840년대 윌리엄 블랜드가 캐러머에서 처음 심은 나무이다.

## 도시 구조

### 건축
시드니의 식민지 시절 초기 건축물은 최소한의 수준으로 조잡하게 지어졌다. 래클런 매쿼리가 총독에 임명됨과 동시에 새로운 건설 프로젝트의 건축 설계를 짜며 야심찬 목표를 내세웠다. 시드니는 현대 와서 매쿼리의 이상을 가진 채 세계유산에 지정된 건물과 몇몇 오스트레일리아 국가유산으로 등록된 건물, 또한 수십 개의 영연방 유산을 가지고 있다.

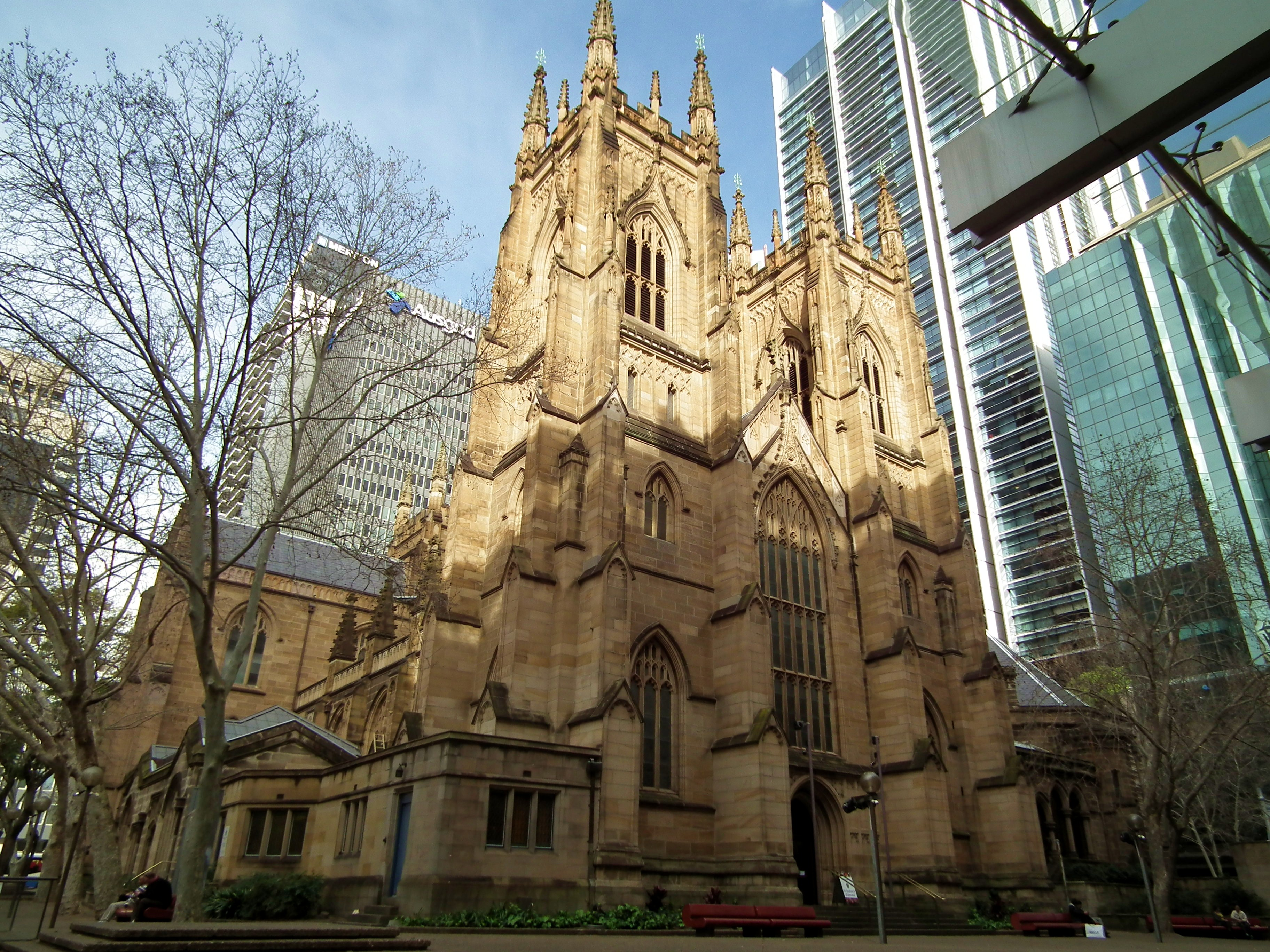
시드니의 초기 신고딕 양식 건축물 중 하나인 시드니 성 안드리오 대성당의 모습.

1814년 매쿼리 총독은 당시 죄수였던 프랜시스 그린웨이에게 매쿼리 등대의 설계를 요청했다. 고전 건축 시기 디자인인 등대를 건축한 공으로 그린웨이는 1818년 매쿼리 총독에게 사면받았고 오늘날까지 남아 있는 세련된 근대 건축 문화를 소개했다. 그린웨이는 1819년 하이드 파크 병영을, 1824년에는 조지 건축 양식의 시드니 성 제임스 교회를 설계했다. 1830년대부터는 고딕 건축 양식의 건축물이 유행하기 시작했다. 1845년 에드워드 블로어가 시드니 정부청사 건물을, 1856년 존 버지가 엘리자베스배이 하우스와 시드니 성 필립 교회를 건설하는 등 다양한 고딕 복고양식의 건축물이 지어졌다. 1858년 완공된 키리빌리 관저와 오스트레일리아에서 가장 오래된 대성당인 성 앤드류 대성당 시드니에선 드물게 빅토리아풍 고딕 양식으로 지어진 건물이다.

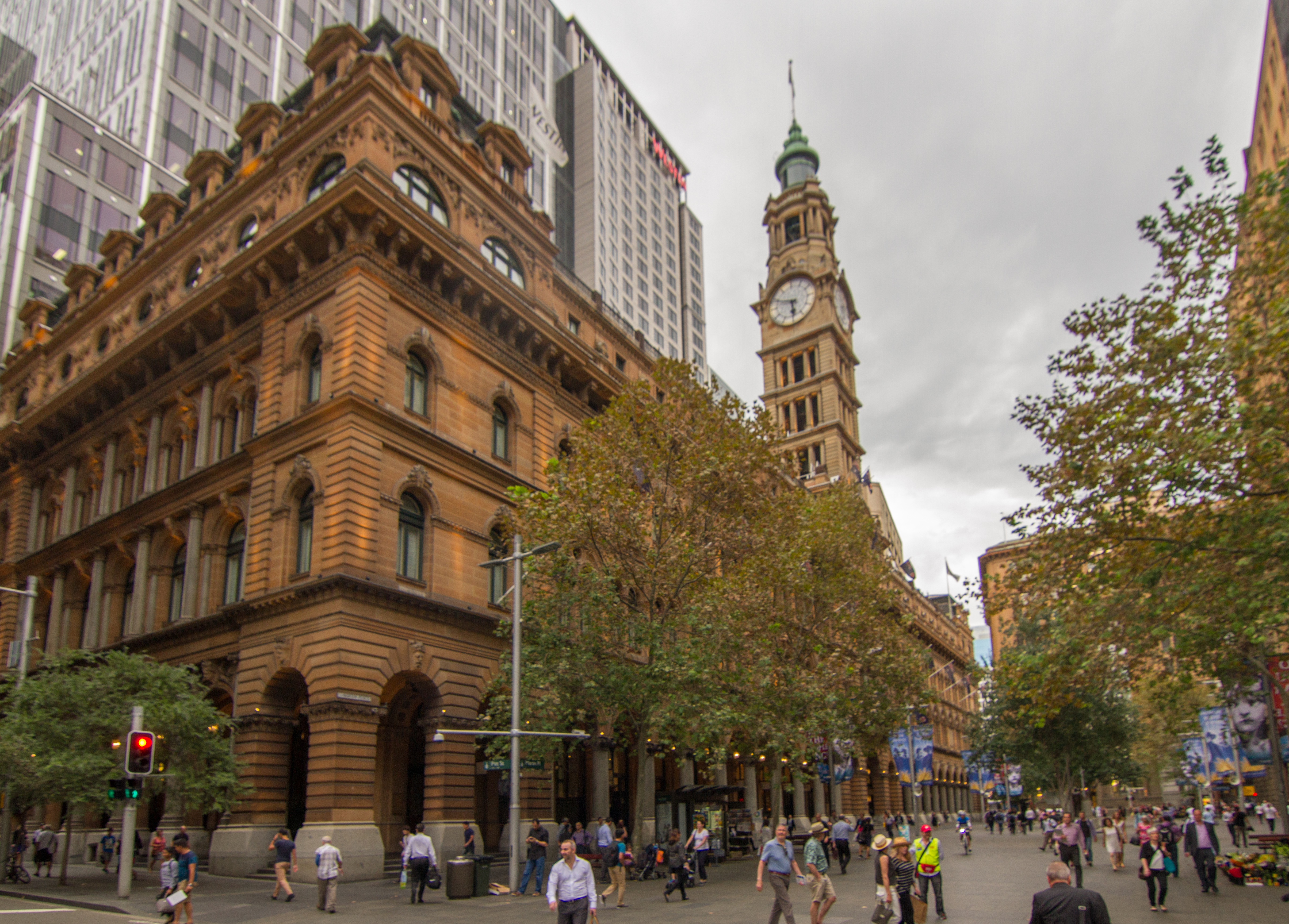
시드니 중앙우체국 건물의 모습.

1850년대 후반부터 시드니의 건축이 고전주의 건축으로 바뀌기 시작했다. 1857년 모티머 루이스는 오스트레일리아 박물관을 설계했다. 1891년에는 건축가 제임스 배넷이 설계한 빅토리아 자유건축양식 풍의 시드니 중앙우체국이 완공되었다. 배넷은 1883년 그린웨이가 설계했던 매쿼리 등대의 재건축도 감독했다. 1844년에는 루이스가 설계해 건설을 시작한 시드니 세관 건물은 1887년 배넷이, 1899년 W. L. 버논이 추가로 참여해 개장을 도왔다. 1889년에는 신고전주의이자 프랑스 제2제국식 풍인 시드니 타운 홀 건물이 완공되었다. 1890년대 초부터는 시드니 건축가들 사이에서 로마네스크 건축이 유행하기 시작했다. 1893년 완공된 시드니 기술대학 건물은 로마네스크 복고양식과 앤 여왕 양식 건축이 합쳐진 모양의 건물이다. 1898년에는 조지 맥레이가 로마네스크 복고양식으로 설계한 퀸 빅토리아 빌딩이 완공되었다. 퀸 빅토리아 빌딩은 시드니의 센트럴 마켓 부지에 지어졌으며 3층 높이로 200개의 상점이 들어갈 수 있었다.
정착지의 부가 늘어나고 1901년 연방화가 이뤄진 이후부터는 시드니가 대도시화되면서 시드니의 건물 높이가 높아지기 시작했다. 시드니 최초의 고층건물은 킹 스트리트와 캐슬레이 스트리트 교차점에 있는 컬울라 챔버스(Culwulla Chambers)로 높이 50 m의 12층 건물이었다. 1908년 완공된 거의 비슷한 높이의 상업여행자 클럽 빌딩(마틴 플레이스 소재)도 10층 높이로 건설되었다. 이 건물은 벽돌로 쌓고 배니어판으로 마감한 빌딩이었고 1972년 해리 세이들러의 MLC 센터 건설을 위해 해체된다. 두 건물의 건설은 시드니의 경관 변화를 예고했고 1960년대 높이 제한이 해제되면서 고층 건축물이 급증했다. 이 당시 시드니에는 장 누벨, 해리 세이들러, 리처드 로저스, 렌초 피아노, 노먼 포스터 남작, 프랭크 게리 등의 여러 건축가가 각각 자신이 설계한 디자인의 건물을 건설하며 시드니의 도시 스카이라인을 만들었다.
대공황은 시드니의 건축에 실질적으로 큰 영향을 미쳤다. 1930년대를 기점으로 그 전의 일반적인 건축물에 비해 신축 건축물은 장식이 더 적고 그 크기 또한 더 작았다. 이 시기 가장 주목할 만한 건축물은 하버 브리지이다. 존 브래드필드가 설계한 강철제 아치형 다리로 1932년 완공되었다. 이 다리는 밀슨스포인트와 도스포인트 사이를 잇고 있으며 총 39,000 t의 강철을 사용했으며 총연장은 503 m이다.

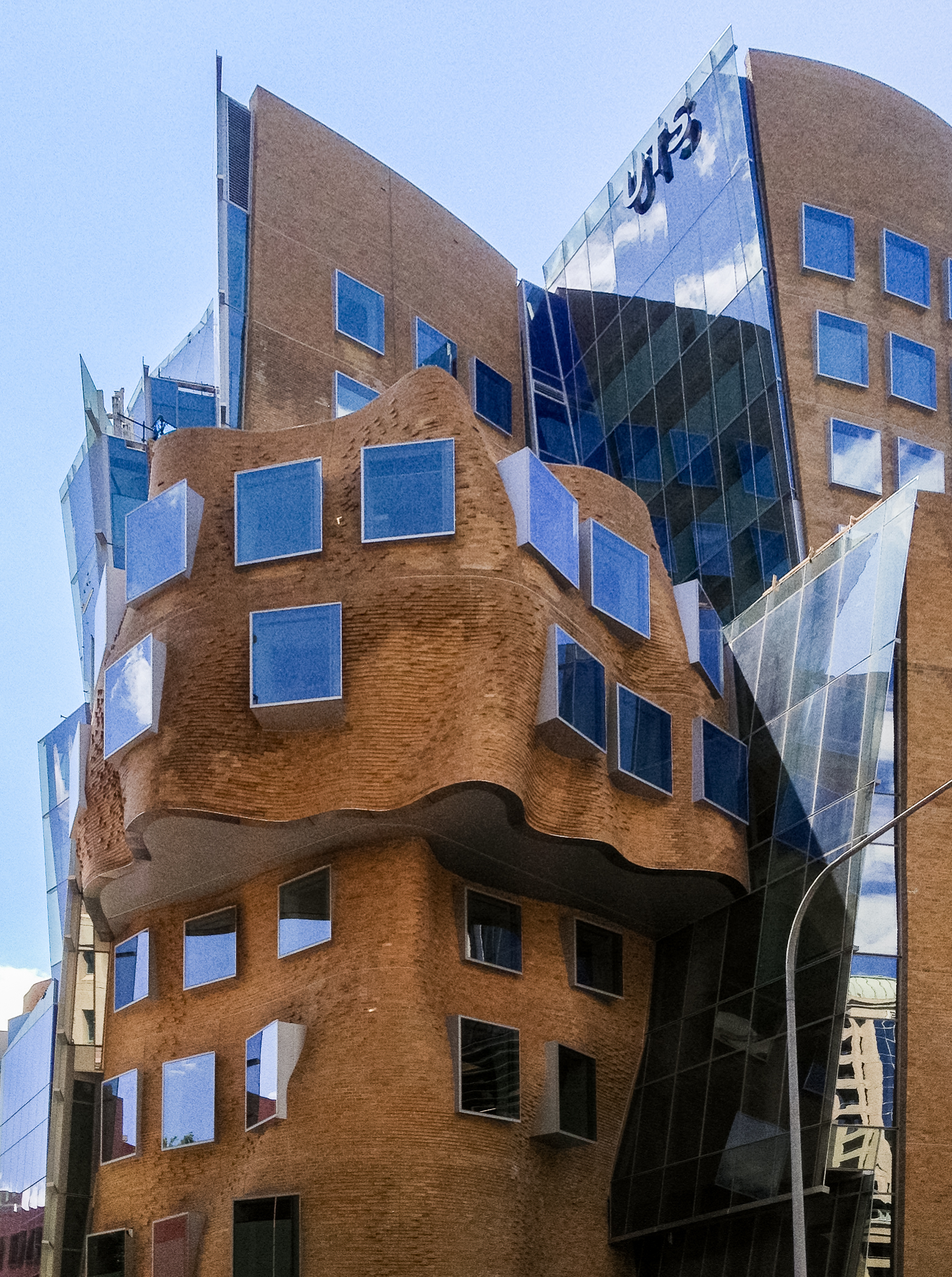
프랭크 게리가 설계한 저우쩌룽 박사 빌딩의 모습.

시드니의 근대 건축과 국제 양식은 1940년대부터 시작되었다. 1973년 완공된 시드니 오페라 하우스는 세계유산으로도 지정되었고, 세계에서 가장 유명한 현대양식의 건축으로도 꼽힌다. 오페라 하우스는 예른 웃손이 피터 홀, 리오넬 토드, 데이비드 리틀모어와 협업하여 구상했다. 웃손은 오페라 하우스 건립에 대한 공로로 2003년 프리츠커상을 수상받았다. 시드니에는 유명한 캐나다계 미국인 건축가인 프랭크 게리가 트리하우스를 본따 만든 오스트레일리아 최초의 건물인 2015년 완공된 저우쩌룽 박사 빌딩도 있다. 이 건물이 지어진 부지의 동쪽 경계에 보행자 통로이자 구 철도선인 굿즈 라인이 있다.
시드니 중심 업무 지구(CBD)에 있는 현대 양식 건축물로는 시티그룹 센터, 오로라 플레이스, 치플리 타워, 오스트레일리아 준비은행 빌딩, 도이체방크 플레이스, MLC 센터, 캐피타 센터 등이 있다. 시드니에서 제일 높은 건축물은 시드니 타워로 도널드 크론이 설계했고 1981년 완공되었다. 시드니 공항 문제 때문에 신규 건축물의 경우 높이 제한이 235 m 이하여야 한다는 까다로운 규제가 생겼지만 2000년대 초반 들어 생겼던 엄격한 규제가 10년이 넘어서 천천히 제한이 완화되었고 현재는 최대 건축물 고도 제한이 330 m가 되었다. 1970년대에는 논란이 많았던 여러 철거 사태가 발생한 후 시드니 시민들에게서 오래된 건축물을 보존하고 역사를 온전하게 유지하라는 여러 시위가 진행되자 1977년 그린 밴 규정과 유산 오버래이 규정이 생겨 오래된 건축물의 철거와 재개발이 제한되었다.

### 주거

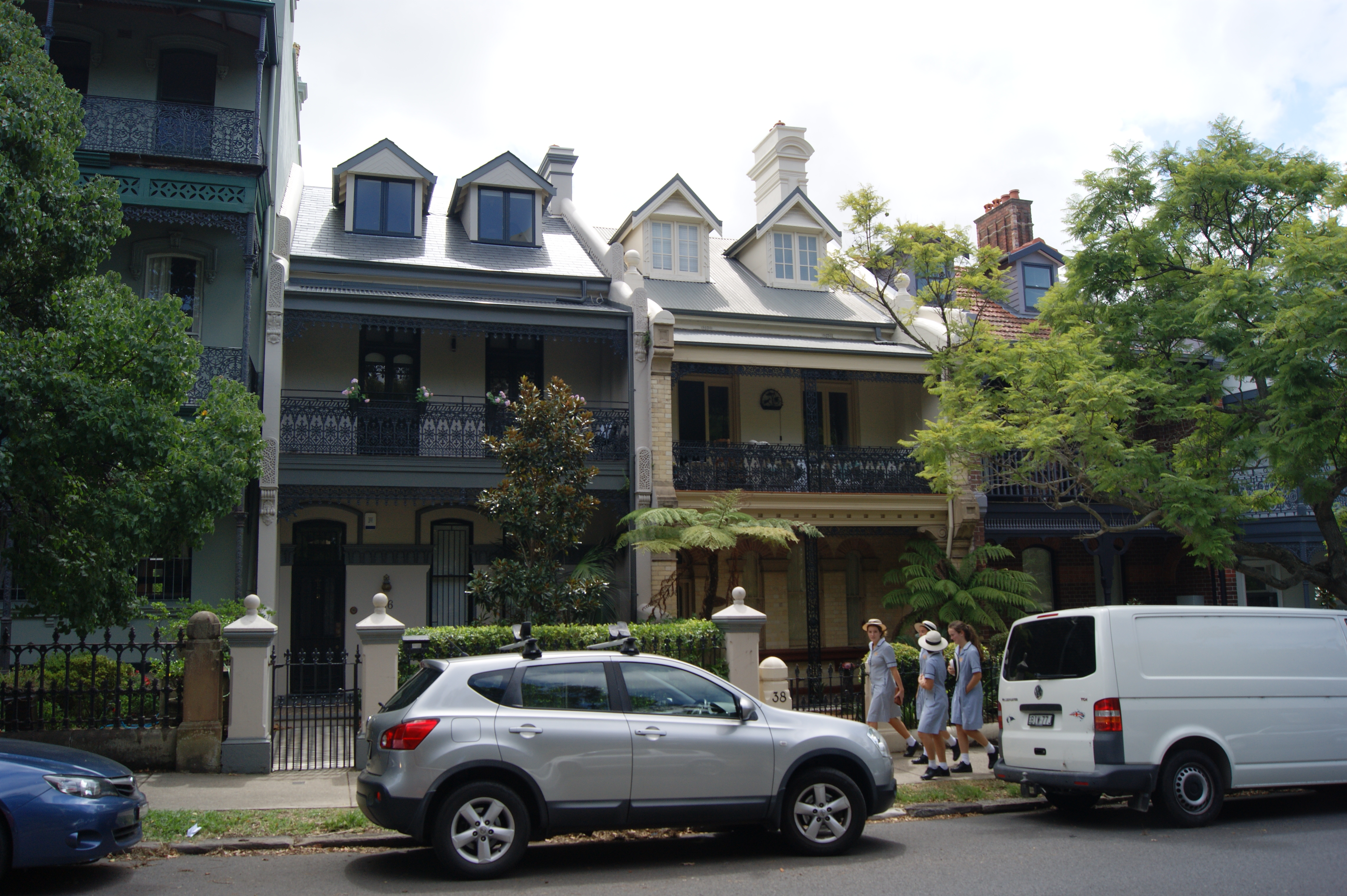
키리빌리에 있는 가정집의 테라스 모습.

시드니는 뉴욕과 파리의 부동산 가격을 모두 넘고 세계에서 부동산 가격이 가장 비싼 곳 중 하나이다. 2019년 12월 기준 시드니의 평균 집값은 1,142,212 달러로 오스트레일리아 평균 집값보다 25% 이상 높은 등 오스트레일리아 내에서도 가장 비싼 부동산 시장이 형성되어 있다.
시드니는 2016년 기준 단독주택 925,000호(57%), 준단독 테라스하우스 227,000호(14%), 아파트 456,000호(28%) 등 총 176만호의 주택이 있다. 시드니 도심은 대부분 테라스 하우스가 있지만 교외 지역은 절대다수가 단독주택이다.
환경적, 경제적 압력으로 시드니의 주택 밀도는 점점 높아지는 경향을 보인다. 시드니의 아파트 수는 1996년에서 2006년 사이 10년간 30%가 증가했다. 시드니의 공공주택은 뉴사우스웨일스주 정부가 관리한다. 공공주택이 밀집한 교외로는 클레이모어, 매쿼리필즈, 워털루, 마운트드뤼트가 있다. 그 외에도 주정부는 밀러스포인트, 글로스터 스트리트, 더 럭스 등 항구 지역에 있는 역사적인 공공주택 부동산 300개 가량을 매각하기로 결정했다.
시드니는 세계에서 가장 비싼 부동산 시장이 형성된 도시 중 하나이다. 2016년 12월 기준 시드니의 평균 부동산 가격은 연봉의 14배에 달하며 홍콩 다음으로 높은 수준의 가격이다. 시드니 전역에서 다양한 양식과 문화의 주택을 찾아볼 수 있다. 테라스 하우스 양식은 패딩턴, 더 락스, 포츠포인트, 발메인과 같은 이너 교외 지역에 몰려 있으며 이 마을 대부분이 젠트리피케이션 현상을 겪고 있다. 이러한 테라스 하우스, 특히 록스와 같은 교외 지역의 테라스는 역사적으로 시드니 지역의 광부와 노동자들의 고향이었다. 오늘날에는 테라스 하우스가 시드니의 부동산 시장에서 가장 비싼 가격이 형성되어 있다.
1901년 연방화 시기 건설된 연방주택은 펜즈허스트, 투라무라, 하버필드와 같은 교외 지역에 있다. 하버필드는 연방주택의 수가 매우 많아 "연방교외"라는 별명으로도 불렸다. 서리힐즈, 레드퍼른, 벌메인 같은 지역은 노동자들이 거주하던 오두막이 모여 있다. 애시필드, 콩코드, 비크로프트에는 캘리포이나식 방갈로가 모여 있다. 서북쪽으로 스탠호프가든즈, 켈리빌리지, 벨라비스타, 서쪽으로는 보슬리파크, 애버츠버리, 세실힐즈, 서남쪽으로는 헉스턴파크, 해링턴파크, 오랑파크 등 외곽 교외 지역에서는 큰 현대식 주택이 밀집되어 있다.

### 공원과 녹지

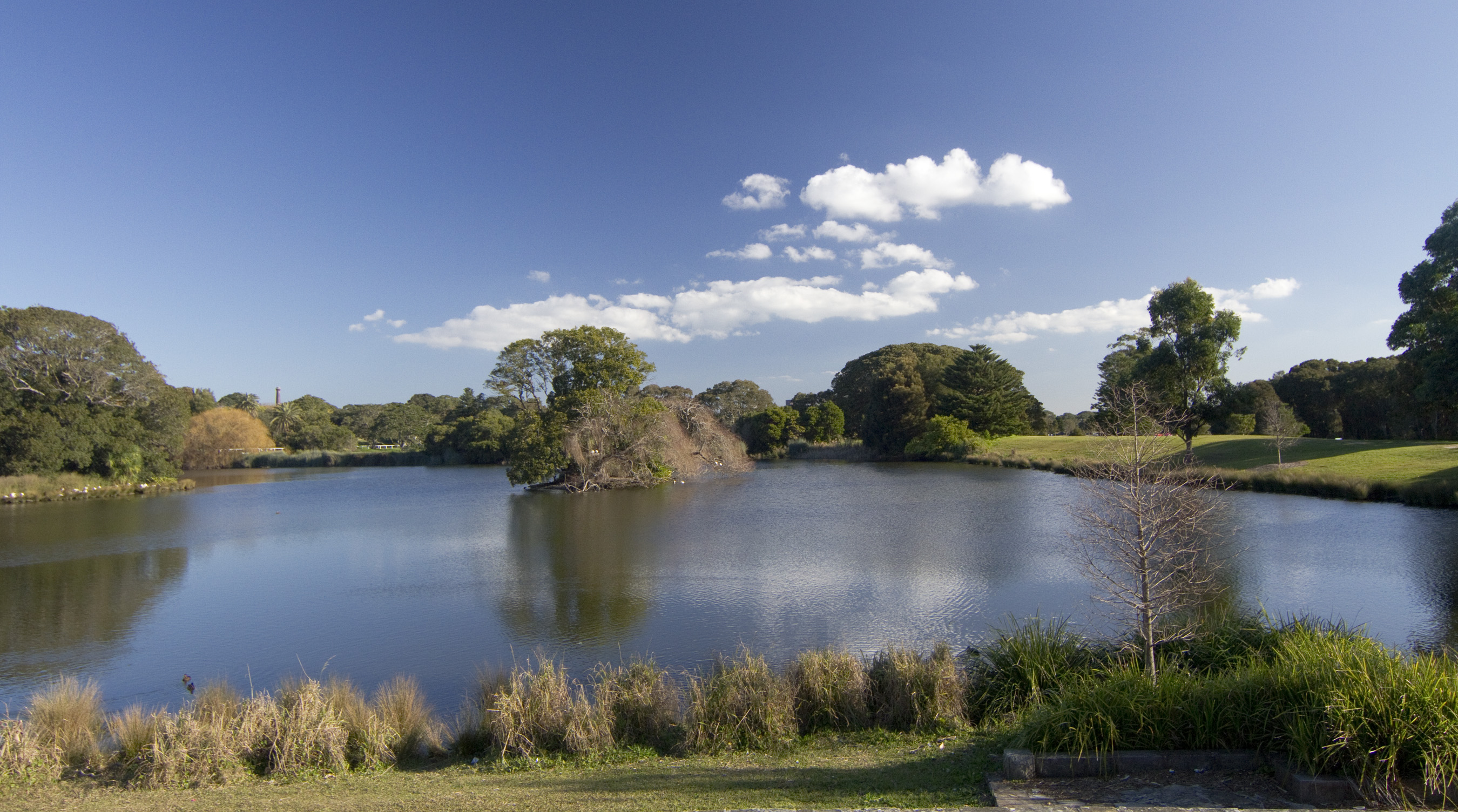
센테니얼 파크랜드는 시드니에서 제일 넓은 공원으로 총면적은 189 ha이다.

하이드 파크에 있는 앤잭 전쟁 기념관은 제1차 세계 대전 시기 파견된 제1차 오스트레일리아 제국군의 업적을 기리는 추모시설이다. 시드니 지역에서 가장 상징적인 녹지지역은 시드니 왕립식물원으로 과학과 여가 활동을 모두 진행한다. 시드니 내에는 총 15개의 공원이 있다. 도심에 있는 공원으로는 하이드 파크, 도메인, 프린스 알프레드 파크가 있다.
시드니에서 제일 넓은 공원은 센테니얼 파크랜드로 그 넓이는 189 ha이다.
이너 교외 지역은 동부에 센테니얼 공원과 무어파크가 있으며(둘 다 시드니시 내), 외곽 교외 지역을 보면 남쪽에는 시드니 파크와 로열 국립공원이, 북쪽에는 쿠링가이 체이스 국립공원이, 서쪽에는 웨스턴시드니 파크랜즈가 있는데 세계에서 가장 큰 도심 공원 중 하나이다. 로열 국립공원은 1879년 4월 26일 처음 선포된 국립공원으로 면적은 13,200 ha이고 세계에서 두 번째로 오래된 국립공원이다.

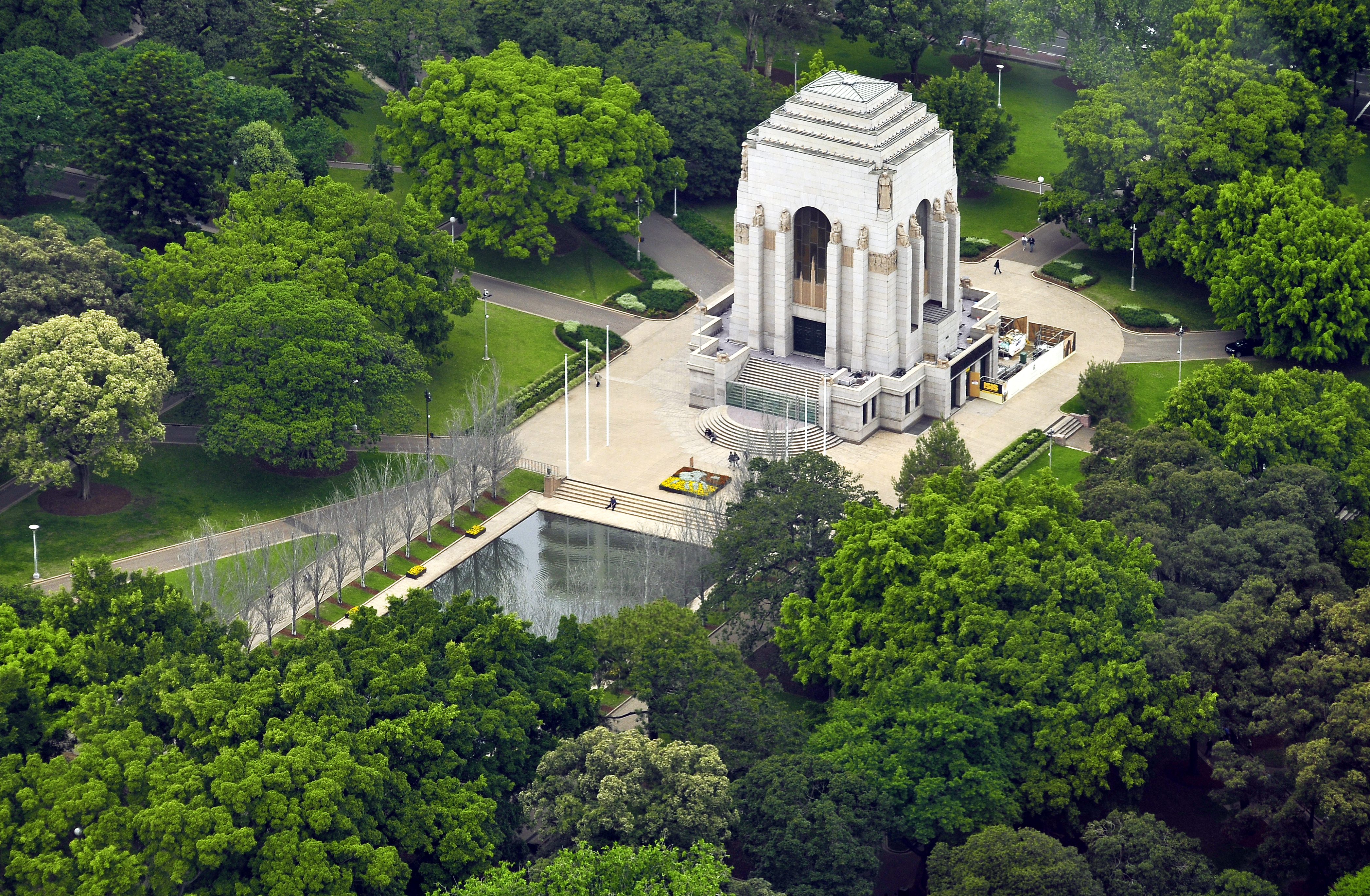
하이드 파크에 있는 앤잭 전쟁 기념관은 제1차 세계 대전 시기 파견된 제1차 오스트레일리아 제국군의 업적을 기리는 추모시설이다.

하이드 파크는 오스트레일리아에서 가장 오래된 공원이다. 시드니 도심권에서 제일 큰 공원은 쿠룽가이 체이스 국립공원으로 1894년 처음 국립공원으로 지정되었고 면적은 15,400 ha이다. 쿠룽가이 공원은 오스트레일리아 원주민의 거주기록이 잘 보존되어 있으며, 800개 이상의 바위조각과 동굴 벽화, 두엄 더미 등이 공원 안에 있다.
현재는 도메인이라고 알려진 지역은 1788년 총독 아서 필립이 사유지 보호구역으로 지정한 것이 시초이다. 매쿼리 총독의 명령에 따라 도메인 바로 북쪽에 접해 있는 땅은 1816년 왕립식물원이 되었다. 이 시드니 왕립식물원은 오스트레일리아에서 가장 오래된 식물원이다. 식물원은 탐험과 휴식을 위한 장소일 뿐 아니라 식물 표본 컬렉션, 도서관, 실험실도 갖춘 과학 연구를 위한 장소이기도 하다. 두 공원의 총 면적은 64 ha에 총 8,900종의 식물이 있으며 연간 350만명 이상이 방문한다.
도메인의 남쪽에는 하이드 파크가 마주접해 있고 하이드 파크의 면적은 16.2 ha이다. 하이드 파크는 원래 식민지 초기부터 동물의 휴양과 방목을 위해 사용한 땅이었다. 이후 매쿼리 총독이 1810년 "마을 주민의 오락과 즐거움"을 위해 방목지를 공원으로 바꿨고 이름도 런던에 있는 같은 이름의 하이드 파크를 따라 붙어졌다.

## 경제

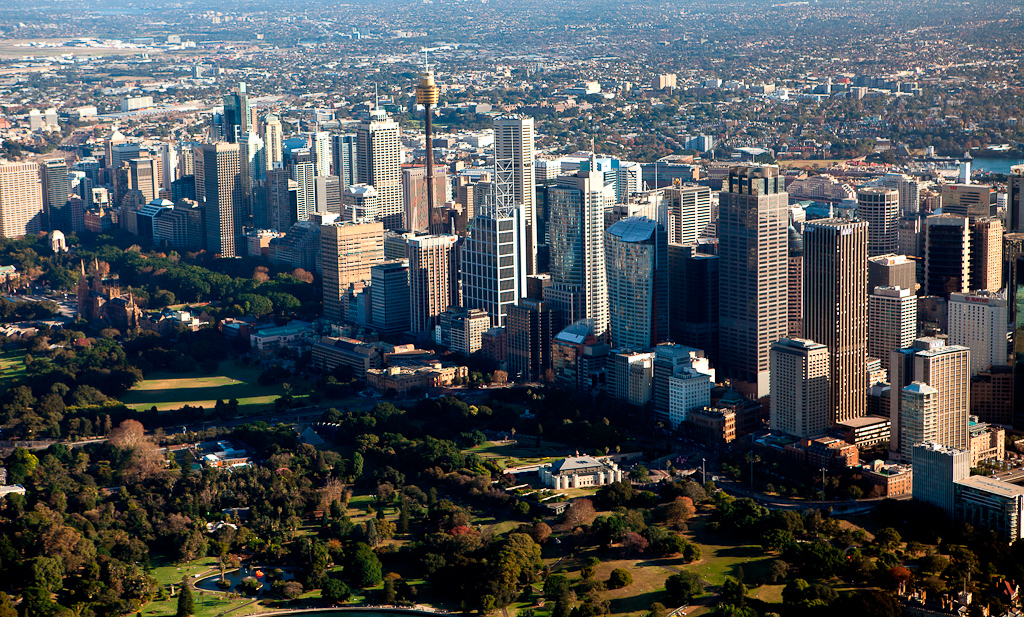
시드니의 중심 업무 지구(CBD)의 모습. 시드니는 오스트레일리아의 경제와 금융 중심지로 오스트레일리아에서 가장 큰 경제 규모를 차지하고 있으며 오스트레일리아 총 GDP의 25%를 차지한다.

러프버러 대학교의 연구원들은 시드니가 전세계적인 경제와 고도로 통합된 세계 10대 도시 중 하나로 선정했다. 세계 경제력 지수에 따르면 시드니는 세계 11위의 도시이다. 세계 도시 지수에 따르면 세계적 참여도를 기준으로 시드니가 세계 14위에 등재되어 있다. 시드니에는 외국계 은행과 다국적 기업이 꽤 밀집되어 있으며 오스트레일리아의 금융 수도이자 아시아-태평양의 선도적인 금융 중심지 중 하나로도 꼽히고 있다.
초기 식민지 시기 가장 큰 영향을 끼치고 지배적이었던 경제 이론은 서유럽에서와 같은 중상주의였다. 초기 경제는 토지 경작의 어려움과 안정된 통화체계의 부재로 여러 어려움을 겪었다. 매쿼리 총독은 유통되는 모든 스페인 은화를 기반으로 두 주화를 조재해 안정된 통화체계를 구축하는데 성공했다. 1840년대부터 자유민 정착민 인구가 늘어나고 해양과 양모산업이 번창하며 영국 동인도 회사의 영향력이 줄어들면서 자연스럽게 자본주의화되었다.
1800년대 말 시드니의 주요 수출 산업품으로는 밀, 금, 기타 주요 광물이 있었다. 1870년대부터는 상당한 자본이 유입되기 시작하면서 도로, 철도, 다리, 부두, 병원, 학교, 법원 건설 자금을 대기 시작했다. 연방화 이후 보호무역 정책으로 1920년대 도시에서 가장 큰 고용을 일으켰던 제조업이 나타나기 시작했다. 이와 같은 정책은 1920년대 말 대공황 시기 32%에 달하던 뉴사우스웨일스주의 실업률을 완화하는 데에도 도움이 되었다. 1960년대 이후부터는 패러매타가 시드니의 두 번째 CBD화되었고 도시의 고용 부문도 금융과 관광업으로 전환되기 시작했다.
2015년 기준 시드니의 명목 국내총생산(GDP)은 4,009억 호주 달러이며, 1인당으로 나누면 8만 호주 달러이다. 2013년 기준 국내총생산은 3,370억 호주 달러로 오스트레일리아에서 국내총생산이 가장 큰 도시이다. 국내총생산에서 가장 큰 비중을 차지하는 산업은 금융 및 보험 서비스업으로 총 18.1%를 차지했으며, 뒤를 이어 전문 서비스업이 9%, 제조업이 7.2%를 차지했다. 금융업과 관광업 외에도 크리에이티브와 기술 부문이 시드니시의 주요 산업을 차지하고 있으며 2012년 기준 시드니 경제의 각각 9%, 11%를 차지했다.

### 기업인
2011년 기준 시드니에 본사를 둔 사업체는 451,000개소로 오스트레일리아 상위 500개 기업의 48%, 다국적 기업의 오스트레일리아 지역 지사의 2/3가 시드니에 있다. 다국적 기업이 시드니에 매력을 느끼는 이유로는 시드니의 시간대가 북아메리카의 퇴근 시간대와 유럽의 출근 시간대와 겹쳐져 있기 때문이다. 시드니에 있는 대부분의 외국계 기업은 판매와 서비스 기능에 대부분 집중되어 있으며 생산, 연구 및 개발 부분은 많이 차지하고 있지 않고 있다. 시드니에는 다국적 기업 지사가 총 283개소가 있다.

### 도시 내 경제

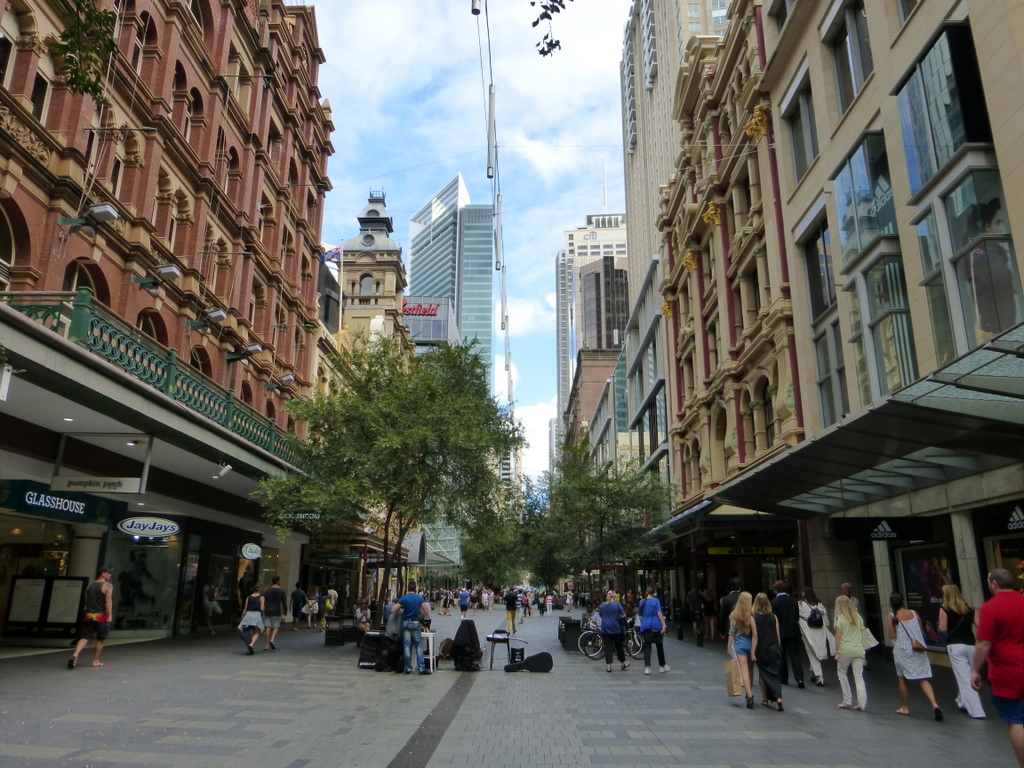
시드니 중심 업무 지구를 관통하는 대로인 피트 스트리트는 북쪽의 서큘러 키부터 시작해서 남쪽의 워털루까지 이어져 있으며, 수많은 대형 고급 소매상의 소재지이다.

시드니는 세계에서 15번째에서 5번째 사이로 물가가 제일 높은 도시이며, 오스트레일리아에서는 물가가 제일 높은 도시이다. 2012년 UBS가 15개 재화에 대해 평가한 결과 노동자 임금의 경우 시드니는 전 세계 77개 도시 중 7번째로 높은 도시이다. 시드니의 노동자의 경우 연평균 1,846시간을 일하고 있으며 약 15일의 연가를 받는다.
2016년 기준 시드니 도시권의 노동인구는 2,272,722명으로 노동참여율을 61.6%였다. 이 중 정규직이 61.2%, 기간제 비정규직이 30.9%, 6.0%가 비고용 개인사업자이다. 가장 큰 부문을 차지하는 고용 부문은 전문직, 사무직 및 행정직, 관리직, 기술직 및 무역직, 지역 사회 및 개인 서비스직이다. 시드니 도시권에서 가장 고용 규모가 큰 산업은 의료 및 사회복지지원 부문이 11.6%이고 그 다음으로 전문 서비스직이 9.8%, 소매 무역업이 9.3%, 건설업이 8.2%, 교육 및 직업훈련이 8.0%, 숙박 및 음식 서비스업이 6.7%, 금융 및 보험서비스업이 6.6% 등이다. 전문직 서비스업과 금융 및 보험서비스업이 시드니 내 고용의 25.4%를 차지한다.
2016년 기준 노동 가능 인구의 57.6%가 1주당 총소득이 1,000달러 미만이며 14.4%가 총소득 1,750달러 이상이다. 같은 기간 1주당 평균 중위소득은 1인당 719달러, 1가족당 1,988달러, 1가구당 1,750달러이다.
시드니시의 실업률은 2013년 기준 10년간 평균 4.6%로, 현재 웨스턴시드니시의 평균 실업률인 7.3%보다 훨씬 낮다. 웨스턴시드니의 경우 패러매타시와 같은 상업 중심지가 개발됨에도 불구하고 인구 증가에 맞춰 일자리를 창출하기 위해 노력하고 있다. 매일 약 20만명에 달하는 통근자들이 웨스턴시드니에서 도시 동쪽과 북쪽에 있는 CBD와 교외 지역으로 통근한다.
시드니의 주택 소유는 제2차 세계 대전 이전 시기에는 임대보다는 덜 흔했지만 이후에는 추세가 역전되어 소유가 늘어났다. 주택의 중위가격은 1970년 이후 연평균 8.6%씩 상승했다. 2014년 3월 기준 시드니의 평균 집값은 63만 달러이다. 가격이 상승한 주요 원인은 토지 가격 상승과 희소성 때문으로 이 둘은 1977년 집값에서 차지하는 비율이 32%에서 2002년 60% 이상으로 상승했다. 시드니 주택의 31.6%는 임대주택이며, 30.4%는 직접 소유 주택이고 34.8%는 주택담보로 소유된 주택이다. 2011년 기준 주택담보대출의 11.8%는 월 상환액이 1천 달러 미만이었으며 나머지 82.9%가 1천 달러를 넘었다. 같은 기간 임대 주택의 44.9%가 주당 임대료가 350달러 미만이었고 51.7%는 주당 임대료가 350달러 이상으로, 시드니의 평균 1주당 임대료는 450달러였다.

### 금융업

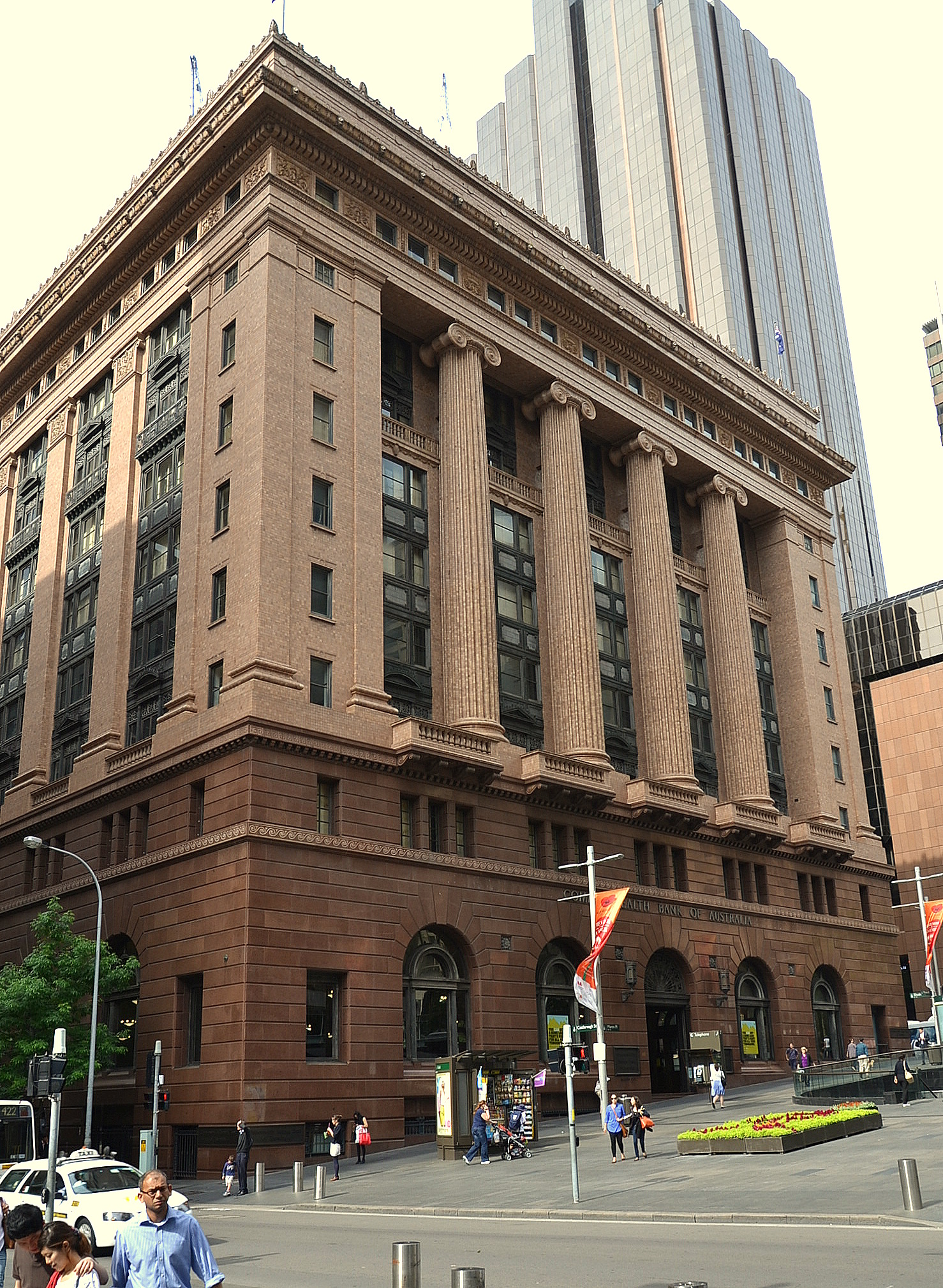
주저축은행 빌딩(구 연방은행)의 모습.

매쿼리 총독은 1817년 오스트레일리아 최초의 은행인 뉴사우스웨일스 은행의 설립을 인가했다. 1800년대에는 여러 새로운 사영은행이 문을 열었지만 금융 시스템이 불안정했다. 은행 도산 사태가 빈번하게 일어났고 1893년에는 12개 은행이 한꺼번에 파산하면서 금융 위기도 발생했다.
뉴사우스웨일스 은행은 오늘날까지 웨스트팩이란 이름으로 유지되어오고 있다. 1911년에는 시드니에 본부를 둔 오스트레일리아 연방은행이 설립되어 국가 재산을 담보로 지폐를 발행하기 시작했다. 1959년까지 발권이 이어지다 이후부터는 발권 권한을 시드니에 본부를 둔 오스트레일리아 준비은행으로 넘겨주었다. 1987년에는 오스트레일리아 증권거래소가 개업하여 오늘날에는 시가총액 1조 6천억 달러로 세계 10대 증권거래소 중 하나이다.
시드니시의 경제에선 금융과 보험 서비스업이 경제 생산 전체의 43%를 차지한다. 시드니는 오스트레일리아 금융업 부문 전체의 절반을 차지하고 있고, 연방정부는 시드니를 아시아 태평양 지역의 선도적인 금융 중심지로 홍보한다. 2017년 조사한 국제금융센터지수에서 시드니는 세계에서 8번째로 경쟁력 있는 경제 중심지로 선성되었다.
1985년 오스트레일리아 연방정부는 외국 은행 16개소에 은행 영업 면허를 부여했고, 현재 호주에서 운영하고 있는 43개 외국계 은행 중 40곳이 시드니에 지부를 두고 있다. 시드니에 지부를 둔 외국계 은행으로는 중국인민은행, 뱅크 오브 아메리카, 씨티그룹, UBS, 미즈호 은행, 중국은행, 산탄데르 은행, 크레디트 스위스, 스탠다드차타드 은행, 스테이트 스트리트 코퍼레이션, HSBC, 도이체 방크, 바클리즈, 캐나다 왕립은행, 소시에테 제네랄, 스코틀랜드 왕립은행, 미쓰이스미토모 은행, ING 그룹, BNP 파리바, 인베스텍이 있다.

### 제조업
시드니는 1920년대 보호무역주의 정책 시행 이후 제조업이 모인 도시도 되었다.1961년까지 제조업이 시드니 전체 고용의 39%를 차지했고, 1970년까지 오스트레일리아의 제조업 부문의 30% 이상이 시드니에 몰려 있었다. 2001년에는 제조업의 고용 비중이 12.6%, 2011년에는 8.5%로 점차 감소했다. 1970년에서 1985년 사이 제조업 일자리 18만개가 사라졌다. 이에도 불구하고 시드니는 2010년 기준으로도 멜버른을 제치고 여전히 오스트레일리아에서 제조업 일자리가 제일 많은 제조업 중심지이다. 2013년 기준 시드니의 제조업 경제생산량은 217억 달러로 189억 달러를 기록한 멜버른보다 더 많았다. 여러 관측통들은 2010년대 초 강 호주달러의 영향으로 시드니가 내수 시장에 집중하고 첨단 기술이 접목된 제조업이 회복되었다고 분석했다. 웨스턴시드니에 있는 스미스필드-웨더릴파크 산업단지는 남반구에서 가장 큰 산업단지로 시드니 지역의 제조와 유통의 중심지이다.

### 관광업과 국제 교육

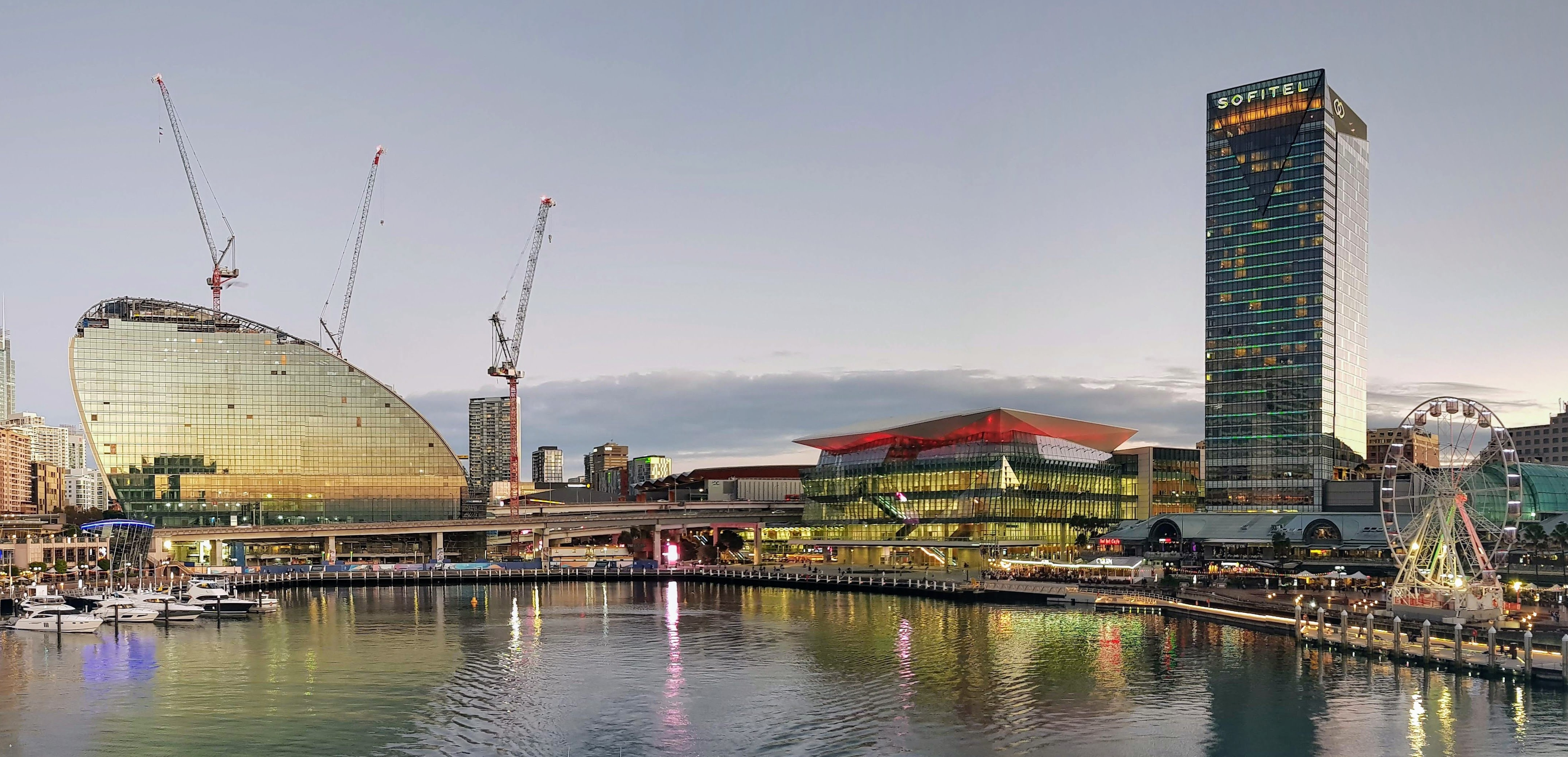
달링 하버는 시드니의 유흥과 관광의 중심지이다.

시드니는 수많은 국제 관광객들이 방문하는 오스트레일리아의 관문이다. 2013년 기준 약 280만명 이상의 관광객이 시드니를 방문했으며 이는 오스트레일리아 전체를 방문한 관광객의 거의 절반에 해당한다. 관광객들은 시드니에서 총 5,900만 밤을 지냈고 59억 달러 이상을 사용했다. 관광객이 들어오는 주요 국가로는 중국, 뉴질랜드, 영국, 미국, 대한민국, 일본, 싱가포르, 독일, 홍콩, 인도 순으로 많다.
시드니를 방문하는 내국인 방문객만 따져도 2013년 총 830만명이 방문해서 60억 달러 이상을 사용했다. 2011년 기준 시드니시의 26,700명이 관광업에 직접 고용되어 있다. 2012년 기준 시드니에는 매일 48만명의 관광객과 27,500명의 주민이 밤을 샜다. 평균적으로 관광업은 도시에 하루당 약 3,600만 달러의 경제 가치에 기여했다.
시드니의 주요 관광 명소로는 시드니 오페라 하우스, 시드니 하버 브리지, 왓슨배이, 더 록스, 시드니 타워, 달링 하버, 뉴사우스웨일스 주립 도서관, 왕립 식물원, 오스트레일리아 박물관, 오스트레일리아 현대미술관, 뉴사우스웨일스 주립 미술관, 퀸 빅토리아 빌딩, 시 라이프 시드니 아쿠아리움, 타롱가 동물원, 본다이비치, 루나 파크 시드니, 시드니 올림픽 공원 등이 있다.
시드니의 관광업을 부흥하기 위해 고안된 프로젝트로 바랑가루의 카지노와 호텔 건설과 오스트레일리아 최대 크기의 전시장 및 컨벤션 센터인 인터네셔널 컨벤션 센터 시드니 건설을 포함한 달링 하버 재개발 프로젝트가 있다.
시드니는 전 세계적으로 유학생이 가장 많은 도시 중 하나기도 하다. 5만명 이상의 유학생이 시드니의 대학교에서 공부하고 있으며, 5만명 이상이 추가로 직업학교 및 영어학교에서 공부하고 있다. 국제 교육은 시드니 경제에 약 16억 달러 어치 생산을 창출하고 있으며, 매년 4천개 가량의 일자리도 창출하고 있다.

## 인구통계

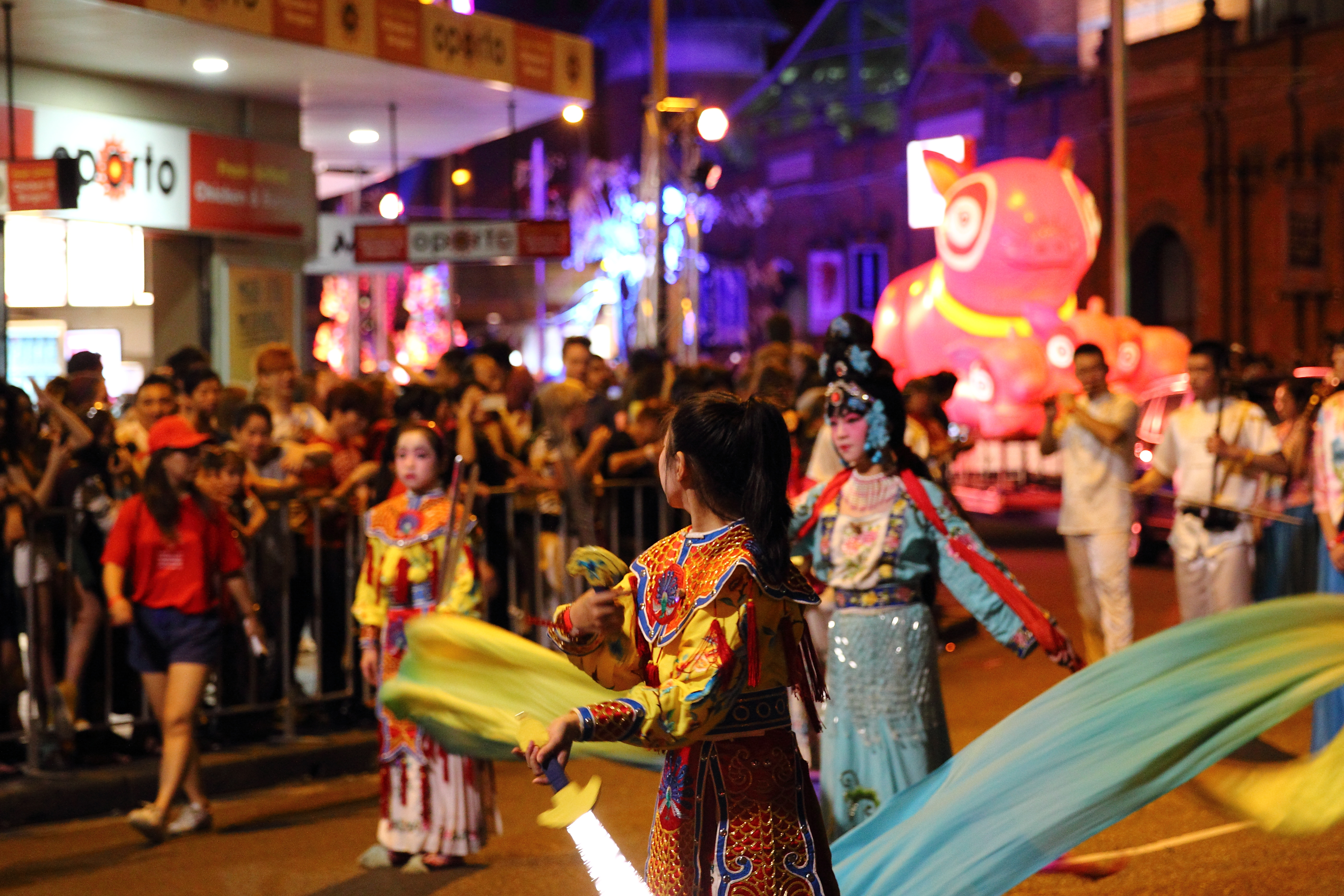
2014년 춘절을 축하하는 시드니 차이나타운의 시민들. 시드니는 오스트레일리아에서 중국계 오스트레일리아인이 가장 많이 거주하는 도시이다.

1788년 시드니의 인구는 1천명 이하였다. 이후 죄수 수송이 이뤄지면서 10년 후에는 인구가 2,953명으로 세배 가까이 증가했다. 1961년부터 시드니의 인구는 10년에 25만명 이상 꼴로 증가했다. 2021년 인구 조사 기준 시드니 광역권의 인구는 5,231,150명이다. 오스트레일리아 통계국은 2061년까지 시드니의 인구가 800만명에서 890만명으로 꾸준히 증가하겠지만 2026년경 멜버른이 시드니를 제치고 오스트레일리아에서 인구가 제일 많은 도시가 될 것이라고 예측했다. 오스트레일리아에서 인구밀도가 제일 높은 교외 지역 4곳도 전부 시드니에 몰려 있으며, 각 교외지역은 평방킬로미터 당 13,000명 이상이 살고 있다. 1978년부터 2018년까지 시드니 인구 중 716,832명이 오스트레일리아 다른 지역으로 이사해서 유출되었지만 해외 이민자와 지속적인 출산으로 인구는 꾸준히 증가했다.
시드니 시민의 중위연령은 36세이며, 65세 이상 노인 인구는 12.9%를 차지한다. 시드니의 기혼 인구는 49.7%이고 한번도 결혼하지 않은 미혼 인구는 34.7%이다. 시드니에 사는 가족의 48.9%는 자녀가 있으며, 33.5%는 자녀 없는 부부이고 15.7%가 한부모 가정이다.

### 민족분포와 이민자
| 출생지            | 인구      |
| ----------------- | --------- |
| 오스트레일리아    | 2,970,737 |
| 중국 대륙         | 238,316   |
| 인도              | 187,810   |
| 잉글랜드          | 153,052   |
| 베트남            | 93,778    |
| 필리핀            | 91,339    |
| 뉴질랜드          | 85,493    |
| 레바논            | 61,620    |
| 네팔              | 59,055    |
| 이라크            | 52,604    |
| 대한민국          | 50,702    |
| 홍콩              | 46,182    |
| 남아프리카 공화국 | 39,564    |
| 이탈리아          | 38,762    |
| 인도네시아        | 35,413    |
| 말레이시아        | 35,002    |
| 피지              | 34,197    |
| 파키스탄          | 31,025    |

1840년에서 1930년까지 시드니로 이주한 이주민의 대부분은 영국계, 아일랜드계, 중국계가 절대다수를 차지했다. 2021년 인구 조사 기준 시드니 시민이 응답한 자신의 민족구성은 아래와 같다.
- 영국계 (21.8%)
- 오스트레일리아인 (20.4%)[b]
- 중국계 (11.6%)
- 아일랜드계 (7.2%)
- 스코틀랜드계 (5.6%)
- 인도계 (4.9%)
- 이탈리아계 (4.3%)
- 레바논계 (3.5%)
- 필리핀계 (2.7%)
- 그리스계 (2.6%)
- 베트남계 (2.5%)
- 독일계 (2.2%)
- 한국계 (1.4%)
- 네팔계 (1.4%)
- 애버리지니 (1.4%)[c]
- 몰타계 (1.1%)

2021년 인구 조사 기준 시드니 인구의 40.5%가 해외에서 태어난 사람이다. 외국에서 태어난 사람들의 대표적인 출생국으로는 중국 대륙, 인도, 잉글랜드, 베트남, 필리핀, 뉴질랜드가 있다.
2021년 인구 조사 기준 오스트레일리아 원주민에 해당하는 애버리지니와 토레스 해협 제도 원주민의 인구는 1.7%이다.

### 언어
시드니 가정의 약 42%가 영어가 아닌 다른 언어를 사용한다. 가장 널리 사용되는 비영어권 언어로는 중국어(5%), 아랍어(4.2%), 광둥어(2.8%), 베트남어(2.2%), 힌두어(1.5%)이다.

### 종교

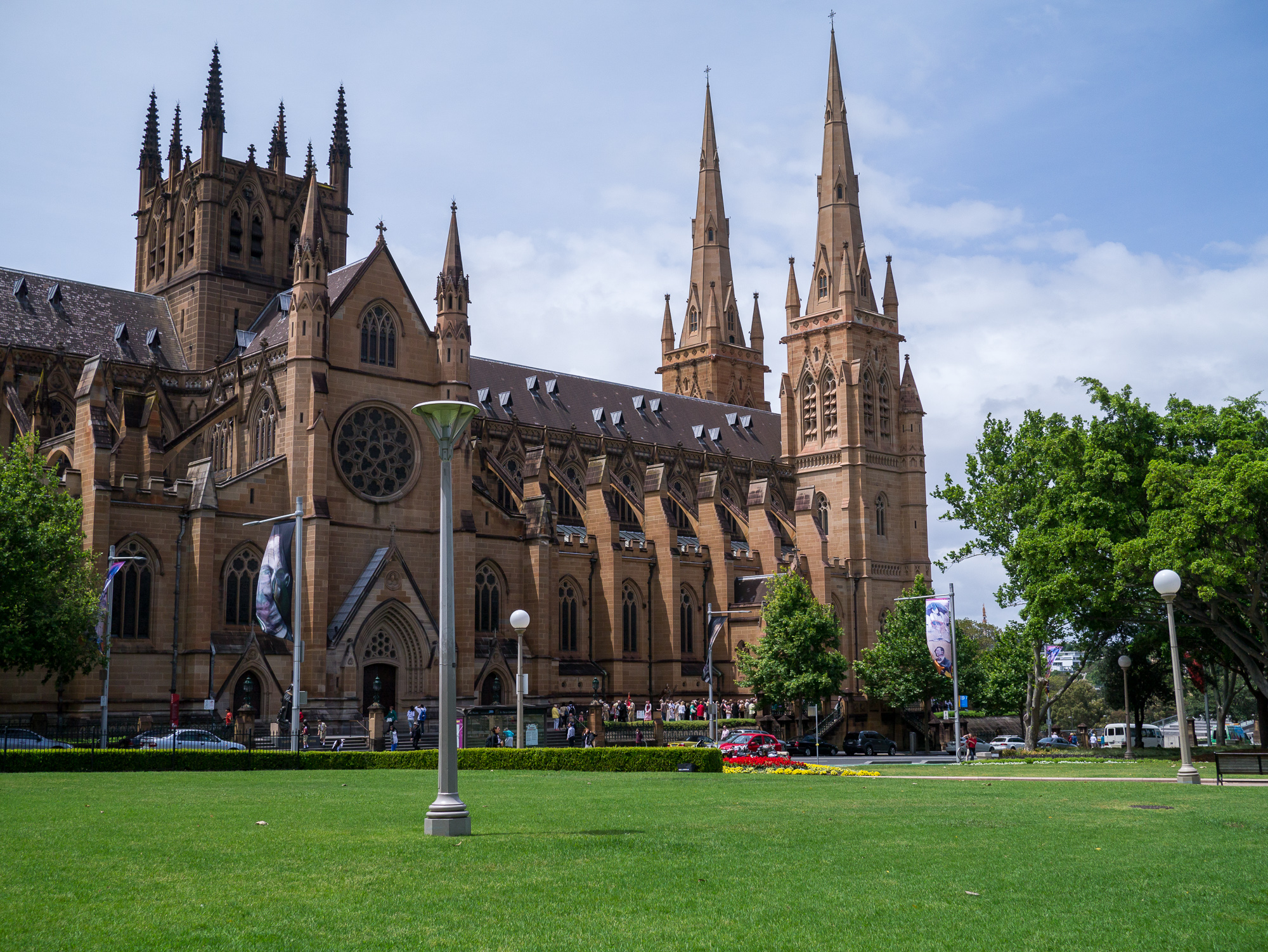
시드니 세인트 메리 대성당은 천주교 시드니대교구 소속 로마 가톨릭교회 성당이다.

2021년 인구 조사 기준 시드니 시민의 30.3%가 종교를 가지고 있지 않다고 답했다. 유종교자의 경우 기독교가 46%로 제일 많았고 교파별로 따질 경우 가톨릭교회가 23.1%, 성공회가 9.2%를 차지했다. 비기독교계 종교의 경우 이슬람교가 6.3%, 힌두교가 4.8%, 불교가 3.8%, 시크교가 0.7%, 유대교가 0.7% 순으로 많았다. 약 500명은 전통적인 오스트레일리아 원주민의 종교를 믿는 것으로 밝혀졌다.
1820년 매쿼리 총독이 공식적으로 카톨릭 성직자를 임명하기 전까지는 잉글랜드 성공회(국교회)만이 인정받는 종교였다. 매쿼리 총독은 이 외에도 세인트 매튜, 세인트 루크, 세인트 제임스, 세인트 앤드류와 같은 성당 건설도 명령했다. 시드니의 종교단체는 세속 기관과 함께 시드니 역사를 통틀어 여러 교육, 보건, 자선사업에서 큰 역할을 했다.

### 범죄
2019년에는 《인디펜던트》 지가 시드니를 세계에서 5번째로 안전한 도시로 꼽았을 정도로 시드니의 범죄율은 매우 낮다. 하지만 마약 문제가 여전히 나타나는 도시이기도 하다. 메스암페타민(필로폰) 소비가 타 국가에 비해 많은 반면 헤로인 소비는 타 국가에 비해 낮은 편이다. 시드니가 직면한 가장 큰 범죄 관련 문제 중 하나는 2014년 2월 알코올 섭취로 인한 폭력 문제를 막기 위해 재정된 시드니 록아웃법 시행 이후 상황이다. 오전 1시 30분 이후에는 도심의 클럽이나 술집에 손님들이 입장할 수 없으며, 새벽 3시 이후에는 음주가 금지되었다. 록아웃법은 2020년 1월 폐지되었다.

## 문화

### 과학, 예술, 역사

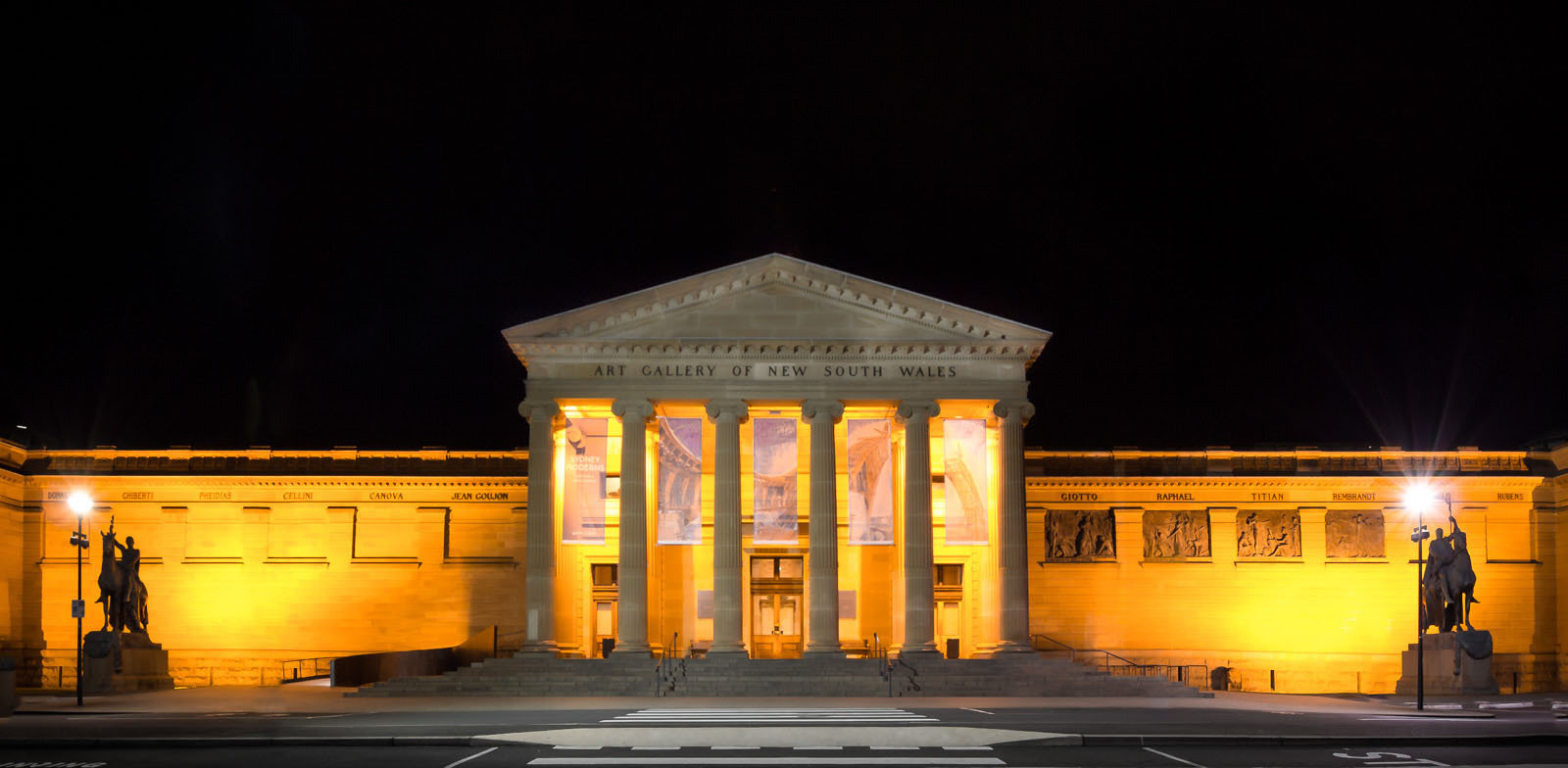
시드니 도메인에 있는 뉴사우스웨일스 주립 미술관은 오스트레일리아에서 4번째로 큰 공립 미술관이다.

쿠링가이 체이스 국립공원은 오스트레일리아 원주민의 유산이 매우 많은 지역으로 1,500점에 달하는 원주민 벽화가 있는데 오스트레일리아에서 가장 많은 원주민 유적군이 있는 카카두 국립공원보다 유적군의 넓이가 더 넓다. 국립공원에 있는 원주민의 유적에는 암각화, 벽화, 매장지, 동굴, 결혼 지역, 출산 지역, 패총 흔적, 도구 제작 장소 등이 있었으며 이 유적군이 형성된 시점은 약 5천년 전의 시점으로 추정된다. 이곳에 산 원주민 부족의 이름은 가리갈족이다. 그 외에도 테레이힐즈나 본디 등 시드니 여러 지역에 암각화 유적군이 존재하지만 훼손을 막고 오스트레일리아 원주민이 여전히 신성한 지역으로 여겨 지키고 있는 곳도 있기 때문에 대중에게 공개되지 않은 유적이 많다.

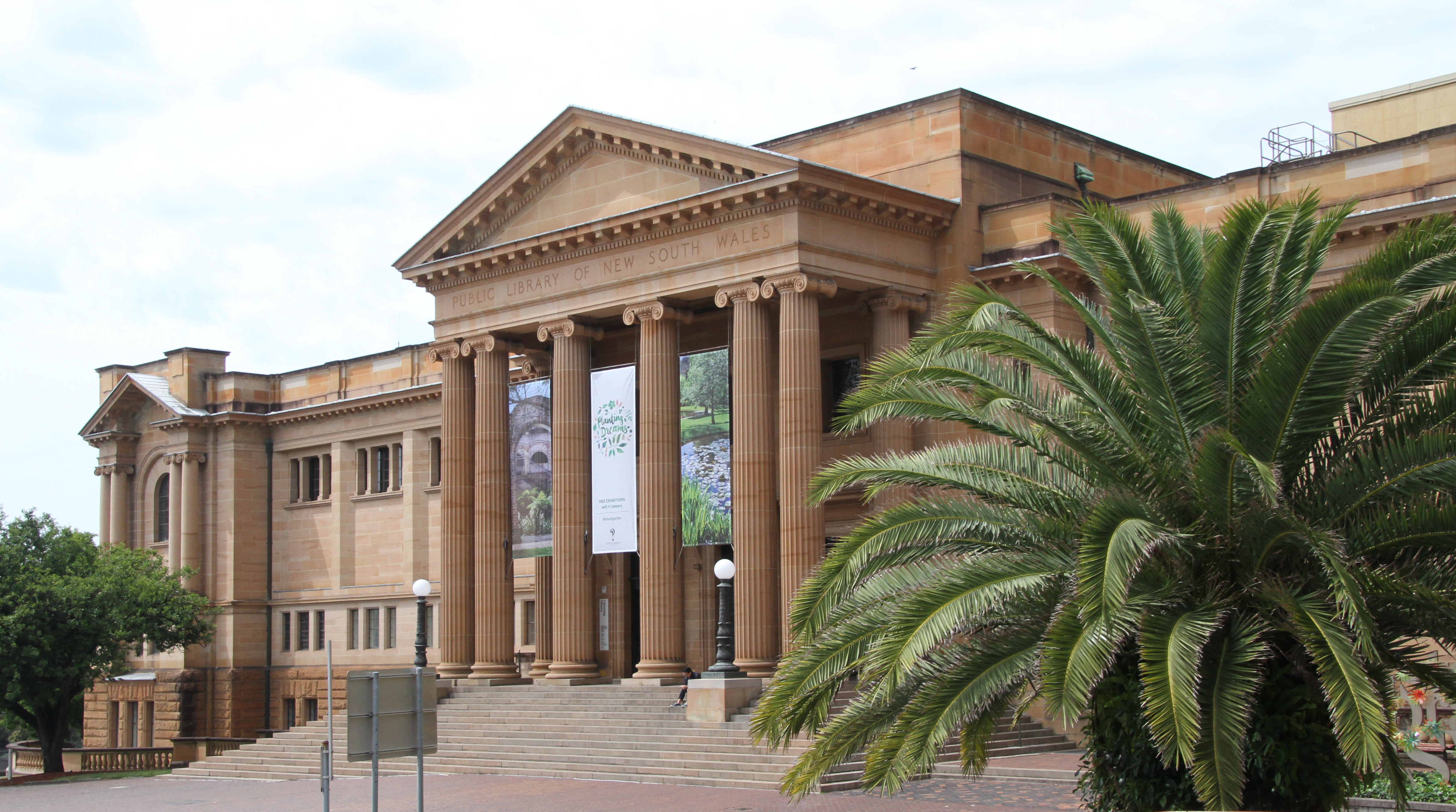
시드니에 있는 뉴사우스웨일스 주립 도서관의 모습.

시드니에 있는 오스트레일리아 박물관은 1827년 식민지의 자연유산을 수집하고 전시하는 목적으로 건설되었다. 현재까지도 오스트레일리아에서 제일 오래된 자연사 박물관으로 존속하고 있다. 1995년에는 구 시드니 정부청사 건물 자리에 시드니 박물관이 개관했다. 시드니 박물관은 시드니 도시의 발전에 관한 이야기를 다루고 있다. 그 외에 시드니에 있는 박물관에는 발전소 박물관과 오스트레일리아 국립 해양 박물관이 있다.
뉴사우스웨일스 주립 도서관은 오스트레일리아에서 제일 오래된 도서관으로, 1826년 오스트레일리아 기부도서관이라는 이름으로 처음 개장했고 현재까지 이어져 있다. 1866년에는 빅토리아 여왕이 뉴사우스웨일스 왕립학회의 설립을 허가했다. 왕립학회는 "과학, 예술, 문학, 철학 연구와 조사를 장려"하는 목적으로 설립되었다. 왕립학회 건물은 달링턴에 있는 시드니 대학교 테라스 하우스에서 시작되었다. 시드니 천문대 건물은 1859년 건설되기 시작하여 1982년까지 천문학과 기상학 연구 시설로 사용되었으며 이후에는 박물관으로 개장했다.
오스트레일리아 현대미술관은 1991년 문을 연 미술관으로 서큘러 키에 있는 아르 데코 양식 건물에 있다. 현대미술관의 전시품은 1940년대 예술가이자 예술품 수집가였던 존 파워의 수집품으로 시드니 대학교에서 관리하고 있다. 시드니의 또 다른 중요한 미술관으로 뉴사우스웨일스 주립 미술관이 있는데 이 미술관에선 매년 초상화 관련 예술품의 상인 아치볼트상을 수상하고 있다. 그 외에 현대미술관이 있는 곳으로 워털루, 서리힐즈, 달링허스트, 패딩턴, 치펀데일, 뉴타운, 울랄라가 있다.

### 엔터테인먼트

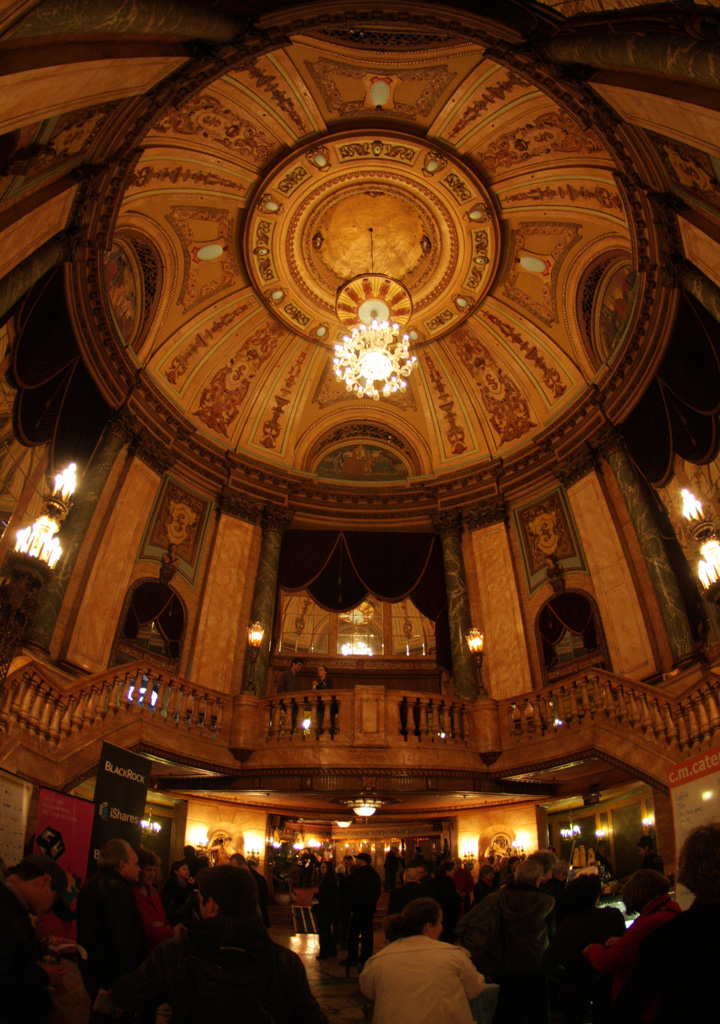
마켓 스트리트에 있는 뉴사우스웨일스 주립 극장은 1929년 개업했다.

시드니 최초의 상업 극장은 1832년 개업했고, 1920년대 후반까지 9개 극장이 추가로 개업했다. 연극 같은 실연 매체는 대공황 시기 영화에게 주도권을 내주었다가 제2차 세계 대전이 지나서야 다시 부흥기를 겪었다. 시드니에 남아 있는 극장으로 뉴사우스웨일스 주립 극장, 로열 극장, 로슬린 패커 극장, 와르프 극장, 캐피톨 극장이 있다. 시드니 시에터 컴퍼니는 지역, 고전, 국제 연극을 꾸준히 실연하는 시드니의 극단이다. 시드니 연극계의 주요 인사로 데이비드 윌리엄슨, 휴고 위빙, 제프리 러시 등이 있다. 그 외 시드니의 유명 극장을 소유한 회사는 뉴 극장, 벨보어, 그리핀 시에터 컴퍼니가 있다. 또한 시드니는 에벤트 시네마가 1913년 그레이터 유니온 브랜드였던 시절 조지 스트리트에 처음으로 세운 극장도 있는 곳으로 에벤트 시네마의 극장은 현재까지 운영되고 있으며 오스트레일리아에서 관객이 가장 많은 영화관 중 하나이기도 하다.
시드니 오페라 하우스는 오페라 오스트레일리아와 시드니 심포니 오케스트라가 있다. 오페라 하우스는 1973년 개장 이래로 10만 회가 넘는 공연을 열었고 1억명 이상의 관람객이 방문했다. 그 외 시드니의 주요 공연장 두 곳으로 시드니 타운 홀과 시티 리사이틀 홀이 있다. 왕립 식물원에 바로 인접해 있는 시드니 음악원 건물은 교육과 2년에 한번씩 열리는 오스트레일리아 음악 시험 위원회 주관 시험을 통해 오스트레일리아의 음악계 공동체에서 활동하고 있다.

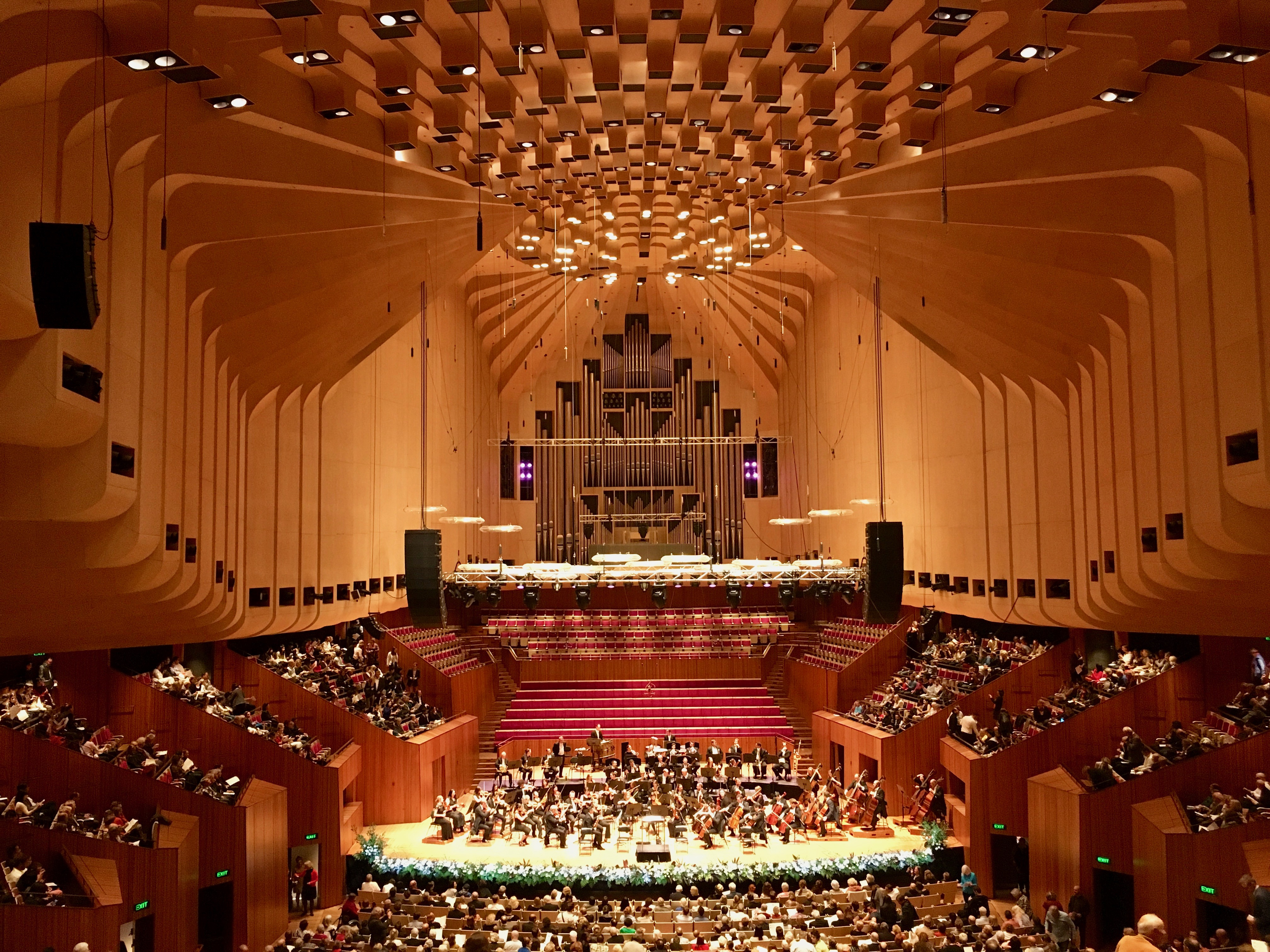
시드니 오페라 하우스에서 음악회를 연 모습.

많은 작가들이 시드니에서 창작했다. 시드니를 방문해서 도시에 대해 논평한 작가도 많다. 이런 작가 중 일부는 서큘러 키에 있는 시드니 작가의 길이라는 관광객 산책로를 통해 기념하고 있다. 시드니는 오스트레일리아에서 최초로 발간한 신문인 《오스트레일리아 가제트》의 본사가 있기도 하다. 시드니 수립 극초기의 생활에 대해 다룬 기록으로 왓슨 켄치가 집필한 《보터니만 이야기》(A Narrative of the Expedition to Botany Bay, 1789년)와 《뉴사우스웨일스 포트잭슨 정착지에 대한 완전한 이야기》(A Complete Account of the Settlement at Port Jackson in New South Wales, 1793년)가 있다. 식민지 수립 초기부터 시드니를 배경으로 한 문학 작품은 도시의 빈민가와 노동계급 공동체의 삶에 대해 다뤘다. 대표적인 작품으로 윌리엄 레인의 《노동자의 파라다이스》(The Working Man's Paradise, 1892년), 크리스티나 스테드의 《시드니의 일곱 빈자》(Seven Poor Men of Sydney, 1934년), 루스 파크의 《남쪽 하프》(The Harp in the South, 1948년) 등이 있다. 오스트레일리아 최초의 여성 소설 작가인 루이자 엣킨슨은 시드니를 배경으로 한 다양한 소설을 집필했다. 엘리자베스 해러와 같은 시드니 태생 현대 작가는 자신이 산 도시를 배경으로 집필하는 경우가 많은데, 해러의 첫 작품인 《도시의 새벽》(Down in the City, 1957년)은 킹스크로스를 배경으로 한다. 그 외에 시드니를 배경으로 한 현대 소설에는 멜리나 매르체터의 《알리브란디를 찾아서》(Looking for Alibrandi, 1992년), 피터 캐리의 《시드니의 30일: 엄청나게 왜곡된 이야기》(30 Days in Sydney: A Wildly Distorted Account, 1999년), 존 맥스웰 쿳시의 《어느 운 나쁜 해의 일기》(Diary of a Bad Year, 2007년), 케이트 그렌빌의 《더 시크릿 리버》(The Secret River, 2010년)이 있다. 매년 4월에서 5월 사이에는 시드니 작가 축제도 열린다.
시드니의 영화 산업의 경우, 1920년대 유성영화가 소개되고 미국 영화가 오스트레일리아 영화에 우위를 점하기 전까진 꽤 많은 촬영과 제작이 이루어졌다. 그러던 중 1970년대에서 80년대 사이 영화 산업계에서 오스트레일리아 뉴 웨이브 운동이 일어나 시드니의 영화 산업이 부흥하고 이 당시 도시에서 여러 영화가 제작되었는데 이 시기 대표적인 영화 감독으로는 브루스 베리스퍼드, 피터 위어, 질리언 암스트롱이 있다. 1998년부터는 시드니에서 폭스 스튜디오 오스트레일리아에서 영화 제작을 시작했다. 이후 시드니에서 촬영한 대표적인 영화로는 《매트릭스》, 《란타나》, 《미션 임파서블 2》, 《물랑 루즈》, 《스타워즈 에피소드 2: 클론의 습격》, 《오스트레일리아》, 《위대한 개츠비》 등이 있다. 또한 시드니에 있는 국립연극예술원에서는 멜 깁슨, 주디 데이비스, 배즈 루어먼, 케이트 블란쳇, 휴고 위빙, 재클린 매켄지 등 수많은 오스트레일리아 출신 배우가 거쳐가며 명성을 얻었다.
시드니에는 1년 내내 여러 축제도 개최된다. 새해 전야에 열리는 시드니 새해 전야제는 오스트레일리아에서 제일 큰 새해 전야 불꽃놀이 축제이다. 시드니 올림픽 공원에서는 매년 시드니 로열 이스터 쇼가 열린다. 또한 오스트레일리아에서 제일 큰 예술 축제인 시드니 페스티벌도 열린다. 걸어다니면서 즐기는 락 축제인 빅 데이 아웃도 시드니에서 시작되었다. 시드니에서 열리는 가장 큰 영화 축제 2개는 시드니 영화제와 트롭페스트가 있다. 또한 미술품 전시, 조명 프로젝션, 음악 등이 어우러진 연례 야외 전시회인 비비드 시드니도 매년 열린다. 2015년에는 시드니가 세계 최고의 패션 수도 15위에 올랐다. 매년 가을마다 오스트레일리아 패션 위크가 열린다. 1979년부터는 매년 2월마다 시드니에서 시드니 마디 그라 축제도 열린다.
시드니의 차이나타운은 1850년대부터 시드니 여기저기 있었다. 그러다 1980년 조지 스트리트에서 캠벨 스트리트로 이전했으며 이후 현재의 딕슨 스트리트로 다시 이동해 자리잡았다. 스탠리 스트리트에는 이탈리아인이 모여 사는 거리인 "리틀 이탈리아"도 있다.
시드니 CBD(달링 하버, 바랑가루, 더락스, 조지스트리트), 옥스포트 스트리트, 서리힐즈, 뉴타운, 패러매타의 앤터테인먼트 중심지에 레스토랑, 바, 나이트클럽에 모여 있다. 2014년에서 2020년 사이에 록아웃 법이 가장 큰 영향을 미치기 전까지는 킹스크로스가 시드니의 흥등가였다. 시드니의 새 카지노인 더 스타는 달링 하버 바로 옆에 있으며, 바랑가루 인근에는 뉴 크라운 시드니 리조트가 있다.

### 미디어

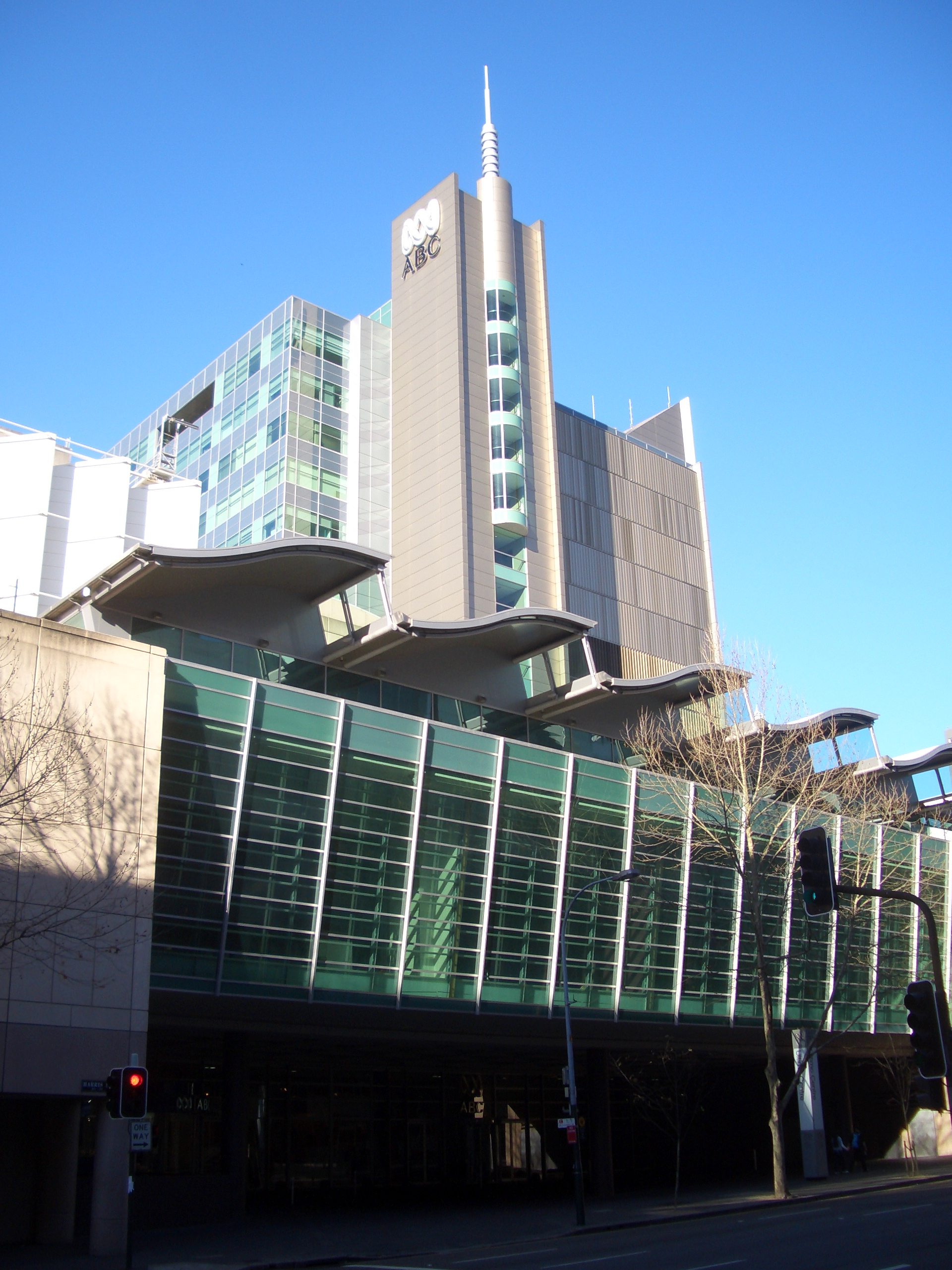
얼티모에 있는 오스트레일리아의 공영 방송국인 ABC 방송국의 본부 모습.

오스트레일리아에서 가장 오래된 신문이자 현재까지 발매되는 신문은 《시드니 모닝 헤럴드》이다. 1831년부터 지금까지 계속 발매되고 있는 일간지이며 현재는 나인 엔터테인먼트 사가 소유중인 긴주판 신문이다. 경쟁 신문에는 1879년부터 인쇄를 시작한 뉴스 코퍼레이션 산하 타블로이드 신문인 《데일리 텔레그래프》이다. 두 신문 모두 각각 《더 선 헤럴드》와 《더 선데이 텔레그래프》라는 이름의 일요 타블로이드지도 발행하고 있다. 오스트레일리아에서 가장 오랫동안 발행한 잡지로는 1880년부터 정기 간행을 시작한 《더 벌테인》이 있다. 이 잡지는 128년간 발행하다 2008년을 마지막으로 폐간했다. 시드니에서 최초로 발행한, 오스트레일리아 최초의 신문은 1803년 발행을 시작해 1842년까지 발행했던 《시드니 가제트》가 있다.
오스트레일리아의 3개 상업 텔레비전 방송국과 2개 공영 방송국이 시드니에 소재한다. 나인 네트워크의 사무실과 뉴스 스튜디오는 노스시드니
에, 네트워크 텐과 세븐 네트워크 본부는 피르몬트에 있으며 세븐 네트워크의 뉴스 스튜디오는 시드니 CBD의 마튼 플레이스에 있다. 또한 ABC는 얼티모에 본부가 있으며 스페셜 브로드캐스팅 서비스(SBS)는 알타몬에 본부가 있다. 2000년 이후부터는 시드니에서 5개 네트워크 회사가 여러 디지털 텔레비전 채널을 운영하고 있다. 시드니 도심 대부분 지역에서 구독식 케이블 텔레비전 채널 서비스를 제공하는 폭스텔은 노스라이드에 소재한다. 시드니 최초의 라디오 방송국은 1920년대 송출을 시작했다. 라디오는 뉴스, 정치, 종교, 스포츠 등지에서 중요한 도구가 되었으며 텔레비전과 인터넷의 등장 이후에도 여전히 살아남았다. 나인 엔터테인먼트 산하이자 오스트레일리아에서 현재까지 방송중인 가장 오래된 라디오 방송국인 2UE는 1925년부터 현재까지 계속 송출중이다. 현재까지 방송중인 경쟁 라디오 방송국에는 2GB, ABC 라디오 시드니, KIIS 106.5, 트리플 M 시드니, 노바 96.9, 2Day FM 등이 있다.

## 스포츠와 야외 활동
시드니 극초기 이주민은 스포츠에 대한 열정은 있었지만 시설과 장비가 부족해 스포츠 플레이에 지장이 많았다. 최초로 조직된 스포츠는 1810년 하이드 파크에서 열린 권투, 레슬링, 경마 경기이다. 경마는 현대까지도 인기가 많으며, 골든 슬리퍼 스테이크 같은 이벤트 경기가 계속 열리고 있다. 최초의 크리켓 클럽은 1826년 결성되었으며, 1830년대에서 1840년대에는 하이드 파크에서 크리켓 경기가 열렸다.. 크리켓은 여름에 인기가 많은 스포츠로, 1878년부터 시드니 크리켓 그라운드에서 큰 경기가 열리고 있다. 셰필드 실드 리그에서 뉴사우스웨일스 크리켓 팀이 활동하고 있으며, 시드니 식서즈와 시드니 선더가 오스트레일리아 1부 리그인 빅 배시 리그에서 경쟁하고 있다.
1865년 처음 시드니에서 경기를 시작한 럭비는 1880년대 들어 도시에서 가장 인기있는 구기종목으로 성장했다. 1907년 열린 뉴사우스웨일스 대 뉴질랜드 럭비 경기에서는 주 인구의 1/10 가까이가 경기를 관전했다. 1908년에는 럭비 유니온에서 럭비 리그가 분리 독립되었다. 슈퍼 럭비 리그에서는 뉴사우스웨일스 와라타스 팀이 활동하고 있으며, 내셔널 럭비 챔피언십에서는 시드니 팀이 활동하고 있다. 국가 대표팀으로는 오스트레일리아 럭비 유니언 국가대표팀이 블래디슬로컵, 더 럭비 챔피언십, 럭비 월드컵과 같은 국제 경기에 출전하고 있다. 또한 시드니에는 내셔널 럭비 리그 참가팀 16개 중 9개 팀의 홈이 있는 곳으로, 캔터베리-뱅크스타운 불독스, 크로눌라-셔터랜드 샤크스, 맨리-워링가 씨 이글스, 펜리스 팬터스, 패러매타 일스, 사우스 시드니 래비토스, 세인트 조지 일라와라 드래곤스, 시드니 루스터스, 웨스트스 타이거스의 홈경기장이 있다. 뉴사우스웨일스 럭비 리그팀은 매년 퀸즐랜드 럭비 리그팀과 스테이트 오브 오리진 시리즈 대항전을 연다.
시드니의 주요 축구팀으로는 A리그 멘과 A리그 위민에 참가하는 시드니 FC와 웨스턴 시드니 원더러스 FC가 있으며, 오스트레일리아 축구 국가대표팀인 '사커루'가 시드니에서 자주 경기를 진행한다. 오스트레일리아의 전통 스포츠인 오스트레일리안 풋볼에서는 오스트레일리안 풋볼 리그와 AFL 위민에 활동하는 시드니 홈팀으로 시드니 스완스와 그레이터웨스턴시드니 자이언츠가 있다. 농구에서는 내셔널 배스킷볼 리그에서 활동하는 시드니 킹스가 있고 우먼즈 내셔널 배스킷볼 리그에서 활동하는 시드니 플레임스가 있다. 야구의 경우에는 오스트레일리아 야구 리그에서 활동하는 시드니 블루삭스가 있다. 하키 원 리그에 활동하는 시드니 홈팀은 NSW 프라이드가 있다. 오스트레일리아 아이스 하키 리그에서는 시드니 베어스와 시드니 아이스 독즈가 활동하고 있다. 오스트레일리아 여성 네트볼 리그에서는 뉴사우스웨일스 시프츠가 활동하고 있다.
시드니의 주요 스포츠 경기장의 모습.
- 스타디움 오스트레일리아
- 시드니 크리켓 그라운드
- 웨스턴 시드니 스타디움
- 시드니 풋볼 스타디움

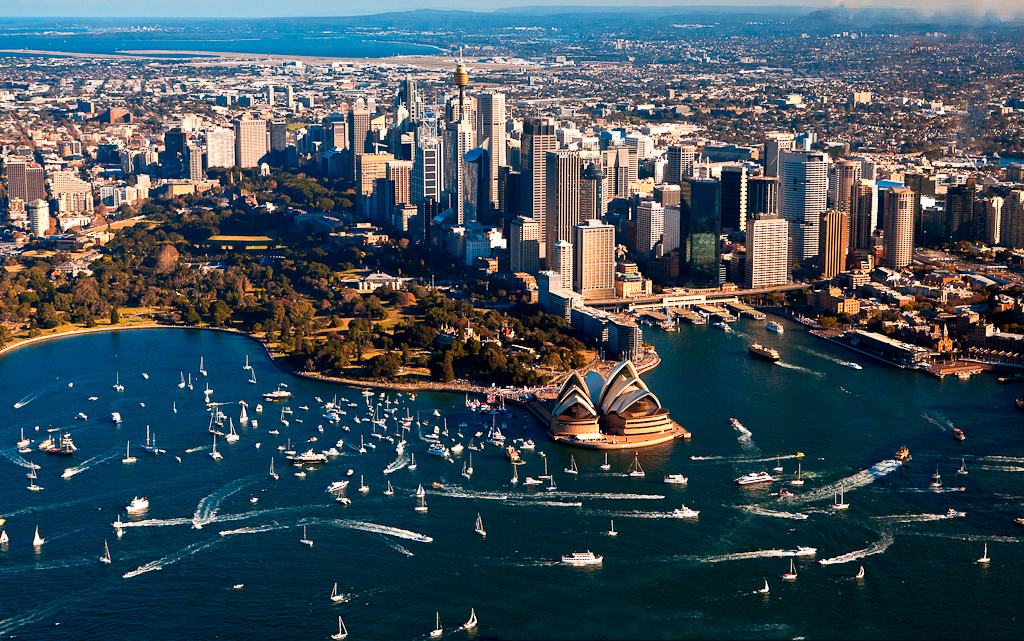
시드니 항구에서 요트를 모는 모습.

여성은 1830년대 울루물루 해안에 별도의 해수욕장이 생겨난 이후에야 처음으로 해수욕을 즐길 수 있었다. 18세기 초에는 불법으로 지정되었던 해수욕이 1900년대 초가 되면 큰 인기를 얻게 되었고 이 때 본다이비치에 최초의 서핑 인명구조대 클럽이 수립되었다. 서핑에 적합한 복장이 무엇인지에 대한 논쟁은 큰 시위로 번지기도 했으며 여성 외에도 남성에게도 큰 영향을 미쳤다. 이후 1971년부터는 매년 시드니 CBD에서 본다이비치까지 17 km를 달리는 경주인 City2Surf가 열리고 있다. 2022년 기준 8만 5천명이 참가하는 세계 최대의 달리기 대회이다.
1827년부터 시드니항에서 요트 경주가 열리기 시작했다. 요트는 1840년대부터 부유층 사이에서 인기를 끌기 시작했고, 1862년 로열 시드니 요트 전대가 설립되었다. 매년 12월 26일 박싱 데이마다 시드니항에서 출발하는 1,170 km 길이의 시드니-호바트 요트 경주가 열린다. 이 경주는 1945년 이래로 세계에서 가장 험난한 요트 경주 중 하나로 꼽힌다. 1998년 경주에서는 선원 6명이 사망하고 115척의 참가팀 중 71팀이 완주에 실패했다.

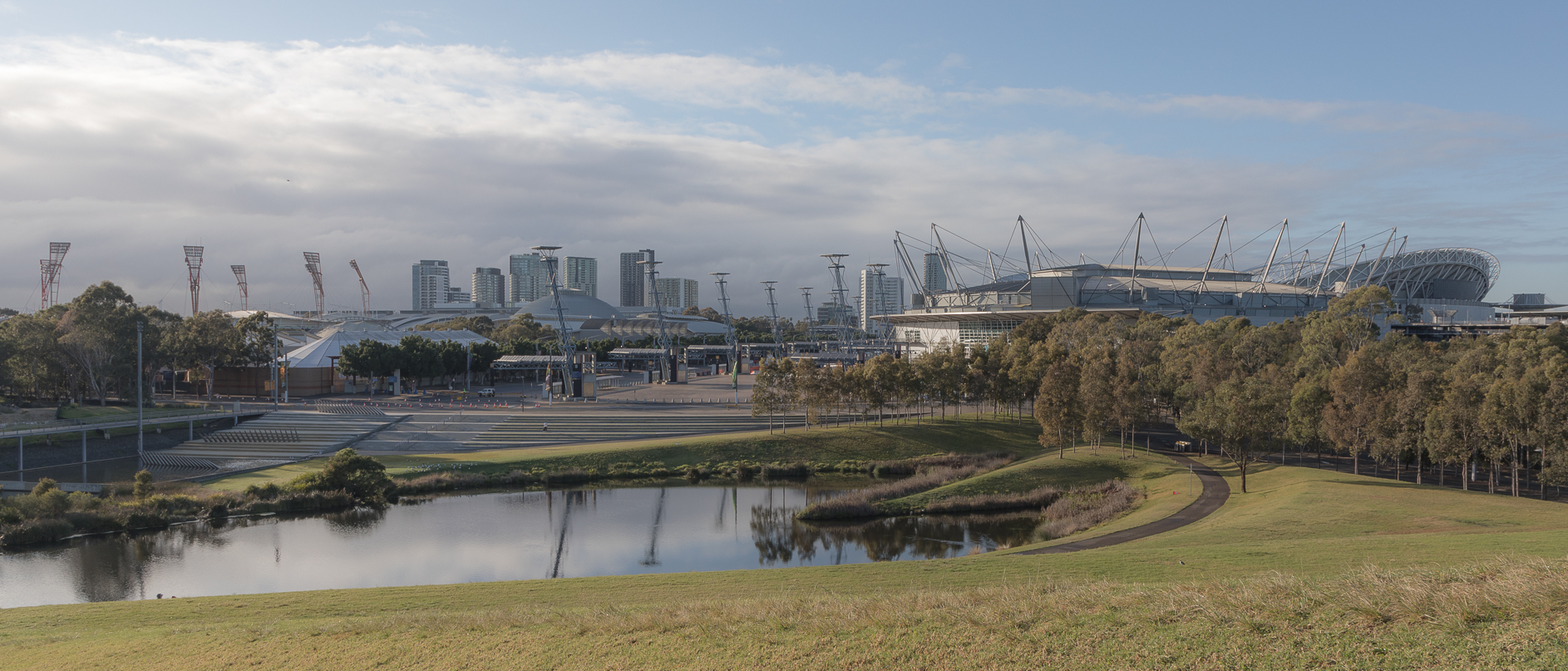
2000년 하계 올림픽을 위해 시드니 올림픽 공원이 건설되었으며, 현재는 여러 스포츠와 레크리에이션을 위한 공간으로 쓰이고 있다.

1893년 로즈배이에서 로열 시드니 골프 클럽이 처음 창단되었으며, 13년 후인 1904년에는 오스트레일리아 골프 오픈 경기가 개최되었다. 1833년에는 랜드위크 경마장이 개장했으며 연중 여러 주요 대회를 개최한다.
시드니는 2000년 하계 올림픽 개최를 준비하면서 여러 중요한 스포츠 인프라가 건설되었다. 시드니 올림픽 공원에는 육상, 수영, 테니스, 하키, 양궁, 야구, 사이클링, 승마, 조정 경기 시설이 구축되었다. 또한 럭비, 축구, 호주식 럭비 경기를 개최할 수 있는 대형 경기장인 스타디움 오스트레일리아도 같이 건설되었다. 1988년 건설된 구 시드니 풋볼 스타디움은 럭비와 축구 경기가 열렸다. 1878년 개장한 시드니 크리켓 그라운드는 크리켓과 호주식 풋볼 경기에 사용되었다.
시드니 인터네셔널 테니스 토너먼트 경기는 매년 멜버른에서 열리는 오스트레일리아 오픈의 평가전식으로 개최된다. 역사상 가장 뛰어난 테니스 선수로 꼽히는 켄 로즈월과 토드 우드브리지가 시드니에서 태어났고 시드니에 살고 있다.
시드니는 1979년, 1985년, 1989년, 1995년, 2007년, 2009년, 2011년 FIBA 오세아니아 선수권 대회를 뉴질랜드와 공동개최했다.

## 행정

### 역사적 행정부

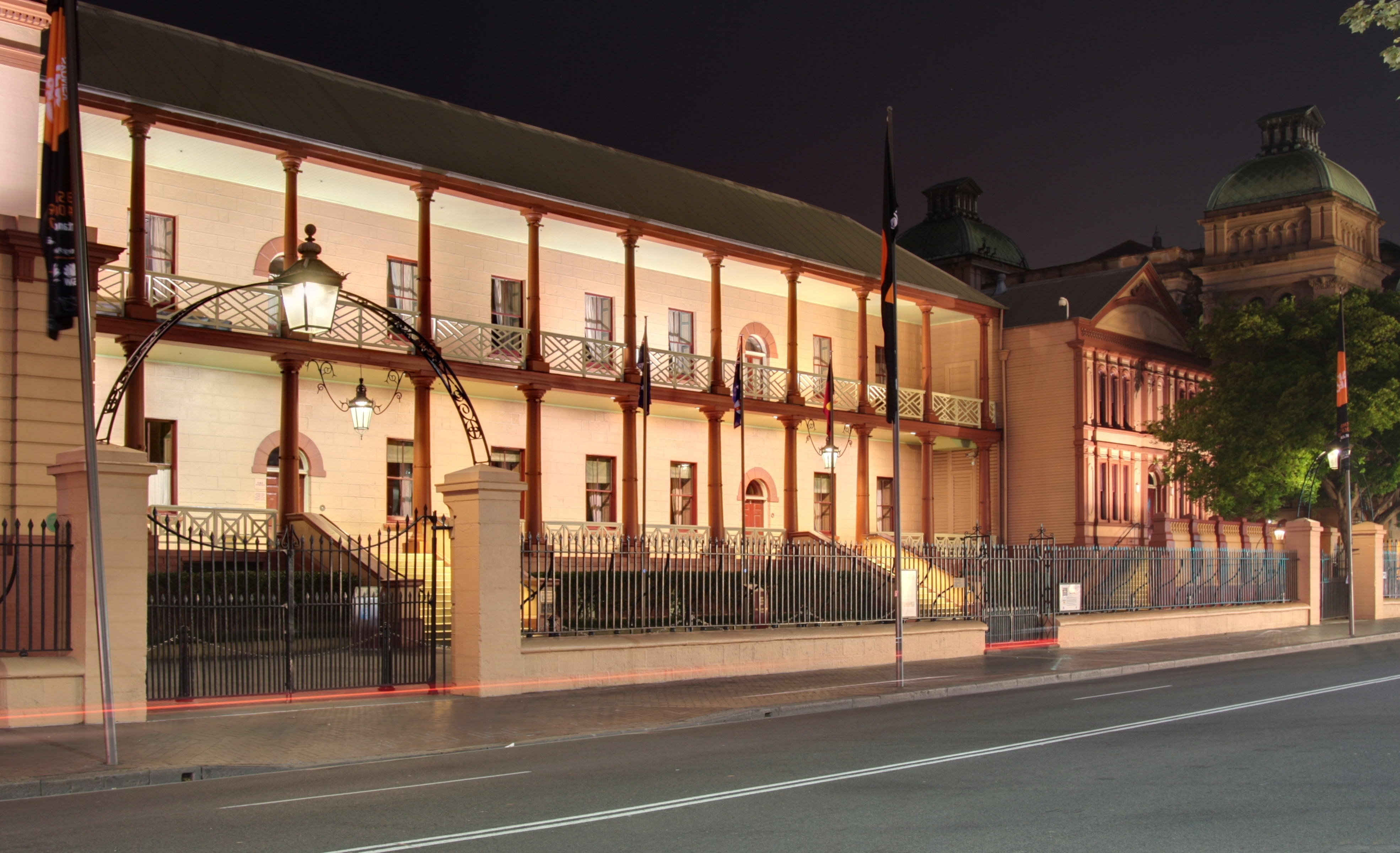
시드니 의회청사엔 뉴사우스웨일스 주정부가 들어와 있으며, 현존하는 오스트레일리아에서 가장 오래된 공공건물이기도 하다.

첫 5명의 총독은 뉴사우스웨일스 식민지의 거의 독재적인 권력을 가지고 있었으며 영국법과 런던의 식민청의 간섭만 받았다. 시드니는 오스트레일리아 대륙의 거의 절반을 통치하는 식민지의 수도로 기능했다. 최초의 의회가 1826년 열렸으며, 1842년 제국의회로 확대되었으며 의회 개혁을 통해 부분적인 선출제 의회로 바뀌었다. 같은 해 시드니 마을이 공식적으로 도시(City)로 지칭되기 시작했고 선출제 시의회도 수립되었다. 하지만 당시 시의회는 길가의 가로등이나 하수도 같은 생활 서비스와 관련된 제한된 권한만 가지고 있었다. 시의회가 입법권을 가진 경계는 약 11.6 km²의 지역으로 현대의 시드니 도심과 울루물루의 신시가지, 서리힐즈, 치펀데일, 피어몬트 정도만 속했다. 시드니가 성장하면서 각 지방의 행정력을 행사하기 위해 지역별로 서로 다른 지방 의회가 수립되었다.
1856년 뉴사우스웨일스는 직접선거로 선출한 의회와 지명직으로 구성된 상원 두 개 의원으로 구성된 양원제 의회를 수립해 책임민주주의를 수행하기 시작했고 두 의회 모두 시드니에 두었다. 1901년 오스트레일리아 식민지가 연방으로 재편되면서 뉴사우스웨일스주의 주도로 시드니가 지정되었고 행정부는 연방, 주, 지방자치단체 3단계로 개편되었다.

### 현재의 행정

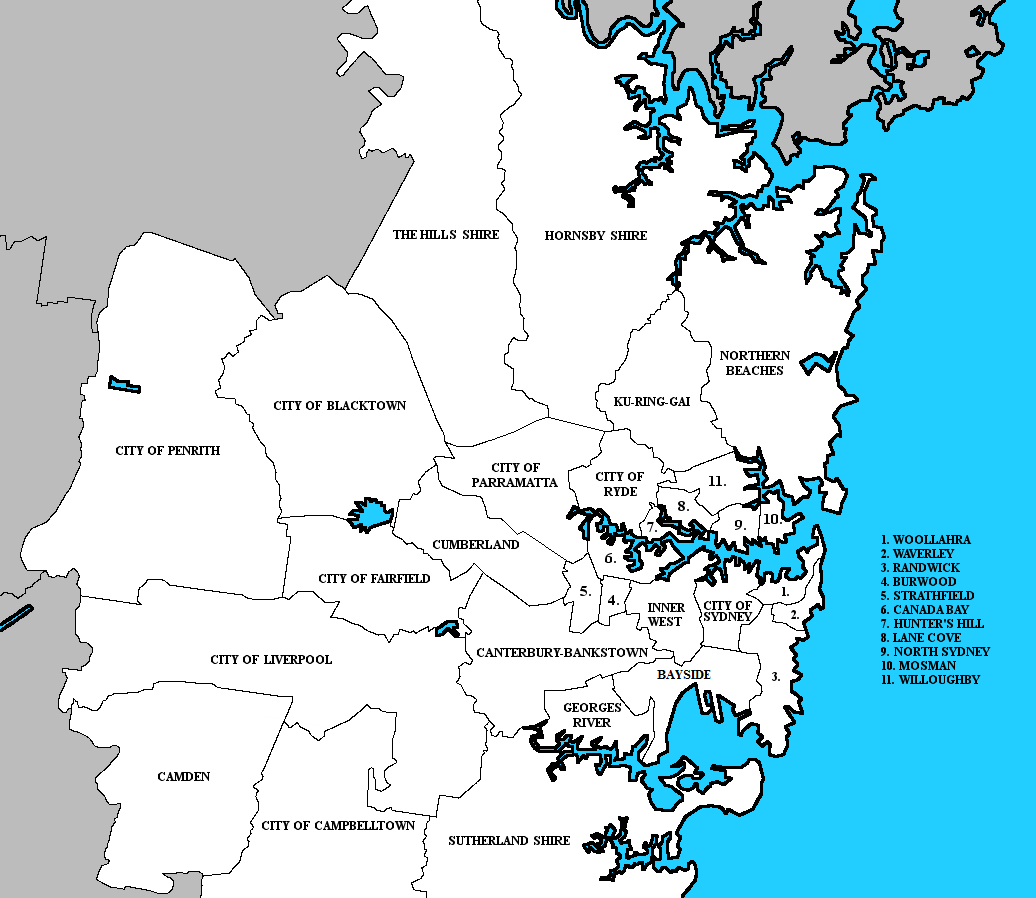
시드니 대도시권의 지방 행정 구역 모습.

오스트레일리아의 다른 도시와 마찬가지로 일반적으로 하나의 단일한 도시라고 생각하는 시드니 대도시권(metropolitan area)은 통계상의 영역으로 설정되어 있는 것이지 그 자체는 자치 단체가 아니며 시드니 전체를 관할하는 단일한 지방 자치 단체가 없다. 각 지방 자치 단체 권역(Local government areas)은 지방 도로, 도서관, 보육, 지역 사회의 서비스와 쓰래기 수거와 같은 일을 맡으며, 뉴사우스웨일스 주정부는 주 도로, 교통 통제, 대중교통, 치안, 교육, 주요 인프라 관리와 같은 일을 맡고 있다. 오스트레일리아 통계 지리 표준이 정의한 '시드니'에 전체 혹은 일부 영역이 포함된 지방 자치 단체는 총 33곳이다. 각 지방 행정 구역은 역사적인 이유로 종종 '시'(City)라고 부른다. 여기서는 영어 정식 명칭 City로 붙이는 행정 구역 단지는 "시"로 번역하고 있지만, City가 아니라 Council, Municipality, Shire 등으로 칭하는 다른 행정 구역도 일반적으로 "시"라는 명칭으로 번역되는 경우가 많다. 시드니 대도시권에 있는 33개 지방 자치 단체 권역은 다음과 같다.
- 베이사이드
- 캔터버리-뱅크스타운
- 블랙타운
- 버우드
- 캔든
- 챔벌타운
- 캐나다베이
- 센트럴코스트
- 컴벌랜드
- 페어필드
- 조지스리버
- 헉스베리
- 더힐즈
- 혼스비
- 헌터즈힐
- 이너웨스트
- 쿠룽가이
- 래인코브
- 리버풀시
- 모스먼
- 노스시드니
- 노던비치
- 패러매타
- 펜리스
- 랜드위크
- 라이드
- 스트라스필드
- 서덜랜드
- 시드니
- 웨벌레이
- 윌러비
- 월런딜리
- 울랄라

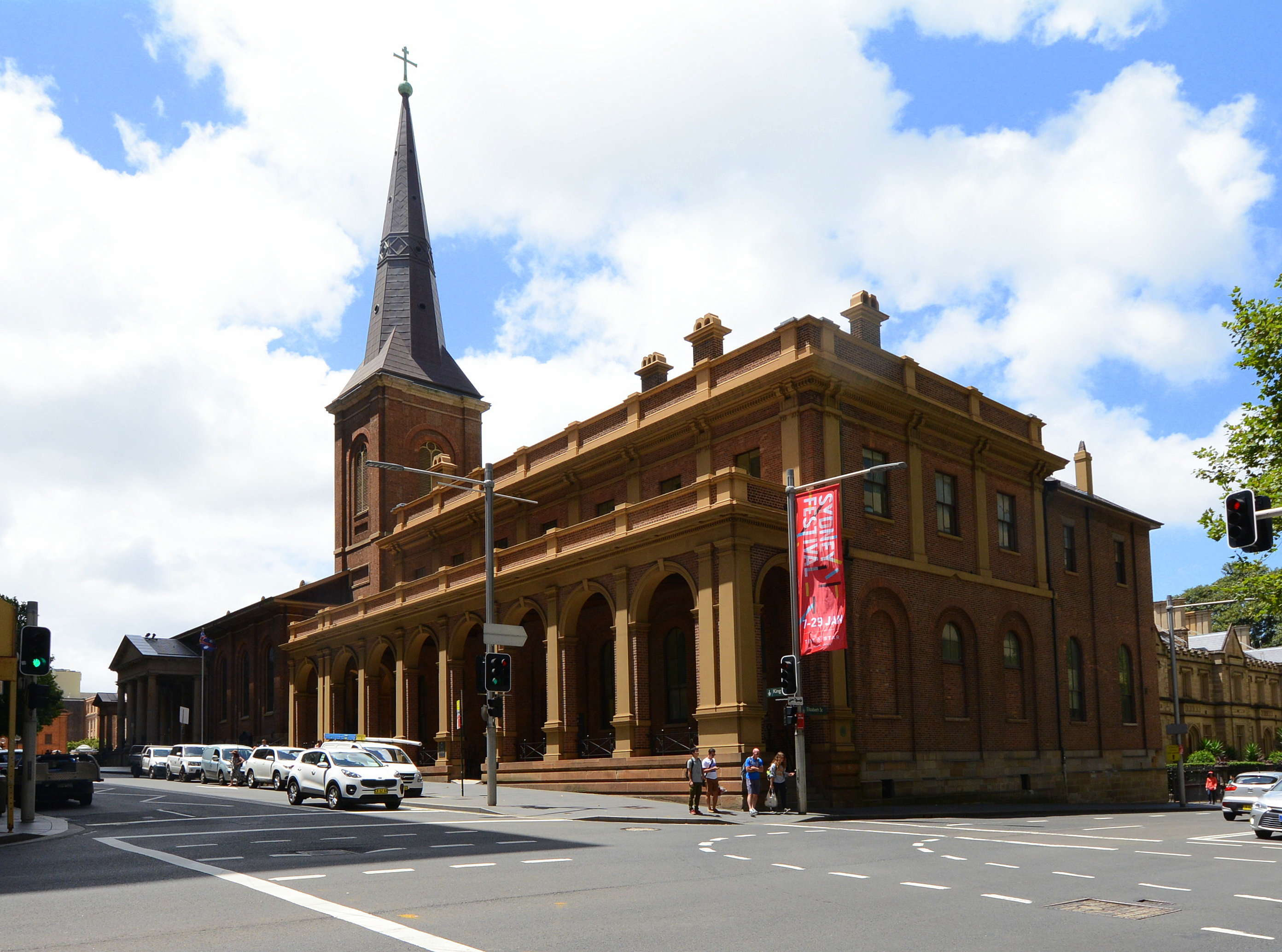
사진에 있는 뉴사우스웨일스주 대법원은 오스트레일리아에서 가장 최초로 설립된 3개 법원 중 하나이다.

시드니엔 오스트레일리아의 총독 공식 공관인 어드미럴티 하우스와 오스트레일리아의 총리의 제2공관인 키리빌리 하우스가 있다. 매쿼리 스트리트에는 양원 의회 건물인 시드니 의사당이 있다. 의사당 건물은 1816년 완공되었으며 처음에는 병원으로 사용했다. 1829년 입법위원회가 건물 북측으로 이사왔고, 1852년에는 병원 기능이 완전히 빠져나가고 완전히 입법부 건물로 사용하기 시작했다. 의회가 커지면서 건물에 몇 가지 개보수가 이뤄졌지만 현재까지도 조지 건축 시기 외관은 그대로 유지하고 있다. 1845년에는 시드니 정부청사 건물이 완공되어 총 25명의 주 총독과 5명의 오스트레일리아 총독의 거처로 사용되었다. 오스트레일리아의 내각도 필요한 경우 시드니 연방의회청사에서 집결했다.
주 대법원에 해당하는 뉴사우스웨일스주 대법원은 시드니의 퀸스 스퀘어에 있다. 그 외에도 수많은 뉴사우스웨일스주 구법원과 뉴사우스웨일스주 지방법원이 시드니에 있다.
과거에는 행정구역을 서로 합병해 대규모로 만들 경우, 합병된 거대 행정 구역 권역의 지방의회가 주정부의 권력에 위협을 끼칠 수 있었기 때문에 시드니의 인구가 많은 지방 정부 권역을 서로 합치는데 주정부가 부정적이었다. 1842년 설립된 시드니시가 이러한 지방 정부 권역 중 하나로 시드니 CBD와 인접한 교외 일부 지역의 행정을 맡고 있다. 지방 정부는 지역 개발을 촉진하고 지역 내 서비스(쓰래기 수거 및 재활용, 도서관, 공원, 스포츠 시설)을 제공하며 주민의 이익을 대변하고 홍보하며 지역 사회를 대상으로 하는 시민조직을 지원하고 상업, 관광, 산업을 위한 인프라를 유치하고 제공하는 역할을 한다. 시드니시는 선거로 선출된 의회와 시드니 시장경이 이끌고 있다.
연방정부 차원에서는 처음에 시드니가 오스트레일리아의 수도 후보 중 하나로 꼽혔으나, 결국 신도시인 캔버라가 오스트레일리아의 수도가 되었다. 총 7명의 오스트레일리아 총리가 시드니에서 태어났으며, 이 총리에는 초대 총리인 에드먼드 바턴과 현 총리인 앤서니 앨버니지도 포함된다.
필수적인 공공 응급구조 서비스는 주정부가 제공하고 관리한다. 시드니 대도시권에서 활동하는 응급 기관은 다음과 같다.
- 뉴사우스웨일스주 경찰
- 뉴사우스웨일스주 앰불런스
- 뉴사우스웨일스주 소방구조대

## 인프라

### 교육

1850년에 설립된 시드니 대학교의 전경.

시드니에서 교육은 1870년대 공립학교가 처음 건설되기 시작하고 학교교육이 의무화되면서 시드니 식민지의 주요 과제 중 하나가 되었다. 2011년까지 시드니의 노동 가능 연령 시민의 90%가 학교교육을 수료했으며 57%가 모든 교육을 마쳤다. 2011년 기준 1,390,703명이 교육기관에서 교육을 받고 있으며 이 중 45.1%가 등교하고 있고 16.5%는 대학에서 교육받고 있다. 학부 혹은 대학원에서 교육받고 있는 사람은 시드니 대도시권 인구의 22.5%, 시드니시 인구의 40.2%에 달한다. 학과별로 구분하면 22.8%가 상과, 13.4%가 공학, 사회문화학부가 10.8%, 보건 부분이 7.8%, 교육학이 6.6%이다.

시드니 공과대학교의 전경.

시드니에는 시드니 대학교, 뉴사우스웨일스 대학교, 시드니 공과대학교, 매쿼리 대학교, 웨스턴시드니 대학교, 오스트레일리아 가톨릭 대학교 총 6개 공립 대학교가 있다. 또한 노트르담 오스트레일리아 대학교, 센트럴 퀸즐랜드 대학교, 빅토리아 대학교, 울런공 대학교, 뉴캐슬 대학교 5개 공립 대학교가 시드니에 국내 및 유학생을 위한 시드니 캠퍼스를 운영하고 있다. 찰스 스터트 대학교, 서든크로스 대학교 2개 공립 대학교는 시드니에 유학생 전용 캠퍼스를 갖추고 있다. 또한 선샤인코스트 대학교, 라 트로브 대학교, 연방 대학교, 찰스 다윈 대학교 4개 공립 대학교는 타사 교육 제공업체를 통해 시드니에서 위탁교육을 진행하고 있다. 시드니 거주민의 5.2%가 대학에 다니고 있다. 세계 대학 순위를 통해 따질 경우, 뉴사우스웨일스 대학교와 시드니 대학교는 세계 50위권 안에 드는 대학교이며, 시드니 공과대학교는 세계 133위, 매쿼리 대학교는 세계 237위, 웨스트시드니 대학교는 세계 474위에 등재되었다. 시드니에는 여러 공립, 사립, 종교단체 산하 학교가 있다. 시드니 거주민의 7.8%가 초등학교에 재학중이고 6.4%가 중학교에 재학중이다. 시드니의 초중고교는 뉴사우스웨일스주 교육부가 관리하고 있으며 총 935개 공립 유치원, 초등학교, 중학교가 있다. 뉴사우스웨일스주에 있는 17개 특목학교(selective secondary schools) 중 14개가 시드니에 소재해 있다.
시드니의 공립 직업교육과 직업훈련은 뉴사우스웨일스주 TAFE가 맡아 담당하며, 1878년 시드니 기술대학의 개교와 함께 시작되었다. 당시에는 기계도면, 응용수학, 증기기관, 간단한 수술, 영어 문법 등 다양한 분야의 교육과정을 제공했다. 기술대학은 1992년 시드니 연구소로 변했으며 현재 시드니 대도시권의 자매 TAFE 시설인 노던시드니 연구소, 웨스턴시드니 연구소, 사우스시드니 연구소와 함께 운영하고 있다. 2011년 인구 조사 기준 시드니 시민의 2.4%가 TAFE 과정에 등록했다.

### 보건

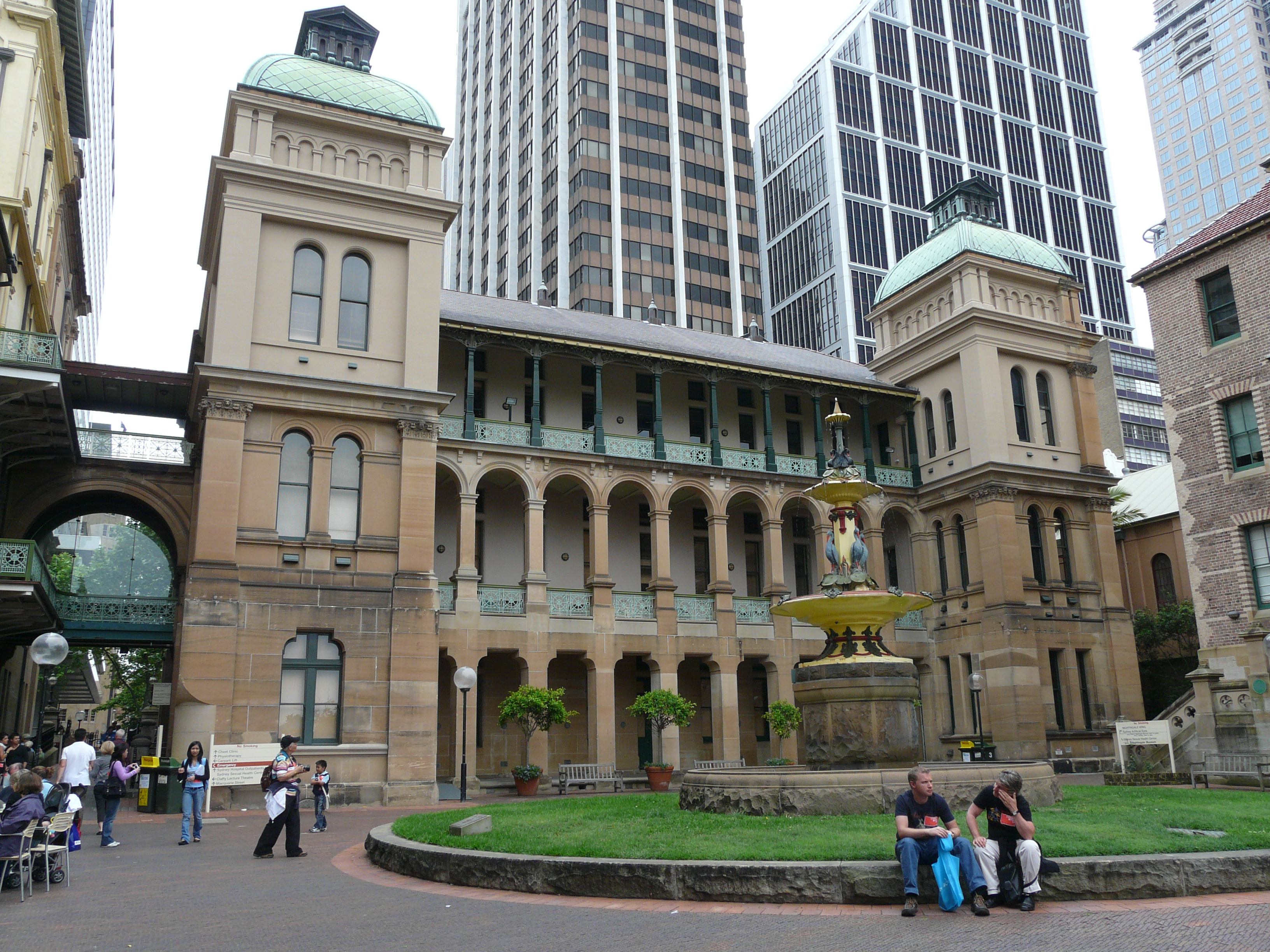
1816년에 완공된 시드니 병원의 전경.

시드니 식민지 최초의 병원은 더 락스에 있는 천막으로 지어진 병원이다. 영국에서 시드니까지 오는 동안 살아남은 수많은 죄수들은 이질, 장티푸스, 천연두, 괴혈병 등으로 계속 고통받았다. 1790년대 온 제2선단에서 조립식 병원이 함께 도착했고 패러매타, 윈저, 리버풀에 새 병원이 건설되기 시작했지만 그럼에도 의료시설이 매우 부족했다.
매쿼리 총독이 처음으로 병원 건설을 지시하여 1816년에는 시드니 최초의 병원인 시드니 병원이 완공되었다. 시드니 병원 시설 일부는 의사당으로 사용하면서 용도가 바뀌었지만 병원 자체는 현재까지도 계속 운영하고 있다. 1895년에는 구급차 호송 서비스가 시작되면서 응급 의료 수요도 급증했다. 시드니 병원에는 1868년 플로렌스 나이팅게일의 도움으로 설립된 오스트레일리아 최초의 간호사 교육 시설인 '나이팅게일 윙'도 있었다.
1900년대 초 의료서비스가 국민의 권리로 인정받게 되었고, 시드니 내의 공립병원은 뉴사우스웨일스주 정부가 관리감독하고 있다. 시드니 전역의 의료 행정은 8개 지방보건지구로 나눠 처리하고 있는데, 각각의 보건지구는 센트럴코스트, 일라와라숄헤이븐, 시드니, 네핀블루마운틴즈, 노던시드니, 사우스이스턴시드니, 사우스웨스턴시드니, 웨스턴시드니로 나뉜다. 1852년에는 프린스오브웨일스 병원이 세워졌고 19세기 말 개원하는 수십개의 대형 병원 중 가장 먼저 개원한 병원이다. 이후로 1857년 세인트빈센트 병원, 1880년 웨스트미드 아동병원, 1881년 프린스헨리 병원, 1882년 로열프린스알프레드 병원, 1885년 로열노스쇼어 병원, 1894년 세인트조지 병원, 1895년 네핀 병원이 차례로 개원했다. 가장 마지막으로 개원한 대형 공립병원은 1978년 개원한 웨스트미드 병원이다.

### 교통

#### 도로

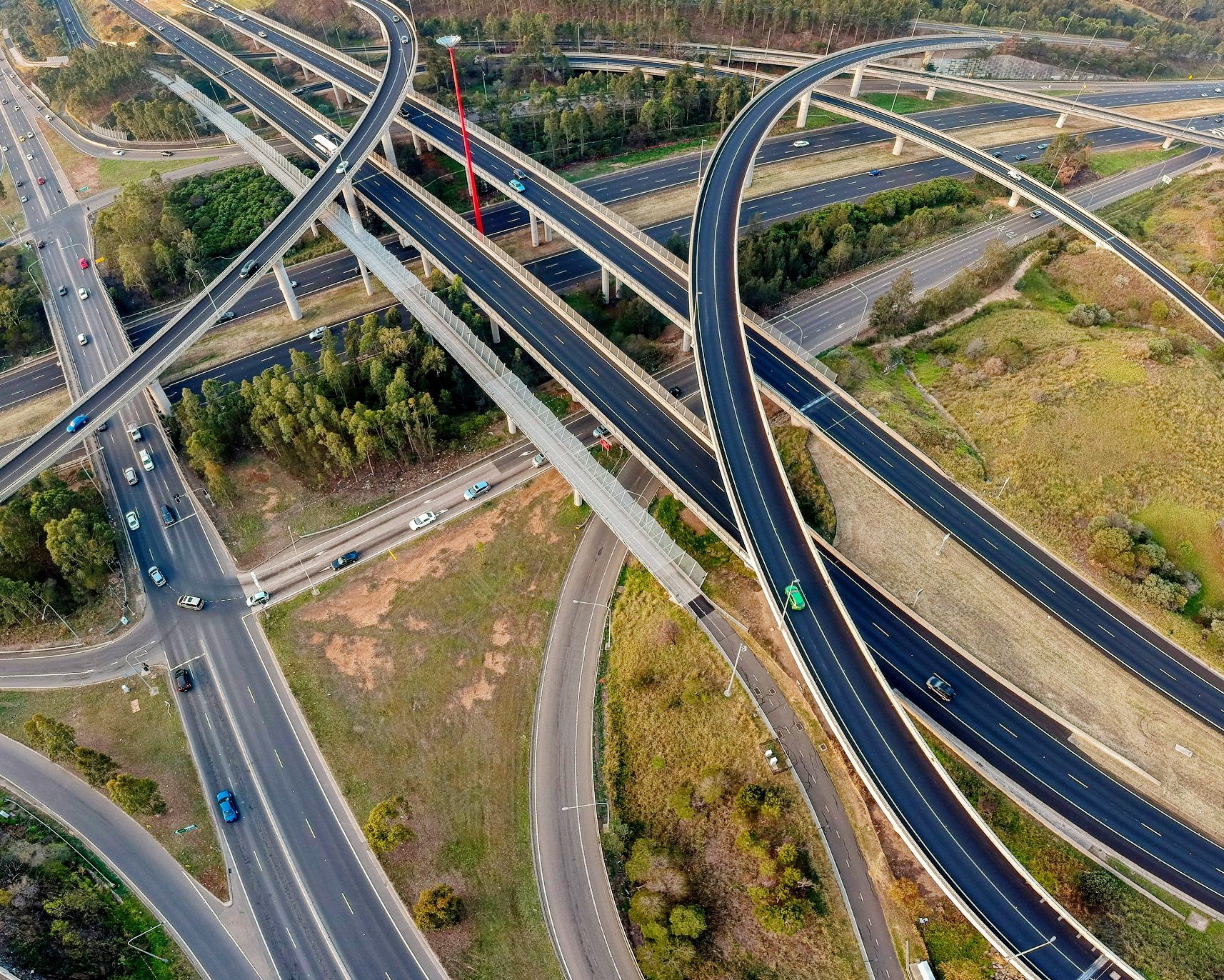
오스트레일리아에서 제일 큰 분기점인 라이트홀스 분기점의 모습.

제2차 세계 대전 이후 시드니의 도시 개발 방향을 결정지은 가장 큰 요소가 바로 자가용이다. 도시 외곽 교외 지역의 저밀도 주택단지가 개발되면서 수십만 가구에게 자동차가 필요해졌다. 자동차를 통한 이동 비율은 1947년 13%에서 1960년 50%, 1971년에는 70%로 증가했다. 시드니에서 가장 중요한 도로로는 110 km 길이의 시드니 순환도로를 포함한 9개의 메트로드이다. 하지만 시드니의 높은 자동차 의존도와 광대한 도로망이 대중교통과 고밀도 주택 지지자들에게는 큰 비판거리가 되었다. 시드니 외곽에 있는 라이트홀스 분기점은 남반구에서 제일 큰 도로 분기점이다.
피크 시간대에는 시드니에서 도로를 달리는 차량 대수가 35만대를 넘으며 심각한 도로 정체를 불어일으킨다. 시드니 가구의 84.9%가 자동차를 소유하고 있으며 46.5%가 2대 이상의 차량을 소유하고 있다. 시드니의 높은 자동차 의존도는 계속 문제되고 있는데 시드니 시민이 통근할 때 사용하는 교통수단으로 차량이 58.4%, 열차가 9.1%, 버스가 5.2%, 도보가 4.1%이다. 이와는 반대로 시드니시만 따질 경우 통근자의 25.2%만 자가용을 사용하며 15.8%가 열차, 13.3%가 버스, 25.3%가 도보로 통근한다. 오스트레일리아의 주도만 따질 경우 시드니 통근자의 대중교통 이용률은 26.3%로 주도들 중에서는 제일 높은 편이다. CBD에는 건물들 사이를 차량으로 다니며 접근할 수 있는, 또한 건물 사이를 도보로 이동할 수 있는 여러 골목길 망이 갖춰져 있다.

#### 버스
시드니의 버스는 뉴사우스웨일스 교통부와 계약을 맺은 여러 민간 사업자가 운영하고 있다. 버스 운임 지불에는 오팔 카드라고 부르는 통합 티켓을 사용한다. 1년에 버스 승하차량은 총 2억 2,500만 회 이상 기록되었다. 자정에서 오전 5시 사이에는 나이트라이드라는 이름의 심야버스가 돌아다니며 새벽 시간대 철도 대신 버스가 대중교통 수요를 감당한다.

#### 노면전차와 경전철

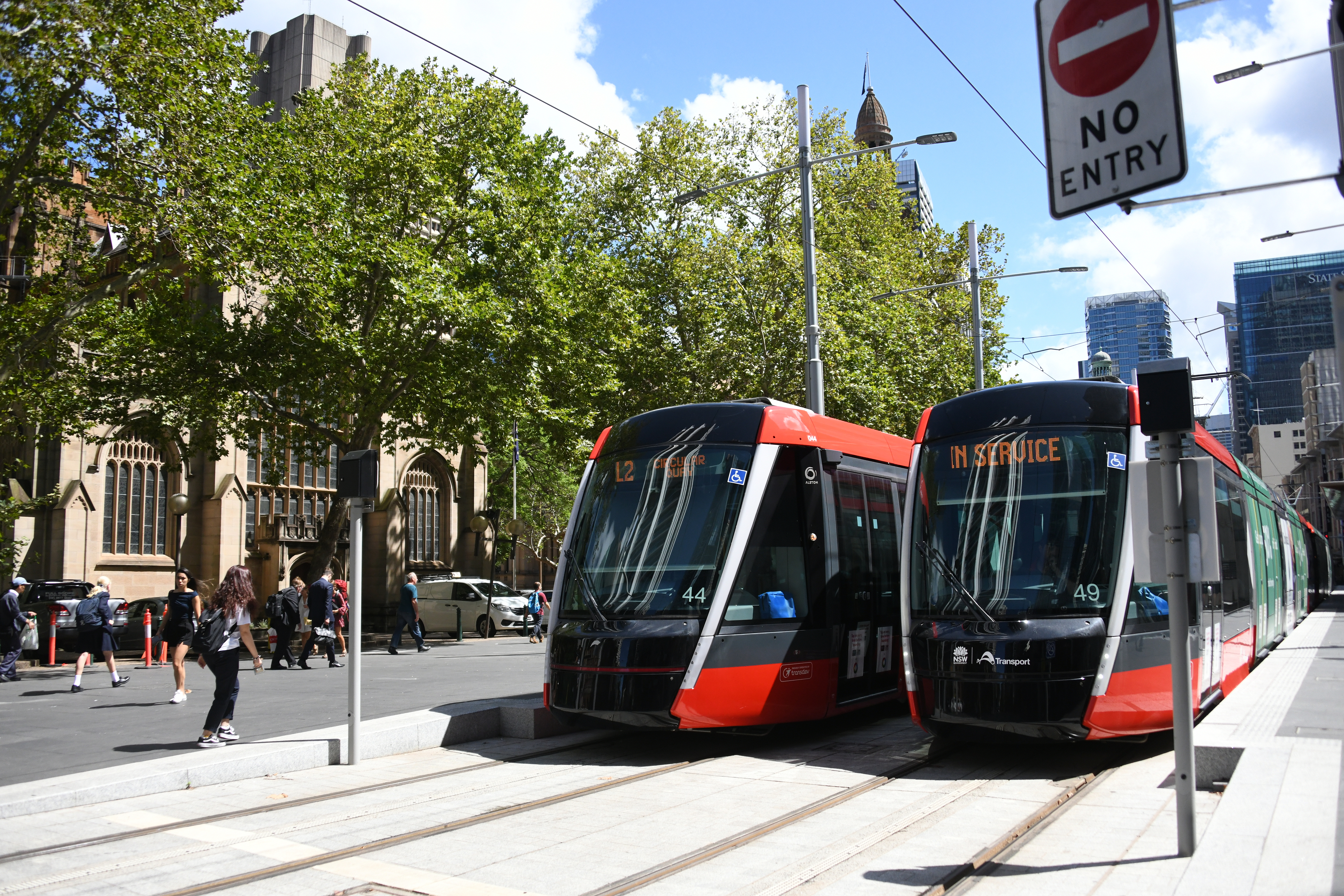
CBD & 사우스 이스트 라이트 레일 노선(L2, L3)은 시드니 CBD와 동남부 교외지역을 잇는다.

시드니는 한때 런던에 이어 대영제국에서 두번째로 거대한 노면전차 체계를 갖추고 있었다. 운영한 노면전차 노선의 총연장은 291 km이다. 하지만 내연기관의 등장으로 노면전차보다 버스가 더 유연성을 가지게 되면서 노면전차가 밀리기 시작했고 1961년을 끝으로 노면전차의 운행이 완전히 종료되었다. 1930년부터 시드니 전역에 연간 9천만명의 승객을 태우는 612대 버스가 있었다.
1997년 센트럴 역과 원트워스 공원을 잇는 이너 웨스트 라이트 레일이 개통되었다. 2000년에는 릴리필드로, 2014년에는 덜리치힐로 연장되었다. 이 노선은 이너 웨스트와 달링하버를 시드니 센트럴 역을 중심으로 서로 이어주었으며 2016-2017년 회계년도 기준 910만명이 이용했다. 2019년 12월에는 CBD와 동남부 교외지역을 잇는 12 km 길이의 노선인 CBD & 사우스 이스트 라이트 레일이 부분 개통했고 2020년 4월에는 완전 개통했다. 또한 웨스턴시드니를 운행하는 패러매타 라이트 레일도 2023년 개통 예정으로 건설하고 있다.

#### 철도

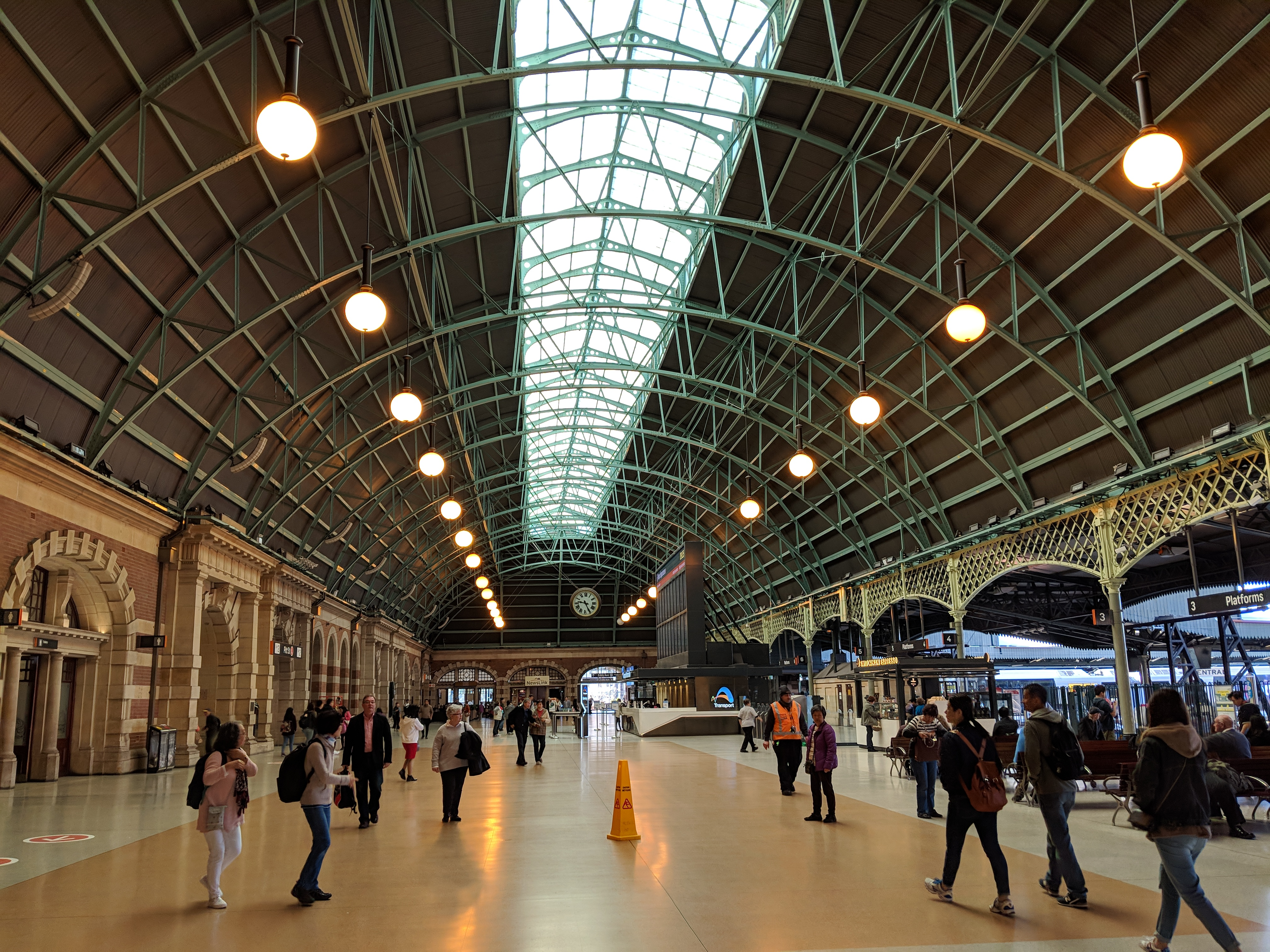
시드니 센트럴 역은 다양한 형태의 대중교통이 한데 모이는 중심지이다.

1906년 개업한 시드니 센트럴 역은 뉴사우스웨일스주에서 가장 크고 이용객이 많은 역이며, 시드니 철도의 중심역 중 하나이다. 시드니 교외 지역을 다니는 철도로 시드니 트레인스가 있다.이 선로들이 모여 뉴사우스웨일스 철도망을 구성한다. 시드니에 총 175개 철도역이 있으며 2017-2018년 한 해 동안 3억 5,900만명이 철도를 이용했다. 시드니 철도는 1854년 처음 건설되어 도심과 교외, 그 너머 뉴사우스웨일스주 다른 도시까지 이으며 화물과 여객을 나르는 서비스로 발전했다. 중심역으로 CBD 남부에 있는 센트럴 역이 있다. 1850년대와 1860년대는 철도가 현대 시드니의 외곽 교외 지역까지 뻗어나갔다.
2019년 5월에는 교외 통근망과 분리된 별도의 지하철 체계인 시드니 메트로가 개통했으며 2024년에는 도심과 서남부로, 2030년에는 이너 웨스트에서 패러매타를 잇는 거대한 지하철망으로 발전할 계획이다. 현재는 총 13개 역을 운영하고 있다. 2026년에는 그레이터웨스턴시드니로 연장할 계획을 가지고 있으며 현재 건설 예정인 국제공항인 웨스턴 시드니 공항까지 잇는 노선으로 계획되고 있다.

#### 페리
1932년 시드니 하버 브리지가 개통되던 시점의 시드니 시드니 페리 회사가 운영한 페리 사업은 세계에서 가장 큰 규모였다. 1945년에는 3,700만명의 승객이 이용했으나 1963년 1,100만명으로 감소하다가 다시 원 승객으로 복구되고 있다. 시드니 페리의 중심항은 서큘러 키 페리 선착장이며 맨리에서 패러매타까지 뻗는 거대한 페리 항로가 구축되어 있다.

#### 해운
시드니의 주요 해운 항구는 보타니 항으로 시드니 항을 넘어서 오스트레일리아에서 가장 큰 항구이다. 그 외에 시드니의 유람선 터미널로 시드니 코브에 해외 승객 터미널이, 화이트배이에 화이트배이 크루즈 터미널이 있다.

#### 항공

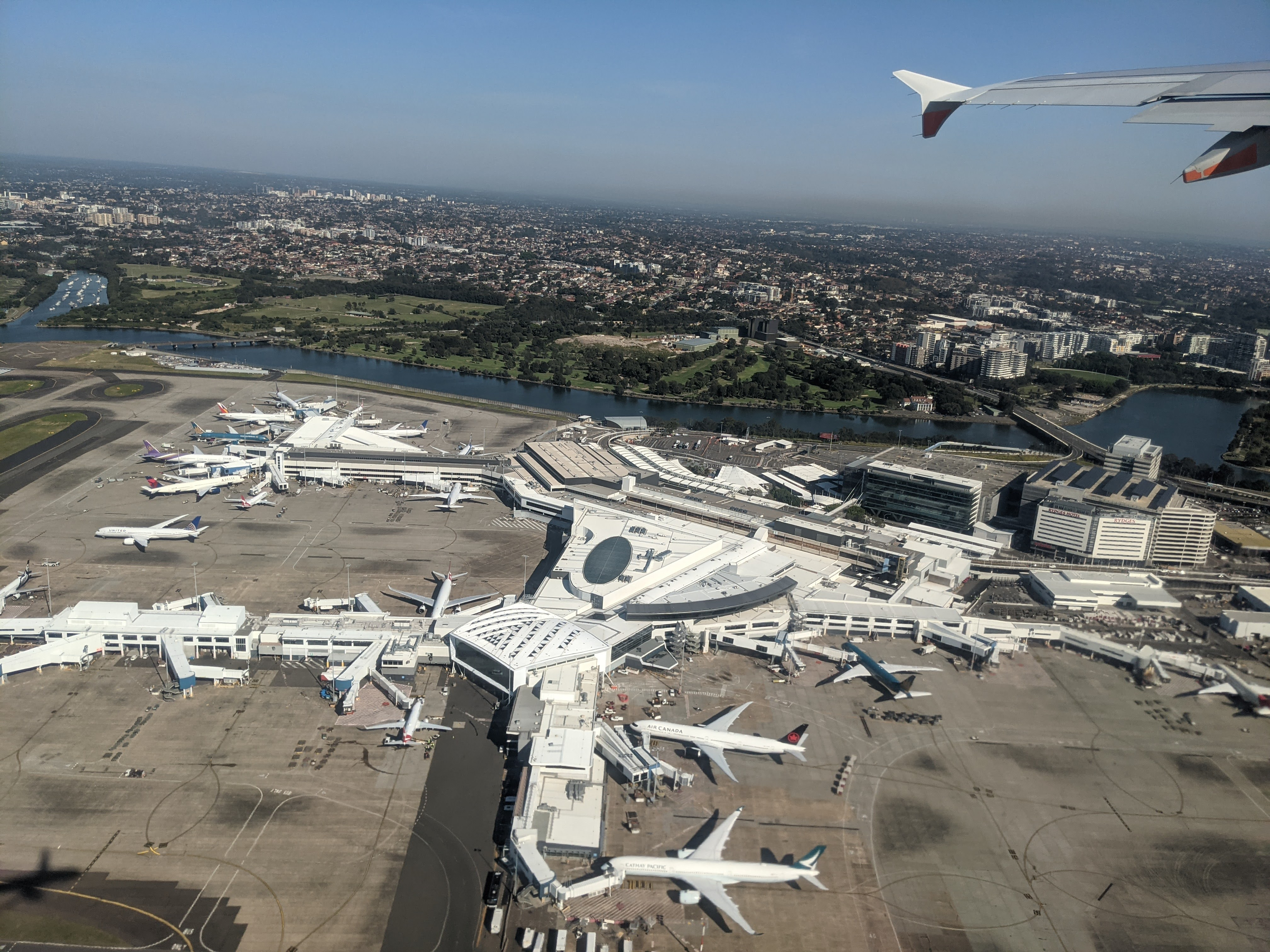
시드니 국제공항 제1터미널의 모습.

시드니 국제공항, 정식 명칭 킹스포드 스미스 국제공항)은 시드니 남부 마스코트에 있으며 활주로 중 2개가 보터니만으로 뻗어 있다. 총 46개 국제선 노선과 23개 국내선 노선을 운영하고 있다. 오스트레일리아에서 방문객이 가장 많은 공항이며 2013년 기준 3,790만명의 승객이 방문했으며, 2011년 기준 53만 톤의 화물이 운송되었다. 2016년에는 뱃저리스 크릭에 25억 달러의 건설비로 새로운 공항인 웨스턴 시드니 공항을 건설하기로 결정했다. 시드니에서 두 번째로 큰 공항인 뱅크스타운 공항은 일반 항공과 전세편, 일부 정기 화물항공편을 운영하고 있다. 뱅크스타운 공항은 항공기 이동 횟수 기준으로는 오스트레일리아에서 네 번째로 많은 공항이다.

### 환경 문제와 공해 감축

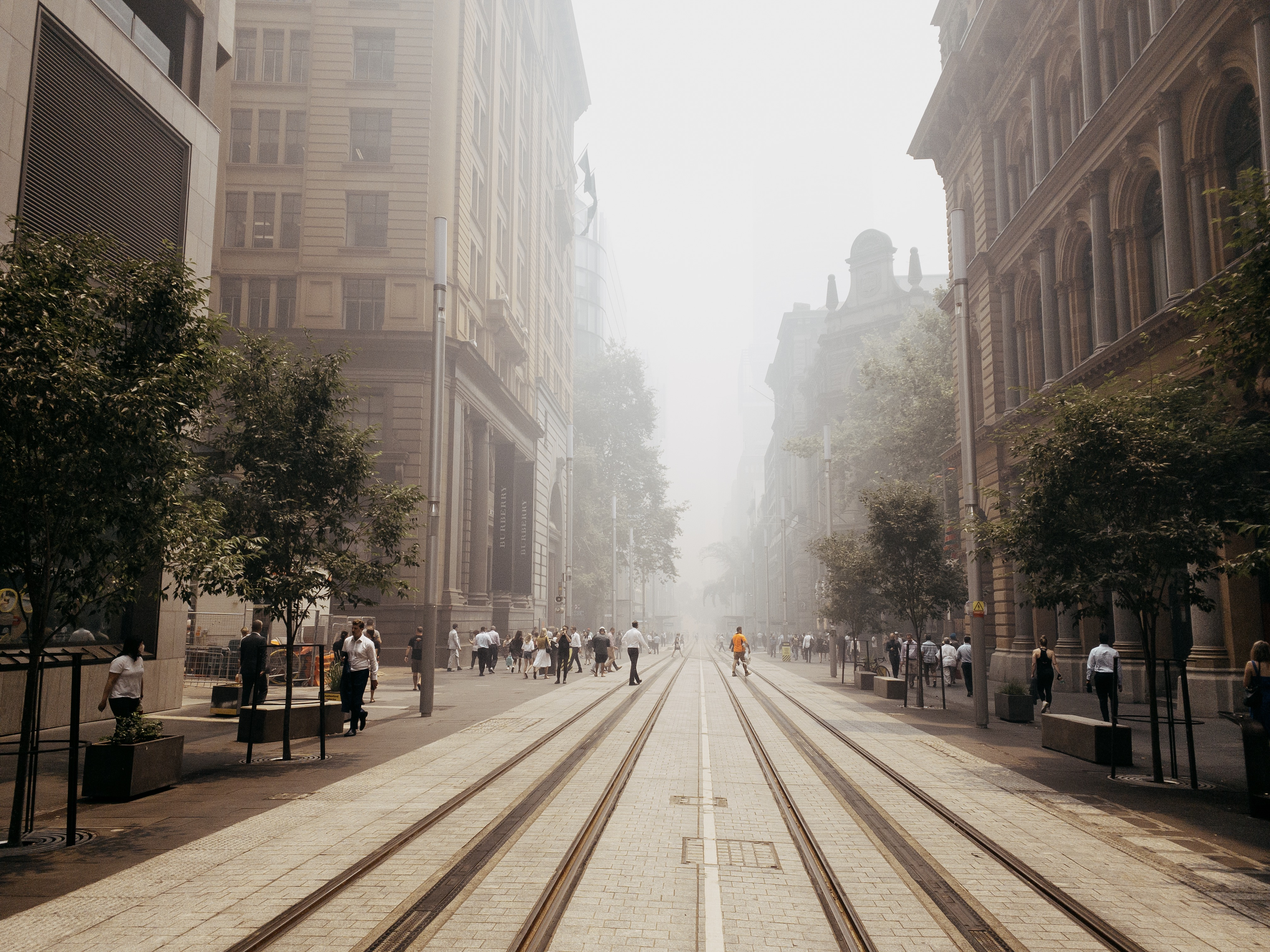
2019년 12월 오스트레일리아 들불로 발생한 연기가 시드니 시내의 조지 스트리트에서도 뿌옇게 퍼진 모습.

기후 변화와 온실 기체 배출 및 오염이 오스트레일리아의 주요 문제로 떠오르면서 시드니는 과거부터 오염 감축, 배출량 감소 및 수질 유지에 관한 노력이 부족하다는 비판을 받아왔다. 1995년부터 시드니 대도시권의 대기 오염 분석에 상당한 발전이 이뤄졌다. 분석 개발 이후 수도권 대기질 개선 계획(MAQS)가 발표되어 시드니의 대기오염 원인에 대한 더 넓은 이해를 바탕으로 적절한 대응을 시작할 수 있게 되었다. 2019~2020년 오스트레일리아 밀림 산불 시기에는 산불이 시드니 외곽 지역에 큰 영향을 미쳤고 이 때문에 시드니 대도시권의 공기 질이 크게 저하되어 2019년 12월 내내 자욱한 안개 같은 산불 연기가 시드니를 뒤덮었다. 이 당시 대기 질은 어떤 경우 위험 수준의 11배를 넘어 뉴델리보다도 공기 질이 나빴고 시드니 공과대학교의 호흡기 질환 관련 과학자인 브라이언 올리버 부교수는 "담배 32개비어치를 한꺼번에 피우는 수준"이라고 비유하기도 했다.
오스트레일리아의 도시는 세계에서 자동차 의존률이 높은 수준이며, 특히 시드니 같은 경우는 오스트레일리아의 대도시에서 자동차 의존률이 제일 낮긴 하지만 그럼에도 전 세계 도시 수준에서는 높은 수준인 66%이다. 하지만 시드니는 오스트레일리아에서 대중 교통 사용률도 가장 높은 도시로 뉴욕, 베를린, 상하이와 비슷한 27%이다. 오스트레일리아의 도시 중에서는 가장 높은 수준이지만 시드니는 역사적으로 저밀도 개발과 넓은 영역에서 일어난 스프롤 현상으로 대중교통 수준이 낮아 자동차 의존도가 높아졌다. 자가용의 배기가스를 감축하기 위해 대중교통 사용을 장려하고, 고밀도 주택 개발 사업을 시작했으며 닛산 리프 전기자동차를 대규모로 수입하는 등  오스트레일리아에서 무공해 차량 도입에도 기울이고 있다. 전기자동차는 일산화 탄소나 아산화 질소 등 기후 변화에 영향을 주는 기체를 배출하지 않는다. 자전거 타기 비율도 늘어나 2010년 3월 이후 시드니 도심권역의 자전거 이용률은 113% 증가했으며, 평일 평균 피크 시간대 교차로를 통과하는 자전거는 약 2천대에 달한다. 시드니의 확장된 대중 교통 이용을 장려하기 위해 시드니 서북부와 동부의 대중교통 개발도 이루어졌다.
시드니시는 2008년 공식적으로 탄소 중립 인증 선언을 하며 오스트레일리아에서 최초로 탄소 중립을 결의한 시의회로 발돋움했다. 시드니시는 2007년 탄소 배출량을 6% 감축했으며 2006년부터 도시 건물의 탄소 배출량을 최대 20% 감축했다. 시드니시는 "2030년 지속 가능한 시드니 2030 프로그램"이라는 이름으로 다양한 목표를 계획하고 있으며 시드니의 가정과 사무실이 소비하는 에너지를 30% 줄이는 방법에 대한 다양한 지침도 제시하고 있다. 에너지 소비 감소를 통해 연간 3천만 달러에 달하는 에너지 요금을 절약했다. 또한 연간 약 3천톤에 달하는 탄소 배출을 절감하기 위해 CBD에 있는 여러 건물에 태양 전지 판을 설치했다.
시드니는 더운 날씨에 더 깨끗한 공기를 주고 수분을 만들어 도심의 온도를 낮춰주는 잎이 많고 질긴 녹음수를 많이 심어 도시 식생 비율을 높인다는 계획인 "도시숲 성장전략"도 채택했다. 또한 시드니는 그린 오피스 빌딩 개발의 선두주자로 모든 건물 설계에 높은 에너지 효율을 요구하고 있다. 2013년 완공된 센트럴 파크가 이러한 에너지 효율 설계화 구현의 대표적인 예시이다.

### 상하수도 및 전기 인프라

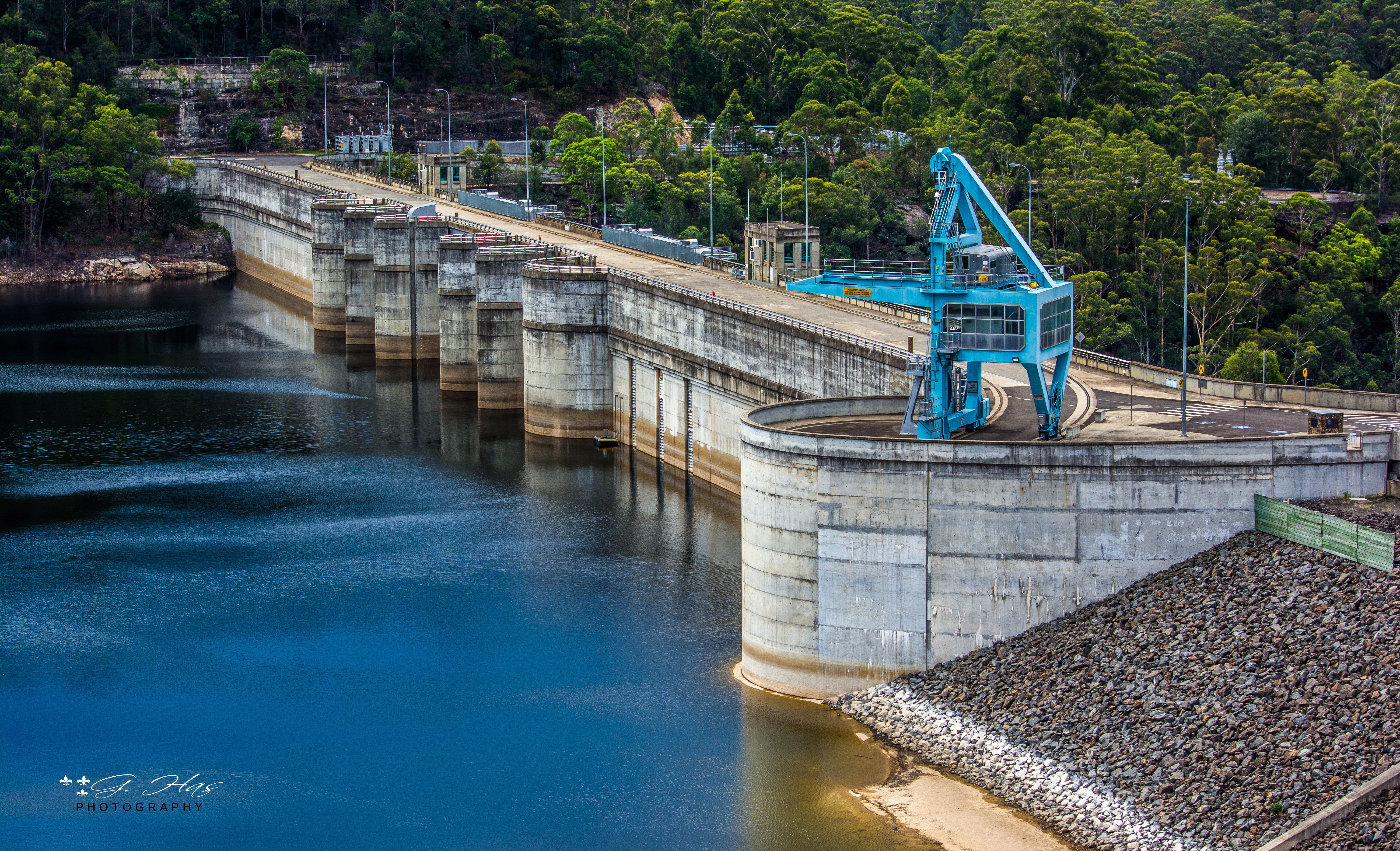
와라감바댐이 시드니의 가장 큰 상수도원이다.

식민지 시기 초기에는 충분한 담수를 확보하기 어려웠다. 탱크 스트림이라는 이름이 붙여진 집수로가 현재는 CBD에 상수도를 공급하고 있지만 1700년대 말까지는 단순 개방 하수도였다. 1800년대 중반에는 보터니늪 계획이라는 이름으로 점점 늘어나는 시드니 인구에 상수도를 공급하기 위해 여러 벽, 터널, 증기펌프장, 소규모 댐 등을 건설했다.
시드니의 상수도 수요를 해결하기 위한 본격적인 첫 해결책은 어퍼네핀 계획으로 1886년 2백만 파운드 이상의 비용을 투입해 시작했다. 약 100 km 떨어진 네핀강, 커터럭트강, 코르도강 상수도원에서 물을 끌여와 공급하며 시드니의 총 상수도 수요 중 15%를 충당했다. 1907년에서 1935년 사이에는 이 세 강에 댐이 지어졌다. 1977년에는 숄헤이븐 계획으로 강에 댐을 추가로 건설했다.
국영기업인 워터NSW가 11개 주요 댐을 관리하고 있다. 세계에서 가장 큰 취수원댐인 와라감바댐도 그 중 하나이며, 그 외에 워로노라댐, 커터럭트댐, 코르도댐, 네핀댐, 아비온댐, 윙캐리비 저수지, 피츠로이폭포 저수지, 털러와댐, 블루마운틴즈댐, 프로스펙트 저수지가 있다. 상수도는 16,000 km² 넓이에 달하는 5개 취수원에서 저장하며 총 물 저장량은 2.6 TL 에 달한다. 2010년부터는 시드니 담수화 시설이 가동되기 시작했다. 워터NSW가 시드니 전역의 상하수도 및 빗물 관리 작업을 운영하는 국영기업인 시드니 워터에 물을 공급한다.
시드니 지역에 전기를 공급하는 두 사업자로 어스그리드와 엔데버 에너지가 있다. 두 업체의 전력망을 합쳐 815,000개가 넘는 전봇대와 83,000 km 길이의 전력선을 관리한다.

## 같이 보기
- 시드니 개요
- 시드니의 박물관 목록
- 시드니 출신 사람 목록
- 시드니시의 대중 전시 작품 목록
- 시드니를 주제로 한 노래 목록